# 무라비트 왕조
무라비트 왕조(아랍어: المرابطون 알 무라비툰[*], "리바트로부터 온 이들"), 알모라비드(Almoravid) 또는 이므라브덴(베르베르어: ⵉⵎⵕⴰⴱⴹⴻⵏ)은 모로코에 존재했던 베르베르계 무슬림 왕조로, 11세기 무렵에 서마그레브와 알안달루스 지역을 포함하여 광대한 영역을 지배하였다.
무라비트 왕조는 오늘날의 모리타니와 서사하라 일대에 거주했던 베르베르계 유목민인 람투나(Lamtuna)와 구달라(Gudala), 마수파(Massufa) 등의 부족들이 드라강, 나이저강, 세네갈강 사이의 영토를 횡단하는 연합체를 형성하면서 건국되었다. 건국자는 아달라흐 이븐 야신이었으며, 최초의 수도는 서아프리카 남부의 아주기였으나 그들이 급속도로 팽창함에 따라 모로코 중부의 아그마트, 최종적으로는 1070년에 새롭게 건설된 마라케시로 이전되었다. 그 뒤 제국은 유수프 이븐 타쉬핀 및 그의 후손들이 통치하는 마그레브를 중심으로 한 북부 지역과, 아부 바크르 이븐 우마르 및 그의 후손들이 통치하는 남부 지역으로 나뉘어졌다.
서아프리카와 마그레브를 완전히 장악한 다음에 그들은 알안달루스(이베리아의 이슬람 영토)로 영향력을 뻗쳐 나갔으며, 1086년 사그라하스 전투에서 카스티야-아라곤 연합군을 쳐부수면서 기독교 세력들의 재수복 운동을 저지하는 데 결정적인 역할을 했다. 이로써 마그레브와 알안달루스는 처음으로 정치적인 측면에서 통합되었고 무라비트 왕조는 서지중해에서 베르베르인들이 이끄는 최초의 대제국으로 변모했다. 이들은 스스로 별다른 칭호를 칭하지는 않았으나, 바그다드에 있는 아바스조 칼리파들의 통치를 공식적으로 인정하곤 '아미르 알 무슬리민(amīr al-muslimīn, 무슬림들의 사령관)'의 칭호를 받음으로써 자신들의 권위를 세웠다. 무라비트 왕조의 통치기는 사하라 지역의 이슬람화 및 서마그레브의 도시화가 이루어진 시기이자, 스페인(알안달루스)와 아프리카 사이의 접촉이 증가함으로써 양측이 서로 간의 문화발전에 박차를 가하던 과도기이기도 했다.
짧은 전성기 이후에 무라비트 왕조는 그들이 발흥했을 때와 마찬가지로 급격히 쇠퇴하기 시작했다. 특히 이븐 투마르트가 주도하는, 마스무다를 중심으로 한 무와히드 반란은 제국의 몰락에 결정적인 역할을 했다. 마지막 무라비트 통치자인 이샤크 이븐 알리는 1147년 무와히드 세력이 마라케시를 점령하고 북아프리카와 알안달루스에서 새로운 지배 세력으로 자리매김할 즈음에 그들에게 사로잡혀 처형당했다.

## 국명
'무라비트'라는 국명은 아랍어 '알 무라비트(아랍어: المرابط, al-Murabit)'에서 유래했으며 이것이 스페인으로 건너가 '알 모라비데(스페인어: almorávide)'가 되었다. 알 무라비툰의 'b'가 알 모라비데의 'v'로 바뀌는 것은 아랍어를 스페언어로 번역할 때 일어난 음운 변동의 한 사례라고 할 수 있을 것이다.
'알 무라비트'라는 단어를 문자 그대로 해석해본다면 "구속하고 있는 사람"을 뜻하며, 그 어근 가운데 r-b-t는 어떤 것을 '묶는' 것과 관계가 있으므로 이것은 무라비트인들의 얼굴을 가리는 베일이나 그들을 성전에 묶어놓은 도덕적 의무와 관련이 있을 지도 모른다는 주장이 있다. 비유적으로는 "요새에서 전투 준비가 된 사람"을 뜻하기도 하는데, 이것 역시 이슬람 무장 수도원을 뜻하는 "리바트"하고 관계가 있다고 보이며 그들의 초창기 근거지였던 사하라사막 남서쪽에 위치한 리바트들과 연관된 것으로 추정된다.
국명의 직접적인 기원은 왁가그 이븐 잘루라는 말리키파 신학자가 오늘날의 모로코 남부의 수스에 건설한 수도원 '다르 알 무라비틴(Dār al-Murābiṭīn, 묶인 사람들의 집)'이다. 이븐 잘루는 자신의 제자 아달라흐 이븐 야신을 보내어 아드라르(오늘날 모리타니)의 산하자 베르베르인들에게 이슬람을 전파했는데, 그 지역에 이슬람이 어느정도 퍼진 이후 그들이 스스로를 '하나님의 대의를 위해 함께 묶인 자들'라고 자칭했으므로 알 무라비툰이라 불리게 되었다.
무라비트인들이 언제, 어떻게, 왜 그 이름을 얻었는지는 정확히 알 수 없다. 무와히드 왕조가 정점에 도달하기 훨씬 이전인 1068년에 알안달루스의 역사가 알 바크리는 이미 이들을 알 무라비툰이라고 불렀지만 그 이유에 대해서는 명확하게 밝히지 않았다. 3세기가 지난 뒤에 모로코의 역사가였던 이븐 아비 자르는 "아달라흐 이븐 야신은 아드라르(모리타니아)의 구달라 베르베르인들 사이에서 자신의 가르침에 저항하는 이들을 피해 소수의 추종자들만을 데리고 근해의 한 섬(아마도 아르긴 만의 티드라 섬)에 임시 리바트를 건설했는데, 이것이 그들의 이름의 유래가 되었다."라고 기록했다. 마찬가지로 모로코의 역사가였던 이븐 이다리는 "아달라흐 이븐 야신이 1054년 드라 강 인근의 계곡에서 특히 힘들고 많은 손실을 입은 전투를 치른 직후에, 자신의 추종자들의 사기를 높히기 위해 '싸움에 인내한다는' 의미에서 이 명칭을 제안했다"고 기록했다. 어떤 주장이 사실이든 아니든 간에, 무라비트인들이 그들의 부족이나 민족의 정체성이 아닌 별개의 의식적인 목표로서 이 명칭을 선택한 것은 분명해 보인다.

## 역사

### 기원

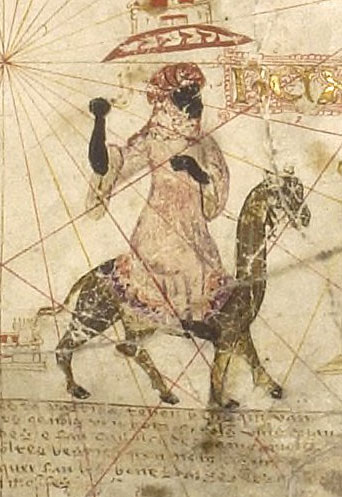
1413년 작성된 메시아 데 빌라데스테스의 포르톨란 차트(항로의 집합체)에서 묘사된 아부 바크르 이븐 우마르. 여기서는 "렉스 부베카르(Rex Bubecar)"이라는 이름으로 기록되어 있다.

무와히드 왕조의 기원은 '알 물라타문(al-mulathamun, "숨겨진 것들")이라고도 불리는, 남쪽의 세네갈 강과 북쪽의 드라 강 사이에 펼쳐진 지역에 거주하던 여러 산하자 부족들에서부터 거슬러 올라간다. 무라비트 왕조의 건국 세력이자 주요 구성 부족은 람투나라고 불리는 이들이었는데, 알 야쿠비, 알 바크리, 이븐 하우칼 등의 아랍 연대기 작가들에 따르면 이들이 사하라 서남부의 주요 무역도시였던 아우다고스트 주변 지역을 점령했다고 한다. 프랑스의 역사학자 샤를 앙드레 줄리앙은 "무라비트 제국 기원의 핵심은 사하라 사막의 강력한 산하자 부족이었던 람투나였으며, 그들의 출신지는 모리타니의 아드라르였다"고 말했다. 오늘날 사하라 서부에 광범위하게 거주하고 있는 투아레그족은 그 후손으로 알려져 있다.
람투나는 9세기 즈음에 이슬람으로 개종했다. 이후 10세기에 통일을 이루어낸 그들은 주변 지역들, 특히 사하라 이남 아프리카의 수단에 있는 파간인들을 대상으로 여러 군사 활동을 벌였다. 왕 틴바루탄 이븐 우스페이샤르 치하에서 산하자 람투나는 사하라 종단 무역로의 주요 거점이었던 아우다고스트를 점령했다. 하지만 산하자 연맹이 붕괴되면서 아우다고스트는 가나 제국에게로 넘어갔고, 사하라 종단 무역로의 대부분은 시질마사의 제나타 베르베르 부족인 마그라와에게 빼앗겼다. 마그라와족은 또한 상황을 이용하여 수스 계곡과 드라 강 일대에 있는 목초지에서 살아가던 산하자 베르베르 부족들을 모두 추방했다. 1035년경 람투나의 족장 아부 압달라 무함마드 이븐 티파트(알리앗 타르시나)가 잠시 산하자 부족들을 재통일하려 시도했지만, 그의 통치 기간은 3년도 채 가지 못했다.
1040년, 세네갈 연안의 또다른 산하자 베르베르 부족인 구달라의 족장이자 알리앗 타르시나의 장남이었던 야히야 이븐 이브라힘이 메카로의 순례길에 올랐다. 그는 돌아오는 길에 이프리키야에 있는 카이로완에 들렀는데, 그곳에서 페스 출신의 수니 말리키 학파의 법학자 겸 학자인 아부 임란 알 파시를 만났다. 당시 지리 왕조의 통치자 알 무이즈 이븐 바디스는 시아파 파티마 왕조와 결별하는 것을 공공연히 생각하고 있었으며, 카이로완의 법학자들은 그가 그렇게 하도록 선동하고 있었다. 이러한 분위기 속에서 야히야와 아부 임란은 사하라 서부의 신앙 상태에 관한 대화에 빠졌고, 야히아는 그가 사는 곳의 종교 교육이 부족하며, 이슬람 율법의 태만함에 대해 실망하게 되었다. 아부 임란의 권유로 야히야 이븐 이브라힘은 모로코 남부 수스 계곡에 있는 왁가그 이븐 잘루에게로 가서 백성들을 위한 말리키 학파 출신의 학자를 찾아 나섰고, 왁가그는 그에게 자신의 제자 중 한 명인 아달라흐 이븐 야신을 추천했다.:122
아달라흐 이븐 야신은 가줄라 베르베르 출신의 인물로서, 아마도 태생부터 무슬림이었다기 보다는 중간에 개종한 자였을지도 모른다. 그의 이름은 "야신의 아들" (「쿠란」 36번째 수라의 제목)으로 해석되는데, 이것은 그가 과거를 지우고 무슬림으로서 새롭게 '재탄생'했음을 암시하는 증표가 될 수 있다. 이븐 야신은 대단한 이슬람 광신도였는데, 그의 신조는 주로 엄격한 형식주의와 순나 전통의 빠짐없는 고수가 특징이었다. 이븐 야신과 구달라와의 초기 만남은 그다지 좋게 이루어지지 못했다. 그는 문제가 무엇이든지 간에 배교의 혐의로서 심문에 응했으며 사소한 범죄에도 가혹한 처벌을 내렸다. 구달라는 곧 1040년의 언젠가 그의 추종자였던 야히야 이븐 이브라힘이 사망한 직후에 곧바로 그를 추방했다.
그러나 이븐 야신은 이웃한 람투나로부터 더 호의적인 반응을 얻어냈다. 아마도 이븐 야신의 경건한 열정이 자신들의 단결에 유용하다는 것을 알아챈 람투나 족장 야히야 이븐 우마르는 그를 초대하여 부족들 사이에서 설교를 해달라고 요청했다. 곧 이븐 야신과 람투나는 더욱 생산적인 관계를 맺었다. 이븐 야신은 선지자 무함마드의 초기 생애에 대한 이야기와 함께, 정복이 이슬람의 전파를 가장 확실하게 이루어내는 방법이며, 단순히 신의 율법을 고수하는 것만으로는 부족하고 이슬람을 반대하는 장애물들을 모조리 분쇄해버리는 데에도 필요하리라고 역설했다. 그는 특히 부족·파벌주의를 최대의 장애물로 꼽았다. 이븐 야신은 자신의 추종자들에게 혈연을 기반으로 한 충성심과 민족적 구별에 따른 차이는 제쳐두고 성스러운 이슬람 율법에 따라 모든 무슬림들이 평등해져야 할 필요가 있다고 말했다. 람투나 고위층들에게 이러한 새로운 이데올로기는 산하자 연맹을 재건하고 잃어버렸던 자신들의 권력을 회복하려는 오랜 열망과도 부합하는 것이었다. 곧 람투나는 새로 개종한 사람들 특유의 비타협적 열정으로 무장하고, '순수한' 이슬람을 수립하고, 엄격하고 금욕적인 정통 신앙을 준수하려는 열망으로 넘쳐나 있었고, 그들이 가지고 있던 강인한 의지와 도덕적 확신이 특유의 스파르타식 생활 방식과 더해져 가공할만한 전사들로 거듭났다. 또한 이때부터 이교도 및 배교자들과 벌이는 지하드는 그들의 존재 이유이자 권력 기반이 되었다.
1050년대 초, 야히야 이븐 우마르와 아달라흐 이븐 야신의 공동 지도 아래 람투나는 엄격한 종교적 교조주의에 입각한 교단 '알 무라비틴(무라비트파)'을 창설했으며, 수년에 걸친 포교와 세력 확장 끝에 강력한 규율을 가진 신정국가를 이뤄냈다. 야히야 이븐 이브라힘은 강력한 교단 조직 외에도 새로운 군대 체제를 만들었다. 그때까지 베르베르계 부족들의 전투방식은 대개 창과 방패를 들고 밀집하여 힘싸움을 벌이는 고대 그리스식 팔랑크스와 유사하였던 반면, 야히야의 새로운 군대는 마케도니아의 사리사를 연상시키는 긴 장창과 투창을 도입하였으며, 보병 위주였던 기존의 군대에 지형에 맞는 측면 공격 및 섬멸전(망치와 모루 전술)을 위해 지형에 맞는 낙타병과 기병을 적극 활용하기 시작하였다.:123

### 초기 정복
1050년대 초, 아달라흐 이븐 야신과 람투나 족장 야히야 이븐 우마르, 그리고 그의 동생인 아부 바르크 이븐 우마르가 주도하는 삼두 정치가 등장했다. 이제 무라비트 운동은 구달라가 아닌 람투나에 의해 주도되었다. 1053년부터 무라비트 왕조는 서북아프리카의 베르베르인들과 사하라 이남 지역으로 그들의 종교를 전파하기 시작했다. 여러 베르베르계 부족들을 이기고 난 후 그들은 사하라 사막을 가로지르는 무역로를 효과적으로 장악하기 위해 두 가지 목표를 수립했는데, 사막의 최북단에 위치한 시질마사와 사막의 최남단에 위치한 아우다고스트가 바로 그것이었다. 당시 시질마사는 제나타 베르베르 연맹의 일파인 마그라와족, 아우다고스트는 소닝케족의 지배 하에 들어가 있었다. 무라비트인들은 1054년 또는 1055년경에 이 도시들을 모두 정복했다. 먼저 함락당한 시질마사의 통치자 마수드 이븐 와누딘은 다른 마그라와 족장들과 함께 처형당했다. 승리의 여세를 몰아서 무라비트인들은 람투나 수비대 일부를 도시에 남겨놓고는 남쪽으로 방향을 틀어 같은 해에 아우다고스트를 점령했다. 이 도시에는 무슬림들이 많았지만, 무라비트 왕조는 이곳이 이교도인 가나 왕에게 통치받고 있다는 이유로 그곳을 약탈하고 주민들을 대거 학살했다.
무라비트 본대가 시질마사를 떠난 지 얼마 지나지 않아 도시에서 반란이 일어났으며, 도망쳤던 마그라와족이 돌아와 람투나 수비대를 궤멸시켰다. 이븐 야신은 도시를 탈환하기 위해 두번째 원정대를 조직하여 대응하기로 했지만, 구달라는 이를 거부하고 대신 대서양 연안의 사막 지대에 있는 그들의 고향으로 되돌아갔다. 역사학자 아미라 베니슨은 구달라를 포함해 무라비트 왕조의 몇몇 베르베르인들이 북쪽의 강력한 제나타 연맹과의 분쟁에 휘말리지 않으려 했고, 그 때문에 북쪽으로의 팽창을 주장하던 이븐 야신과 대립했다고 말하면서 이를 설명한다. 이븐 야신이 북부 원정을 주도하는 동안 야히야 이븐 우마르는 람투나의 심장부, 그 중에서도 주요 요충지이자 방어가 쉬운 거점이었던, 오늘날 모리타니의 아타르에서 대략 10km 정도 떨어진 자발 람투나에 머물렀다. 그곳에는 그의 동생 야누 이븐 우마르 알 하지가 일찍이 건설한 아즈기(아조귀 또는 아즈키) 요새가 있었다. 아틸리오 가우디오, 크리스티안 바나커, 브리짓 힘판과 다이앤 힘판-사파비에 등의 몇몇 학자들은 아주기를 무라비트 왕조의 '첫 번째 수도'라고 주장한다. 야히야 이븐 우마르는 그뒤 1055년~1057년 사이에 구달라와의 전투에서 전사했다.
한편, 북부에서 한창 정복 활동을 벌이고 있던 이븐 야신은 야히야의 동생인 아부 바르크를 람투나의 새로운 족장으로 임명함과 함께 무라비트 군대의 지휘권을 넘겨주었고, 그들은 곧 시질마사를 수복할 수 있었다. 1056년까지 무라비트 왕조는 모로코 남부의 타루단트와 수스 계곡 일대를 정복하고 그곳에 말리키 이슬람법을 적용했다. 그해 원정이 마무리되자 무라비트 군대는 시질마사로 회군한 뒤 그곳에 거점을 마련했다. 그 무렵 아부 바르크는 자신의 사촌인 유수프 이븐 타쉬핀으로 하여금 도시 수비대를 지휘하게 하도록 했다.
아부 바르크의 치하에서 무라비트 왕조는 사하라 사막 너머로 세력을 뻗치기 시작했고, 아틀라스 산맥의 부족들을 정복했다. 1058년에 그들은 하이 아틀라스를 건너 산기슭 근처의 번영하는 상업 도시인 아그마트를 정복하고 수도로 삼았다. 그런 다음, 그들은 3세기 전에 살리흐 이븐 타리프가 설파한 '이단'을 따랐던 대서양 연안의 베르베르 부족 연맹인 바르가와타와 접촉했다. 바르가와타는 무라비트 왕조에 맞서 강력하게 저항했고, 아달라흐 이븐 야신은 1059년 모로코 롬마니 인근 마을인 쿠리플라에서 그들과 전투를 벌이다가 전사했다. 그럼에도 불구하고 바르가와타는 아부 바크르에게 완전히 정복되어 수니파 이슬람교로 개종할 수밖에 없었다. 얼마 지나지 않아 아부 바르크는 모로코 북부의 메크네스까지 도달했다.
1061년 아부 바크르는 자신이 수립한 권력을 나누어 사촌 유수프 이븐 타슈핀에게 주는 한편, 베르베르 귀족이자 부유한 가문의 여성인 자이나반 나프자위야와 결혼을 했다. 그녀는 이전에 아그마트의 통치자였던 라쿠트 이븐 유수프 이븐 알리 알 마그라위와 결혼한 적이 있으나 무라비트 왕조가 도시를 점령하고 그를 죽이자 아부 바르크와 결혼한 것이었다.

### 전성기

#### 마라케시의 건설과 내부 안정
그 무렵에 아부 바크르는 마라케시라는 새로운 수도의 건설에 착수했다. 다만 사료를 집필한 학자들마다 설립 년도에 대한 의견이 분분한데, 이븐 아비 자르와 이븐 칼둔은 1062년이라 기록했고, 무함마드 알 이드리시는 1078년이라 기록했으며, 이븐 이다리는 1070년이라고 기록했다. 그중에서도 이븐 이다리의 주장은 현대의 많은 역사학자들에게 받아들여졌지만, 여전히 1062년이라고 여기는 학자들도 있다. 어쨋든 새로운 수도가 1060년대에서 1070년대 사이에 지어진 것은 분명해 보인다. 신도시를 건설한 직후, 아부 바르크는 1060년 또는 1071년에 사막 무역로를 위협한 구달라와 그 동맹이 일으킨 반란을 진압하는 임무를 수행했다. 이때 그의 아내인 자이나반은 그를 따라 남쪽으로 내려가지 않으려 했고, 아부 바크르에게 이혼을 요구했다. 아부 바르크는 그녀를 사촌 유수프 이븐 타쉬핀에게 주어 서로 결혼하도록 했다. 떠나기 전에 아부 바크르는 북부의 새로운 정복지를 담당하는 자신의 대리인으로써 그를 임명했다. 이븐 이다리에 따르면 자이나반은 곧 유수프 이븐 타쉬핀의 가장 중요한 정치적 조언자가 되었다.
1년 뒤, 남부의 반란을 진압한 아부 바크르는 도시와 북아프리카의 무라비트 군대에 대한 통치를 재개하기 위해 돌아왔지만, 그는 사촌의 세력이 너무 강력해져서 대체될 수 없다는 것을 깨달았다. 아부 바크르가 아그마트 근처에서 머물자 유수프 이븐 타쉬핀은 자이나반의 조언에 따라 그에게 호화로운 선물을 보냈지만, 아부 바크르는 여전히 소환에 응하지 않았다고 한다. 아부 바크르는 마라케시의 지배권을 놓고 자신의 사촌과 전투를 벌이고 싶지 않았고 또 자신의 권력을 다시 되찾기 위해 타쉬핀에게 강제할 수도 없다는 사실을 인식하고, 마그레브에서의 타쉬핀의 권력을 인정하기로 결정했다. 양측은 아그마트와 마라케시 사이의 중간 지대에서 만나 이러한 합의를 확인했다. 아그마트에 잠시 머물렀던 아부 바크르는 남부에서의 무라비트 왕조 지배권을 제대로 확립하기 위해서 남부로 다시 돌아갔다.
그뒤 무라비트 왕조는 유수프 이븐 타쉬핀이 통치하는 북부 지역과 아부 바크르가 통치하는 남부로 나뉘었지만, 아부 바크르는 1087년 전투에서 전사할 때까지 무라비트 왕조의 최고 지도자로서 공식적으로 인정을 받았다. 몇몇 역사 사료에서는 두 지도자가 서로 적대했으며 양측이 독자적인 동전을 주조했다고 나와있지만, 이것을 증명하는 흔적이 발견되진 않았다. 아부 바크르가 떠난 후, 유수프 이븐 타쉬핀은 20년 동안 마그레브 지역에서 무라비트 왕조의 영토를 넓혀가는 데 관심을 기울였다. 아부 바크르의 아들 중 한명인 이브라힘은 1071년부터 1076년까지 시질마사의 통치자였는데, 그는 1076년에 마그레브에서의 부친의 지위를 되찾기 위해서 유수프와 적대했다. 그러자 두 사람과 친척 관계였던 또다른 무라비트 통치자 마즈달리 이븐 틸란칸은 둘 사이를 중재하고 이브라힘에게 남부에서 활동하도록 설득함으로써 내전을 막았다.

#### 마그레브 정복
그 동안 유수프 이븐 타쉬핀은 모로코, 서사하라, 모리타니아의 광활한 지역을 무라비트 왕조의 지배 하에 두었으며, 몇 년에 걸쳐 페스 일대와 모로코 북부의 여러 요새들 및 정착지들을 점령했다. 이리하여 주변 대부분의 지역에 정복되자, 마침내 그는 페스를 쳐서 완전히 굴복시키는 데 성공했다. 다만 유수프의 정복에 대해 정확한 연대를 다룬 역사 기록들 사이에는 (마라케시 건설과 마찬가지로) 모순과 불확실성이 있다. 일부 출처들은 주요 정복 시기를 1060년대로 잡은 반면에, 다른 출처들은 1070년대로 거슬러 올라간다. 몇몇 현대 역사학자들은 유수프가 페스를 정복한 시점을 1069년으로 잡기도 했다. 역사학자 로널드 메시에는 이 날짜를 1070년 3월 18일로 더 구체적이게 제시했다. 다른 역사학자들은 이 정복 시기를 1074~1075년 사이로 추정한다.
1079년, 유수프 이븐 타쉬핀은 마라케시에서 20,000명의 군대를 틀렘센으로 보내어, 그 지역을 점령한 제나타 부족인 바누 얄라를 공격하도록 했다. 마즈달리 이븐 틸란칸이 이끄는 무라비트 군대는 물라야 강 근처에서 바누 얄라를 격파하고 틀렘센의 통치자의 아들인 말리 이븐 얄라를 처형했다. 다만 이븐 틸란칸은 우지다의 바누 이즈나산이 점령한 도시들의 저항이 너무 강력해 틀렘센을 점령하기 어렵다고 판단하곤 곧장 회군했다. 대신에 이븐 타쉬핀은 1081년 직접 군대를 이끌고 우지다를 점령한 다음, 여세를 몰아 틀렘센까지 정복했으며 마그라와 군대와 그 지도자 알 압바스 이븐 바흐티 알 마그라위를 붙잡아 처형했다. 1082년에는 그에게 알제가 정복되었다. 이후 이븐 타쉬핀은 틀렘센을 동방 진출로의 전진 기지로 삼았다.
그 뒤 유수프 이븐 타쉬핀은 동쪽에서 함마드 왕조와 여러 차례 충돌했지만, 마그레브 중부를 정복하기 위해 별다른 노력은 하지 않았으며 나중에는 아예 다른 전선에 집중하면서 이 지역에 대한 관심을 꺼버렸다. 결국 1104년에 이븐 타쉬핀은 함마드조와 평화 조약을 체결했고, 이로써 알제가 무라비트 왕조의 최동단 거점이 되었다.
이븐 타쉬핀은 또한 무라비트 왕조의 개혁에도 착수했다. 이전에는 단순히 부족별로 조각조각 분열된 영토에 불과했던 마그레브 서부는 그의 통치하에 역사상 처음으로 잘 조직된 행정 구역으로 구분되었다. 한편 마라케시에는 조금 느슨하기는 했지만 중앙집권적인 정부가 수립되었는데, 이븐 타쉬핀은 주요 지방을 믿을 수 있는 동맹국이나 자신의 친척들에게 맡겨 통치했다. 성립 초기의 무라비트 왕조는 이슬람 율법에 따라 거두어지는 세금과 남부의 가나에서 생산-유통되는 금을 취급함으로써 경제적으로 보았을 때는 딱히 문제점이 없는 것처럼 보였지만, 사실은 새롭게 정복한 지역의 약탈이나 막대한 전리품에 국가 경제의 대부분을 의존하고 있었다. 이븐 타쉬핀은 군대에도 손을 대어, 산하자 베르베르인들을 계속 모집하면서도 새롭게 흑인 병사(아비드) 5,000명과 백인 병사 500명(울루지)을 포함한 왕실 친위대(하슴)을 육성하고 노예들을 대량으로 사들여 병사로서 훈련시켰다.
언제부터인지는 확실치 않지만, 유수프 이븐 타쉬핀은 바그다드에 있는 아바스조 칼리파들을 (명목상의) 군주로서 인정하기 시작했다. 아바스 칼리파 자체는 직접적인 정치적-세속적 권력은 잃어버린 지 오래였으나, 그들의 상징성은 중요했으며 이들을 섬김으로써 무라비트 왕조의 정당성은 한 층 더 강화될 수 있었다. 이븐 이다리에 따르면, 1073~1074년 사이에 이븐 타쉬핀은 아바스 칼리파로부터 '아미르 알 무슬리민(amīr al-muslimīn, 무슬림들의 사령관)'이라는 칭호를 받았다. 아미라 베니슨에 따르면 아바스 칼리파의 공식적인 인정은 아무리 늦어도 1090년대까지는 확립되었을 것이라고 한다. 아바스 칼리파 알 무스타지르의 사절인 아부 바크르 이븐 알아라비는 자신이 1096년에서 1098년 사이에 무라비트 왕조를 방문했을 때, 유수프 이븐 타쉬핀이 통치하는 영토 전역에서 아바스 칼리파의 이름으로 금요예배가 이루어지고 있다고 기록했다.

#### 무라비트 남부와 가나 제국

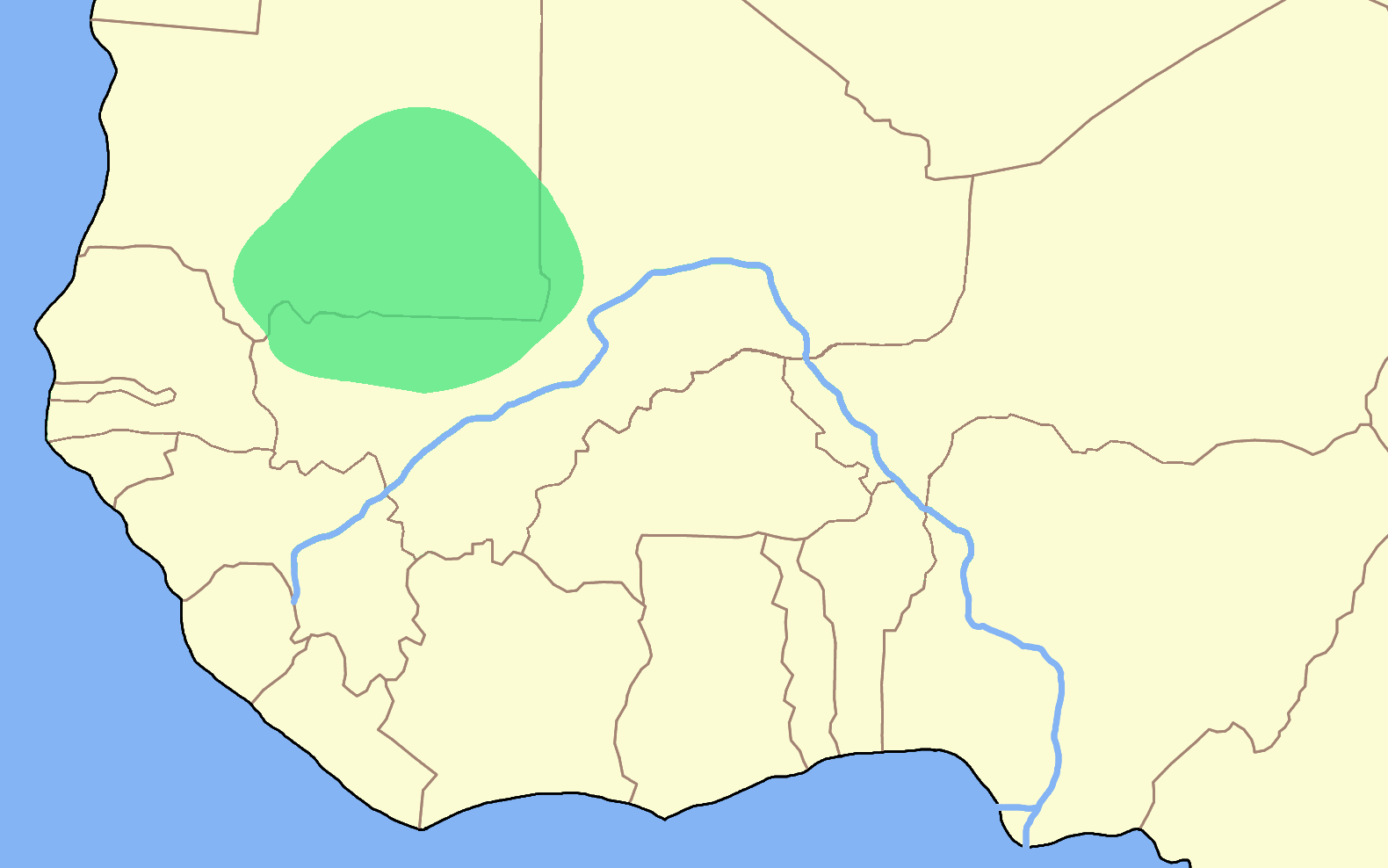
가나 제국의 대략적인 영역. 서사하라의 사막을 가로지르는 교역망을 통해 대단히 번성하여, '황금의 나라'라는 별명을 가지고 있었다. 그러나 이들이 언제, 어떻게 성립되었는지는 아직 명확히 밝혀진 바가 없다.

유수프 이븐 타쉬핀을 북부의 통치자로 두고 남쪽으로 돌아온 아부 바크르 이븐 우마르는 아주기를 거점으로 삼아 제국의 남부 지역을 평정하는 데 힘을 기울였다. 이 도시는 아부 바크르와 그의 후계자들이 통치하는 남부 무라비트조의 수도 역할을 했다. 다른 지역에서 무라비트 왕조로 향하는 사하라 사막 무역로의 중요성에도 불구하고, 그들 남부의 역사는 아랍 사료들에는 잘 기록되어 있지 않으며 마그레브와 알안달루스의 역사에서는 때때로 소외되기도 한다. 또한 더 많은 사료들이 발견되지 않는 상황에서 고고학적 발견과 그 성과만에 역사를 의존할 수 밖에 없게 되면서 무라비트 왕조에 대한 현대 역사가들의 의견을 엇갈리게 한 것 역시 문제이다. 사헬 지대에서 무라비트 왕조가 확실하게 존재했으며 그곳에 적지 않은 영향력을 미쳤다는 주장은 오늘날 아프리카에 대한 연구에 가장 강력하게 다루어지는 논의 중 하나이다.
아랍 사료에 따르면 아부 바크르의 지휘 아래 무라비트 왕조는 1076~1077년경 소닝케족이 세운 가나 제국을 정복했다. 이에 대해 아랍 역사학자 이븐 칼둔이 가나의 법학자인 샤이크 우스만의 발언을 인용하여 1394년에 쓴 기록이 남아있다.
"무라비트 왕조는 가나 지배자들의 권위가 유명무실해질 정도로 가나를 약화시키고 어마어마한 양의 조공을 받은 뒤 물러났다. 결국 가나는 수단의 이웃한 민족인 소쏘인들에게 예속되어 흡수되었다."— 이븐 칼둔의 기록 중 일부 발췌

말리 지역에서 전해져 내려오는 전통 이야기에 따르면 소쏘족의 통치자 수마우로 캉테가 이 땅을 점령했다고 한다. 한편 아랍 지리학자 이븐 쉬하브 알 주히리는 무라비트 왕조가 1084년 타드메카에서 그 지역에 만연해있던 이바드파 이슬람을 끝장냈으며 그 지도자 아부 바크르가 깊은 남쪽의 "황금의 산에 도착했다"고 기록했다.
그러나 콘라드와 피셔의 연구(Conrad and Fisher, 1982)는 무라비트 군사 정복의 핵심 개념은 아랍측 사료에 대한 잘못된 해석이나 순진하게 의존하는 것으로부터 비롯된 것이라며 이를 비판했다. 티모시 인솔 교수는 "고대 가나를 고고학적으로 분석해본 결과 무라비트 왕조의 군사적 침공에 따른 급격한 변화와 파괴의 징후가 나타나지 않았다"며 이를 덧붙혔다.
디어케 랑게(Dierke Lange)는 기존의 군사 침공 이론에는 동의하지만, 이것이 무라비트 왕조가 가나 지역을 완전히 장악한 근거가 되지는 않는다고 설명하면서 가나 제국 멸망의 주요 요인이 다른 곳에 있다고 주장했다. 그의 말에 따르면 무라비트 왕조의 종교적인 영향력은 군사 정복의 결과라기보다는 비교적 점진적이었으며, 그곳의 토착 귀족들과 결혼 동맹을 맺고 권력을 얻어냈다고 한다. 또한 그는 고대 가나의 쇠퇴가 무라비트 왕조의 침공과 이슬람의 압력으로 촉발된 것은 맞지만 군사적인 정복에 의해 이루어진 것은 아니며 오히려 왕위 계승 분쟁과 같은 여러 내부 요인들에서 기인한 것으로 보인다고 설명했다.
이러한 주장들에 대한 해석은 셰릴 부르할터(Sheryl L. Burkhalter)와 같은 후기 역사학자들에 의해 논란이 되었는데, 그는 사하라 남쪽에서 이루어진 '정복'의 성격이 무엇이든 간에 서아프리카의 금을 확보하고 유통하는 데 있어 무라비트 왕조의 영향력과 성공에는 고도의 정치적인 요소가 필요하다고 말했다.
아부 바크르는 1087년 11월 전투 중 화살에 맞아 부상을 입었고 결국 타간트에서 사망했다. 아부 바크르 사후, 기존에 가나 지역을 지배하고 있던 사하라 사막의 베르베르인들은 아부 바르크의 후손과 그의 동생 야히야에게 분열되어 그 지역에 대한 통제권을 상실했을 것이다. 셰릴 부르할터는 아부 바크르의 아들이 1076년 가나를 정복한 무라비트 원정의 지도자였으며, 나중에 무라비트 왕조가 가나를 상실하고 무와히드 세력에 의해 마그레브에서 멸망당하는 12세기 말까지 살아남아 사하라 남부를 통치했을 것이라고 주장했다.

#### 알 안달루스로의 확장
11세기 초 코르도바 칼리파국이 해체된 이후로, 알안달루스는 타이파라 불리는 군소 왕국이나 도시 국가들로 산산히 분열되었다. 이들은 서로 끊임없이 싸웠지만 자체적으로 대규모 군대를 육성할 수 없었기 때문에 군사력을 북부의 기독교 왕국들에게 의존했다. 기독교 왕국들은 각각의 타이파들을 압도하면서 이른바 "보호 거래" 시스템을 만들었다. 타이파 국가들끼리 서로 전쟁을 벌일 때 기독교 왕국에서 군사 원조를 제공하는 대신, 그들에게 조공을 바치거나 혹은 침공하지 않는 대가로 금화를 받도록 한 것이다. 이로 인해 알안달루스의 이슬람 영토는 점진적으로, 그리고 착실하게 기독교 세력에게 잠식당하기 시작했다. 또한 조공을 바치기 위해 정당하지 않은 방법으로 인상한 세금과 관세는 피지배층들의 불만을 샀는데, 그렇다고 조공을 중단하자니 기독교 국가들의 징벌적 원정과 정복이 뒤따랐다. 이러한 상황에서도 타이파 통치자들은 서로 간의 단결이나 연합에는 관심조차 주지 않았으므로 기독교 세력의 남하 위협이 본격화되었다. 심지어 그들 중에서 가장 강력한 타이파인 세비야조차도 그들의 진격에 속수무책으로 당할 수 밖에 없었다.
1083년에 무라비트 왕조는 지브롤터 해협 남쪽 해안의 세우타를 점령함으로써 알안달루스에 개입할 수 있는 교두보를 확보했다. 카스티야-레온의 군주 알폰소 6세가 자신에게 복속하지 않은 세비야 타이파 알 무타미드에 맞서 남부 알안달루스로 군사 원정을 이끈 것도 같은 해에 일어났다. 그의 군대는 이베리아 반도의 최남단인 타리파까지 도달했다. 몇 년 뒤인 1085년 5월, 알폰소 6세는 알안달루스에서 가장 강력한 타이파 중 하나였던 톨레도를 무너뜨렸으며 얼마 지나지 않아 사라고사마저도 위협했다. 그러자 타이파 통치자들은 마침내 무라비트 왕조에게 도움을 요청하기로 결정했고, 알 무타미드는 다른 타이파 통치자들이었던 바다호스의 알 무타와킬과 그라나다의 압달라 이븐 불루긴의 동의 하에 무라비트 왕조에게 사절을 보냈다.
이 요청을 수락한 유수프 이븐 타쉬핀은 대신 그들을 지원하는 조건으로 지브롤터 해협 건너편의 알헤시라스를 무라비트 군대가 점령하고, 그곳을 거점으로 사용할 것을 요구했다. 이에 타이파들도 동의했다. 그러나 타이파 통치자들의 우유부단함과 망설임을 경계한 이븐 타쉬핀은 재빠르게 해협을 가로질러 1086년 7월, 알헤시라스를 500명의 군대로 점령했다. 12,000명이 넘는 나머지 무라비트 군대가 그 뒤를 따랐다. 그뒤 이븐 타쉬핀은 세비야에 있던 알 무타미드, 알 무타와킬, 압달라 이븐 불루긴과 합류했다. 이 소식을 접한 알폰소 6세는 사라고사 포위를 풀고 곧장 남하하여 알안달루스로 진격했다. 양측은 바다호스 북쪽의 '잘라카', 또는 '사그라하스'라는 곳에서 1086년 10월 23일에 격돌했다. 사그라하스 전투로 잘 알려진 이 전투에서 유수프 이븐 타쉬핀은 기독교 군세를 대파함으로써 레온과 카스티야의 위협으로부터 알안달루스를 방어해내는데 성공했다. 패배한 알폰소 6세는 북쪽으로 무질서하게 패주해야 했다. 알 무타미드는 여세를 몰아 유리한 고지를 점할 것을 권했지만, 이븐 타쉬핀은 알폰소 6세를 더 이상 추격하지 않고 대신 세비야를 거쳐 북아프리카 본토로 돌아갔다.
유수프 이븐 타쉬핀이 이베리아 반도를 떠나자, 알폰소 6세는 다시 타이파들에 대한 압박을 재개하여 공물을 보내도록 강요하는 한편으로 알레도 요새를 함락시켜 알안달루스 동부를 다른 무슬림 영역으로부터 차단했다. 그 와중에도 알 무타미드는 무르시아 타이파 이븐 라시크와 경쟁하고 있었다. 그러자 이번에는 알안달루스의 엘리트들(wujūh)이 무라비트 왕조에게 재차 도움을 요청했다. 1088년 5월 6일, 이븐 타쉬핀은 자신의 군대와 함께 알헤시라스에 상륙한 뒤 곧장 알 무타미드, 압달라 이븐 불루긴, 이븐 수마디흐(알메리아), 이븐 라쉬크의 타이파 군대와 합류하여 알레도 탈환에 돌입했다. 그러나 타이파들 사이의 경쟁과 내부 분열로 인해 포위망이 제대로 형성되지 못했고, 이러한 상황에서 알폰소 6세가 카스티야 수비대를 구원하기 위해 직접 오고 있다는 소식이 전해지자 혼란이 일어났다. 결국 1088년 겨울에 이븐 타쉬핀은 아무것도 이루지 못한 채로 북아프리카로 다시 돌아갔다. 이 틈을 타서, 알폰소 6세는 자신이 신뢰하던 사령관 중 한 명인 알바르 파네즈를 보내 타이파들을 복속시키거나 그들의 저항을 꺾으려 했다.
1090년에 유수프 이븐 타쉬핀은 다시 이베리아 반도로 돌아왔지만, 아마도 이 무렵의 그는 타이파들을 포기하고 이제 이 지역을 직접 장악할 계획이었던 것 같다. 이븐 타쉬핀은 타이파 통치자들이 종교적으로 해이해졌고, 사치와 방종에 빠졌다고 주장하면서 알안달루스 내 말리키파 율법학자들(fuqahā)의 지지를 명분삼아 타이파들을 차례대로 합병하기 시작했다.1090년 6월 이븐 타쉬핀은 조카인 이븐 아부 바크르에게 알안달루스 군대를 맡기고는, 자신은 그라나다를 비롯하여 타이파 통치자들의 항복을 받아내는 데 힘을 기울였다. 그러자 알 무타미드는 무라비트 왕조에게 대항하기 위해 알폰소 6세와 동맹을 맺었다. 1091년 초엽에 무라비트 왕조는 코르도바를 확고하게 장악하고 세비야로 진격하여 알 무타미드를 구원하러 온 카스티야 군대를 패퇴시켰다. 알 무타미드는 무라비트 군대에게 사로잡혀 아그마트로 압송되었다. 그해 말엽에는 알메리아마저도 무라비트 왕조에게 항복했다. 이듬해 1월에 유수프 이븐 타쉬핀의 아들 중 한명인 이븐 아이샤가 무르시아를 항복시켰다.

#### 거듭되는 알안달루스에서의 일진일퇴

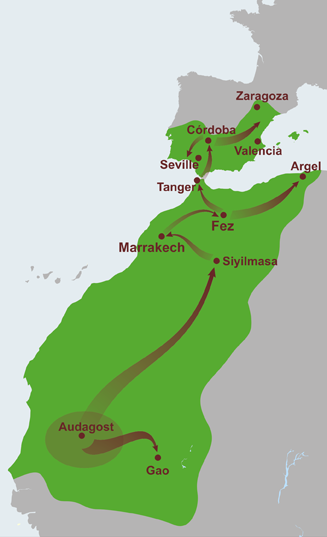
남쪽의 아우다고스트에서 북쪽의 사라고사까지 뻗어 있는 무라비트 왕조의 최대 영토

무르시아를 점령하면서, 무라비트 왕조는 이전 톨레도 타이파 알 카디르의 지배 하에 있었던 발렌시아 역시 점령할 수 있었다. 그는 1086년 카스티야 왕국이 톨레도를 장악함에 따라 발렌시아 총독으로 임명되었지만, 사실상 허수아비 군주였다. 알 카디르의 인기 없는 통치는 곧 카스티야 귀족이자 용병대장이었던 엘 시드(로드리고 디아즈 데 비바르)의 도전을 받게 되었으며 결국 그에게 도시를 빼앗겼다. 1092년 10월, 엘 시드가 도시를 잠시 떠나 있는 틈을 타서 발렌시아의 무슬림 재판관(카디) 아부 아흐마드 자파르 이븐 자하프가 이끄는 반란이 일어났다. 후자는 무르시아에 있던 무라비트 왕조에게 도움을 요청했고, 이에 응한 무르시아는 소규모이지만 병력을 파견하여 그를 지원했다. 카스티야 수비대는 모두 추방되었으며 알 카디르는 사로잡힌 뒤 처형되었다.
그러나 무라비트 왕조는 엘 시드가 돌아와서 공성전을 시작할 때 이를 방어할 만큼의 충분한 병력을 보내지 못했으며, 이븐 자하프는 또 다른 타이파 통치자처럼 행동하면서 신민들의 원성을 샀다. 엘 시드는 오랜 기간에 걸쳐 발렌시아 공성전을 시작했다. 그는 도시를 완전히 포위한 뒤, 인근의 마을을 불태우고 주변의 농작물이란 농작물은 모두 거두어들이면서 안의 수비대를 말라죽이려 했다. 그러자 이븐 자하프는 엘 시드와 협상하여 다시 그가 도시의 지배자가 되는 것에 합의했다. 상황이 이렇게 되자, 도시 안에 있던 무라비트인들은 사실상 엘 시드의 포로가 되었다. 1093년 9월에 유수프 이븐 타쉬핀의 조카인 아부 바크르 이븐 이브라힘이 이끄는 구원군이 발렌시아에 도착했지만, 그들은 엘 시드와 교전을 벌이지 않은 채로 회군했다. 그사이에 이븐 자하프는 엘 시드와의 협상을 계속 이어갔지만 이는 흐지부지하게 마무리됐고 포위 공격이 계속되었다. 1094년 4월이 되면서 도시는 극심한 기아에 고통받고 있었으므로, 결국 이븐 자하프는 그에게 항복하고 성문을 열었다. 이제 엘 시드는 꼭두각시 무슬림 통치자를 내세우는 것 대신에 자신이 직접 도시를 통치하기로 마음먹었다.
한편, 1094년에 무라비트 왕조는 타이파-카스티야 연합군을 격파하고 바다호스 전역을 장악한 상태였다. 이 무라비트 군대는 세비야 총독으로 임명된 이븐 아부 바크르가 이끌었다. 바다호스가 완전히 점령되었다고 여기자, 그는 발렌시아로 관심을 돌려 이븐 타쉬핀의 또다른 조카인 무함마드 이븐 이브라힘에게 발렌시아를 함락시키라는 명을 내렸다. 1094년 10월에 도착한 무함마드는 곧장 성을 포위하곤 공성전을 시작했다. 그러나 엘 시드가 수비를 성공적으로 해내는 한편으로, 다른 성문에서 출진하여 무라비트 군대의 잘 방어되지 않은 부분을 공격하는 양면 전술을 시도하면서 발렌시아 함락은 실패로 돌아갔다. 이것은 알안달루스로의 진출 이래로 무라비트 왕조가 당한 첫번째 패배였다. 승리를 거둔 직후, 엘 시드는 배신에 대한 보복으로 이븐 자하프를 길거리에서 산 채로 불태워 처형시켰다.
엘 시드는 무라비트 왕조의 공격이 추가로 이어질 것이라 예상하여, 이를 대비하기 위해 도시로 향하는 남쪽 길목에 요새들을 추가로 건설함으로써 방어력을 더욱 보강했다. 1096년 말엽, 이븐 아이샤가 이끄는 30,000명의 무라비트 군대가 이 요새들 가운데 가장 강력한 페냐 카디엘라(사티바 남쪽)를 포위했다. 엘 시드는 이들과 대치하면서 아라곤에 도움을 요청했다. 증원군이 도착하자 무라비트 왕조는 포위망을 풀었지만, 엘 시드의 군대가 발렌시아로 진군할 때 지나치는 곳에서 함정을 팠다. 그들은 산과 바다 사이에 위치한 좁은 협곡에서 매복 전술을 펼쳤는데, 엘 시드는 군대를 수습하여 이를 겨우 격퇴하는 데 성공했다. 1097년, 무라비트 왕조의 사티바 총독인 알리 이븐 알 하지는 발렌시아 영토에 대한 또다른 침공을 이끌었지만 빠르게 패배하고 알메나라로 후퇴했다. 그러자 엘 시드는 여세를 몰아 알메나라마저 3달에 걸친 포위 공격 끝에 함락시켰다.
1097년 유수프 이븐 타쉬핀은 직접 군대를 이끌고 알안달루스로 진격, 무함마드 이븐 알하지를 야전 사령관으로 삼은 뒤 코르도바에서 출진하여 알폰소 6세를 콘수에그라 전투에서 패퇴시켰다. 이때 엘 시드는 이 전투에 참여하지는 않았지만 대신 그의 아들 디에고가 전사하는 비극이 있었다. 알폰소 6세 휘하의 장군인 알바르 파네즈 역시 얼마 뒤 이븐 아이샤가 이끄는 무라비트 군대에게 쿠엥카 인근에서 패배했다. 무라비트 군대는 엘 시드가 보낸 다른 군대도 격파하고는 발렌시아 인근 지역을 모조리 황폐화시켰다. 다만 무라비트 측은 승리를 거두었음에도 불구하고 정작 중요한 도시나 요새들은 점령하지 못했다.
엘 시드는 점령한 발렌시아에 기독교 정책을 펼쳐, 모스크들을 교회로 개조하고 교구를 설치함으로써 장기적으로 이곳을 기독교화시키려고 했지만, 결국 그는 새로운 기독교 정착민들을 발렌시아로 끌어들이는 데에는 실패했다. 엘 시드는 1099년 7월 10일에 아내 히메나에게 발렌시아를 남겨준 채로 사망했다. 그러나 그녀는 1102년 초봄에 무라비트 사령관 마즈달리가 이끄는 대규모 침공을 막을만한 능력이 없었다. 그해 4월에서 5월 사이, 히메나 및 대다수의 기독교도들은 알폰소 6세의 도움으로 도시를 빠져나갔다. 무라비트 왕조는 이들이 떠나고 난 이후에 발렌시아를 점령할 수 있었다.
같은 해에 유수프 이븐 타쉬핀은 아들 알리 이븐 유수프를 공식적인 후계자로 선언했으며 이를 널리 알려 축하했다. 알안달루스 내에서 유일하게 합병당하지 않은 사라고사 타이파 통치자는 이에 사절단을 파견하고 무라비트 왕조에게 복속을 청했다. 그리하여 1106년 이븐 타쉬핀이 사망했을 때 무라비트 왕조는 사라고사를 제외한 알안달루스 전역을 장악했다. 그러나 일반적으로 그들은 지난 세기 동안 기독교 세력들에게 빼앗긴 영토를 수복하려 들지는 않았다.

#### 알리 이븐 유수프 재위 초기

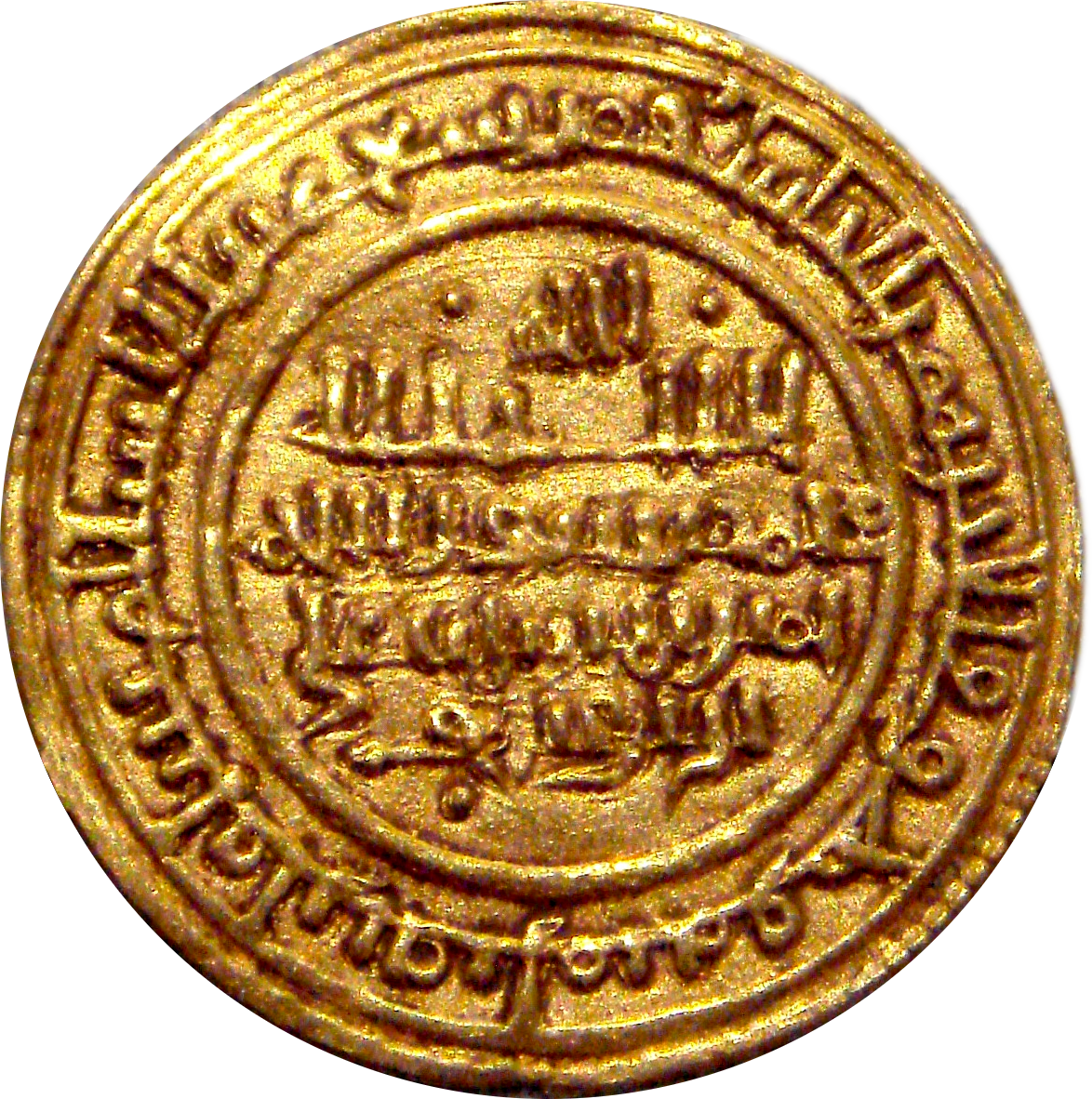
1116년 세비야에서 주조된 무라비트 디나르 금화. 현재는 대영박물관에 전시되어 있다. 무라비트 왕조의 금화는 이후 이베리아 반도에서 광범위하게 통용된 마라베디의 기원이 되었다.

알리 이븐 유수프(1106~1143)는 사하라에서 태어나고 베르베르 문화를 중시했던 전임자들과 달리, 세우타에서 태어났으며 알안달루스 문화와 전통을 더 선호했다. 몇몇 학자들은 그를 두고 "도시의 안락함에 취해 사막에서의 고된 삶을 잊어버린 새로운 세대의 우두머리"라고 평하기도 했다. 37년에 걸친 그의 기나긴 통치 기간은 이전까지는 제국의 쇠퇴와 황혼기를 상징하는 잇따른 패배 및 국력의 약화 등으로 인해 그다지 관심을 받지는 못했지만, 1118년 이전의 첫 10년 정도는 부친 대의 숙련된 장군들 덕분에 군사적인 승리를 여럿 거두었다는 것이 최근에 밝혀지면서 재평가가 이루어지기 시작했다. 이 시기에 접어들자 무라비트 군대가 야전에서는 여전히 우세를 점하지만 장기간의 전투(특히 포위전)를 계속할 수 없다는 단점이 명약관화해졌음에도, 무라비트 왕조는 제국 전역에서 산출되는 금과 사하라 사막 무역로에서 창출되는 부로 엄청난 번영을 누릴 수 있었다. 이를 바탕으로 알리 이븐 유수프는 수도 마라케시에서 야심찬 대규모 건설 사업을 벌였다.
즉위하자마자, 알리 이븐 유수프는 조카 페스 총독 야히야 이븐 아부 바크르를 제외한 대부분의 무라비트인들에게 새로운 통치자로 받아들여졌다. 그는 군대를 이끌고 페스로 진군하여 야히야가 틀렘센으로 물러나게 만들었고, 그곳에 있던 무라비트 왕조의 노장 마즈달리는 야히야에게 삼촌과 화해하도록 설득했다. 야히야는 이에 동의하고 자진해서 메카로 순례를 떠났으며, 돌아온 뒤에는 마라케시에 있는 알리 이븐 유수프의 궁정에서 헌신했다.
알리 이븐 유수프는 1107년 알안달루스 지방을 처음으로 방문했다. 그곳에서 그는 무라비트 왕조의 알안달루스 행정부를 조직하고 자신의 동생 타밈을 총독으로 임명했으며, 알안달루스의 수도를 그라나다로 채택하는 등의 개편 작업을 펼쳤다. 개편이 어느정도 완료되었다고 여겨지자, 알리 이븐 유수프는 이듬해인 1108년 초여름부터 대규모 공세에 나섰다. 타밈은 무르시아와 코르도바의 지원을 받아 톨레도 동부에 있는 소규모 요새도시 우클레스를 포위, 점령했다. 그해 5월 29일에 알폰소 6세는 베테랑 장군이었던 알바르 파네즈를 보내어 도시를 구원하도록 했지만, 이들은 우클레스 전투에서 대패해버렸고 이때 알폰소 6세의 아들이자 후계자였던 산초 알폰세즈가 전사했다. 이 전투의 여파로 카스티야 왕국은 쿠엥카와 후에테를 상실했으며 무와히드 왕조가 톨레도로 갈 수 있는 길이 활짝 열리게 되었다. 이듬해인 1109년 6월에는 알폰소 6세가 사망하는 등의 호재가 따르자, 이를 기회라고 여긴 알리 이븐 유수프는 그해 여름에 직접 군대를 이끌고 지브롤터 해협을 넘었다. 무라비트 군대는 톨레도 서쪽의 거점이었던 탈리베라를 8월 14일에 함락시키는 데 성공했으나, 알바르 파네즈의 지휘 아래 강력하게 저항하는 톨레도는 함락시키지 못한 채로 후퇴해야 했다.
한편 사라고사 타이파의 통치자 알 무스타인은 유능한 통치자였지만 상반된 압력에 직면했다. 그는 이전 통치자들과 마찬가지로 평화를 지키기 위해 기독교 세력에게 꾸준히 공물을 납부해왔지만, 무라비트 왕조가 두각을 드러내자 신민들이 이에 점점 불만을 표하게 되었다. 이를 달래기 위해서 알 무스타인은 아라곤 왕국을 상대로 원정에 나섰지만 실패했고 1110년 1월 발티에라에서 전사했다. 그의 아들이자 후계자였던 아흐마드 앗 다울라는 자신의 지배권을 제대로 확립하지 못했고, 도시 내에서 반란이 일어날 조짐이 보이자 곧장 사라고사를 떠났다. 이에 알리 이븐 유수프는 무함마드 이븐 알 하지에게 사라고사를 점령하는 임무를 맡겼다. 그해 5월 30일, 무라비트 군대가 별다른 저항 없이 사라고사에 입성하면서 마지막 독립 타이파 왕국을 종식시켰다.
무라비트 왕조는 이후 몇 년 동안은 계속 공세적인 입장을 취했다. 1111년, 세비야 총독 이븐 아부 바크르는 알안달루스 서부에서 군사 활동을 벌여 리스본과 산타렘을 점령하고 타구스 강을 따라 국경을 확보했다. 한편 무함마드 이븐 알 하지는 알안달루스 동부에서 계속 활동을 이어갔다. 1112년의 우에스카 원정은 무슬림 군대가 피레네 산맥 근처에서 군사 활동을 벌인 마지막 사례였다. 1114년, 그는 발렌시아에서 파견된 이븐 아이샤의 도움을 받아 카탈루냐 전역을 급습했으며 많은 승리를 거두었다. 그러나 귀환하던 와중에 기독교도들의 매복 공격으로 두 장군은 모두 사망했다. 그 이전인 1113년 말엽에는 이븐 아부 바크르가 이미 세상을 떠났다. 1115년, 유수프 이븐 타쉬핀과 그의 가문 일원 가운데 가장 베테랑이자 충성스러운 장군이있던 마즈달리가 코르도바 북쪽으로 진격하던 중에 전사했다. 이렇듯 고위 지휘관들과 유능한 인재들이 잇달아 사망하자 무라비트 왕조는 큰 손실을 입었다.
1115년, 사라고사의 새 총독으로 임명된 아부 바크르 이브라힘 이븐 티필위트는 라몬 베렝가르 3세 백작이 마요르카에 있는 동안 바르셀로나를 포위했다. 비록 얼마 지나지 않아 포위를 풀고 철수하기는 했지만, 같은 해에 무라비트 왕조는 카탈루냐인들과 피사 공화국이 일시적으로 차지하고 있던 발레아레스 제도를 점령하는 데 성공했다. 마요르카 역시 마지막 무슬림 통치자 무바시르 앗 다울라가 사망한 이후 무라비트 왕조에게 항복했다.
알리 이븐 유수프는 1117년 세 번째로 알안달루스를 횡단하여 코임브라를 공격했고, 도시를 점령하지는 못했으나 막대한 전리품을 얻을 수 있었다. 하지만 이것은 무라비트 왕조가 더 이상 독보적인 패권을 구축할 수 없다는 것을 보여주는 신호였다.

### 쇠퇴와 멸망
무라비트 왕조의 운명은 1117년 이후 완전히 뒤바뀌기 시작했다. 레온 왕국과 카스티야 왕국은 알폰소 6세가 사망한 이래로 제위 계승 문제로 인해 혼란에 빠졌지만, 그들 외의 나머지 기독교 왕국들은 무라비트 왕조를 무찌르고 자신들의 영토를 야금야금 늘려나갈 기회를 잡았다. 1818년, 아라곤의 군주 '전사왕' 알폰소 1세가 프랑스 십자군 가스통 드 베른의 지원으로 사라고사를 공격했다. 도시는 12월 18일에 항복했다. 알리 이븐 유수프는 이를 만회하기 위해 대대적인 원정에 착수했지만 1120년 쿠탄다 전투에서 대패했다.
이러한 위기는 무라비트 왕조가 광활한 영토를 가로질러 너무 과도하게 확장되었다는 증거였다. 일찍이 유수프 이븐 타쉬핀은 이러한 문제점을 인지하고 무라비트 왕조와 기독교 세력 사이의 완충국으로써 사라고사 타이파를 그대로 놔두었는데, 알리 이븐 유수프 시대에 사라고사 타이파가 사라지고 왕조의 군사력이 현저하게 약해지자 이것이 드러나게 된 것이다. 1118년에 알폰소 1세가 사라고사를 점령한 것과, 1137년 아라곤-카탈루냐 연맹이 아라곤 왕국으로 발전하여 이 지역의 주요 기독교 강국으로 변모한 것은 무라비트 왕조의 안보 위협을 가속화시켰다. 한편 서쪽에서는 아폰수 1세가 자신의 독립적인 권위를 주장하면서 포르투갈 왕국을 건국했는데, 그의 세력이 커지면서 알안달루스의 영토와 무슬림들의 영향력은 날이 갈수록 줄어들었다.

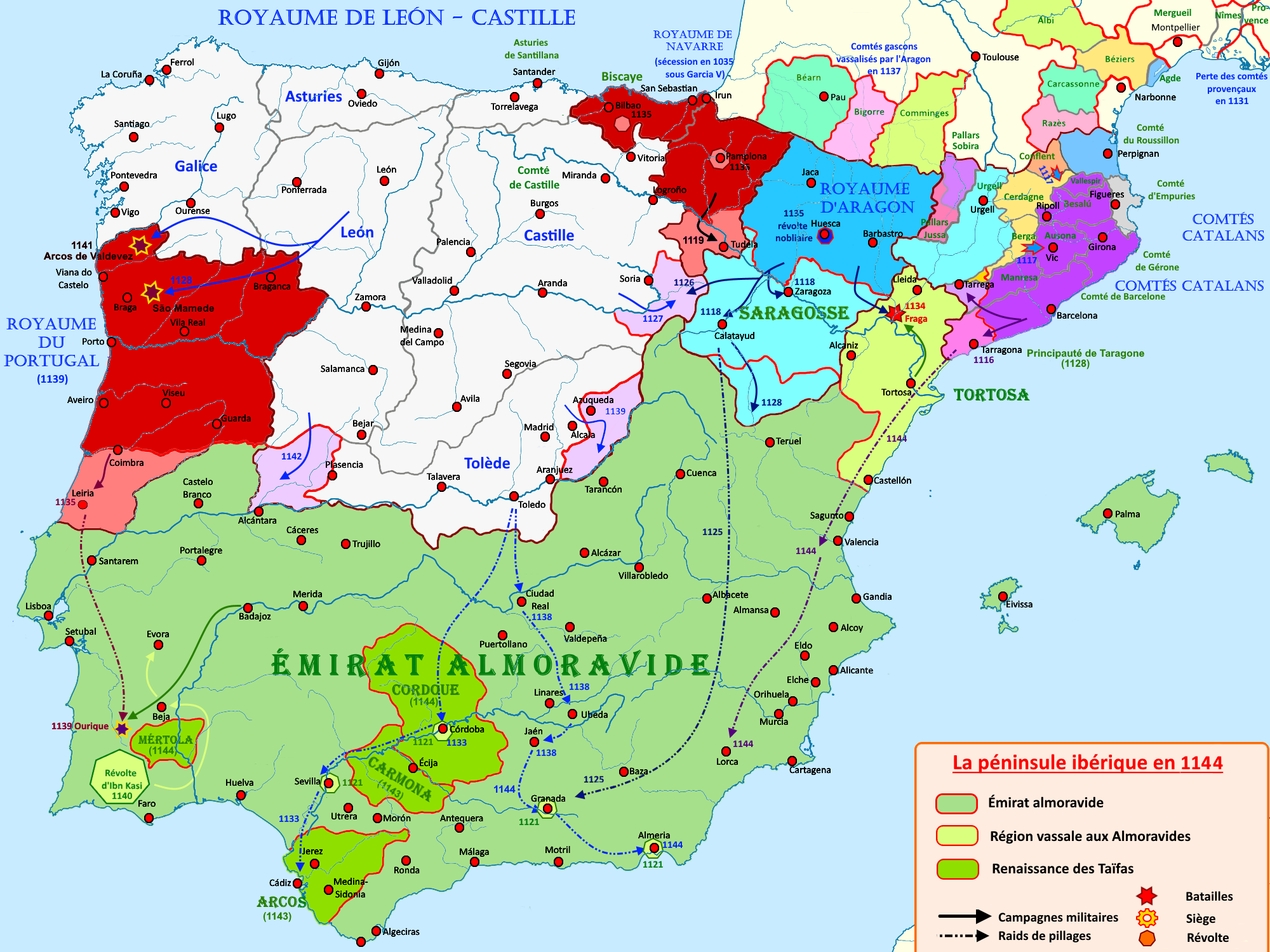
무라비트 왕조 통치 하인 1144년경의 이베리아 반도

이러한 반전으로 인해 적어도 알안달루스에서는 무라비트 왕조를 지지하는 세력이 크게 줄어들었다. 알안달루스 사회는 공세를 펼치는 기독교 왕국들을 방어해줄 수 있다는 이해를 바탕으로 무라비트 왕조에게 협조하고 있었기 때문에, 더 이상 상황이 그렇지 않자 무라비트 왕조에 대한 지지를 철회한 것이었다. 또한 과중한 세금 문제도 신민들의 불만을 더욱 증폭시켰다. 무라비트 왕조의 초기 알안달루스 통치의 특징 중 하나는 이슬람 율법에 근거하지 않은 불법적이고 비정규적인 세금을 없앰으로써 신민들에게 재정적인 부담을 덜어주겠다는 것이었는데, 제국이 성장하면서 이슬람 율법에 따른 세금만으로는 제국 전역에서 여러 적들과 싸우는 무라비트 군대에 군비를 지원해주기에는 무리가 따랐다. 결국 알리 이븐 유수프는 이 제도를 폐지했고 신민들은 초반와 다른 무라비트 왕조의 모습에 크게 실망했다. 마침내 1121년 코르도바에서 봉기가 일어났다. 무라비트 총독은 궁정에 포위되었고, 반란이 너무 심각해져서 알리 이븐 유수프가 직접 알안달루스로 건너가 이 문제를 해결해야 할 정도가 되었다. 무라비트 총독과 신민들 사이에 협정이 체결됨으로써 겨우 반란이 진압되었다.
아라곤의 알폰소 1세는 1120년대에 무라비트 왕조에게 더욱 커다란 굴욕을 안겨주었다. 1125년, 그는 동부 해안선을 따라 진군하여 그라나다에 도달했고(함락시키지는 못했지만) 코르도바 인근의 시골 마을들을 황폐화시켰으며, 4년 뒤인 1129년에는 발렌시아 지역을 급습한 뒤 그를 막기 위해 파견된 군대를 도리어 격파하는 등의 성과를 올렸다. 1129년에 알리 이븐 유수프는 자신의 아들인 타슈핀 이븐 알리를 알안달루스로 보내어 그곳의 군사 조직을 재편하도록 했다. 그는 그라나다, 알메리아, 코르도바를 차례차례 개편했는데 수년 동안 그는 사실상의 알안달루스 총독으로써 유능한 모습을 보여주었다. 무라비트 왕조의 친척 가문인 바누 가니야도 이 시기에 중요한 역할을 했다. 야히야 이븐 알리 이븐 가니야는 1133년까지 무르시아의 총독을 역임했으며, 그의 동생은 1126년 이후 발레아레스 제도의 총독이었다. 1130년대 대부분의 기간 동안 타슈핀과 야히야는 무라비트 군대를 이끌고 반격을 가하여 일부 지역을 기독교 세력으로부터 탈환하는 등의 상당한 성과를 거두었다. 특히 1134년의 프라가 전투에서 야히야가 이끄는 무라비트 군대는 알폰소 1세를 크게 무찔렀으며 결과적으로는 그가 전투에서 입은 부상으로 사망하도록 만들었다.
알안달루스의 위협이 어느정도 소강되었다고 여겨질 즈음에, 마그레브에서는 무라비트 왕조에 반대하는 더욱 커다랗고 위험한 세력이 도전장을 내밀었다. 1120년대에 이븐 투마르트가 창시하고 1130년년대 그의 후계자인 압드 알 무민이 발전시킨 무와히드파가 바로 그것이었다. 그들은 마라케시 남쪽의 하이 아틀라스 산맥에 잇는 틴멜을 거점으로 삼아 그곳에서부터 서서히 무라비트 왕조의 영토를 잠식해나갔다. 무와히드파는 무라비트 왕조에게 큰 위협이 되었는데, 알안달루스와 달리 이들이 자리잡은 마그레브 및 북아프리카 지역은 무라비트 왕조의 본거지였을뿐더러 이들의 공격을 방어하느라 다른 전선을 보충할 인력이 극도로 부족하게 되었기 때문이다. 이들을 막기 위해 무라비트 왕조는 모로코 심장부에 타스키무트 요새와 같은 방어 시설들을 건설해야만 했다. 1126년 알리 이븐 유수프의 명령에 따라 수도 마라케시 주위에 처음으로 방어 성벽이 세워졌다. 1138년, 알리 이븐 유수프는 무와히드파 반란을 진압하기 위해 아들 타쉬핀을 마라케시로 소환했지만, 이것은 알안달루스에서의 무라비트 왕조의 권위를 더욱 악화시키는 결과만을 불러왔다.
1138년에 무라비트 왕조는 레온-카스티야 군주 알폰소 7세에게 패배했고, 이듬해에는 포르투갈의 아폰수 1세에게조차 우리크 전투에서 패배했다. 1140년대 동안 상황은 꾸준하게, 그리고 점진적으로 악화되었다.

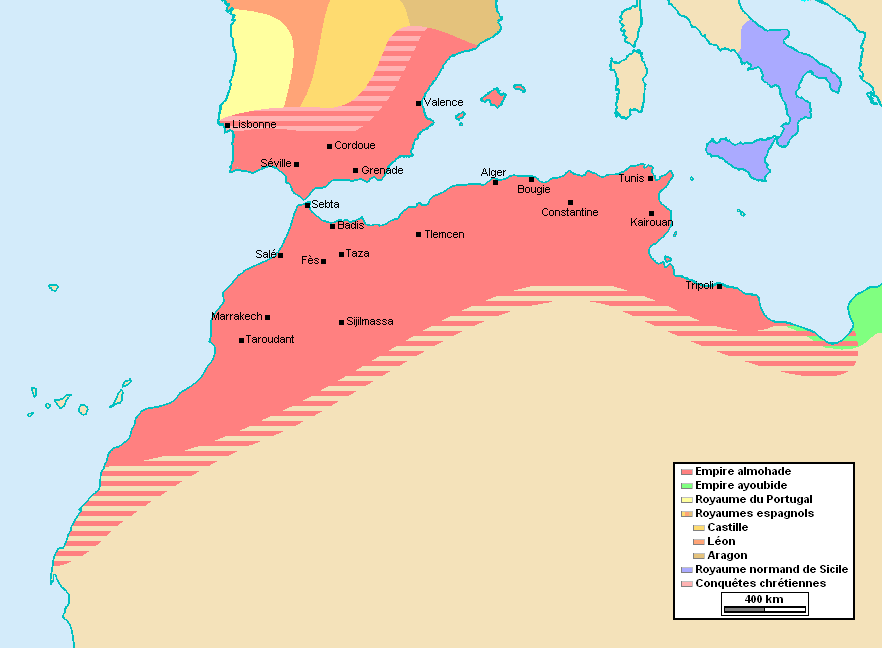
무라비트 왕조 멸망 이후 무와히드 칼리파국의 최대 영역

1143년 알리 이븐 유수프가 사망한 이후, 그의 아들 타쉬핀 이븐 알리는 계속 성장해가는 무와히드파 반란 앞에서 속수무책으로 당할 수 밖에 없었다. 1146년, 오랑 근처에서 패배한 이후 탈출을 시도하던 그는 절벽에서 떨어져 사망했다. 설상가상으로 1144년 이베리아 남서부의 무리둔족이 수피 신비주의자 이븐 카시의 선동 아래 대규모 반란을 일으켰으며, 포르투갈은 1147년에 무라비트 왕조로부터 리스본을 정복해갔다. 타쉬핀 이븐 알리의 두 후계자는 이브라힘 이븐 타쉬핀과 이샤크 이븐 알리였지만 이 둘의 통치기간은 매우 짧았다. 마침내 1147년 수도 마라케시가 함락당하면서 무라비트 왕조의 역사가 끝을 맺었다.

## 상징

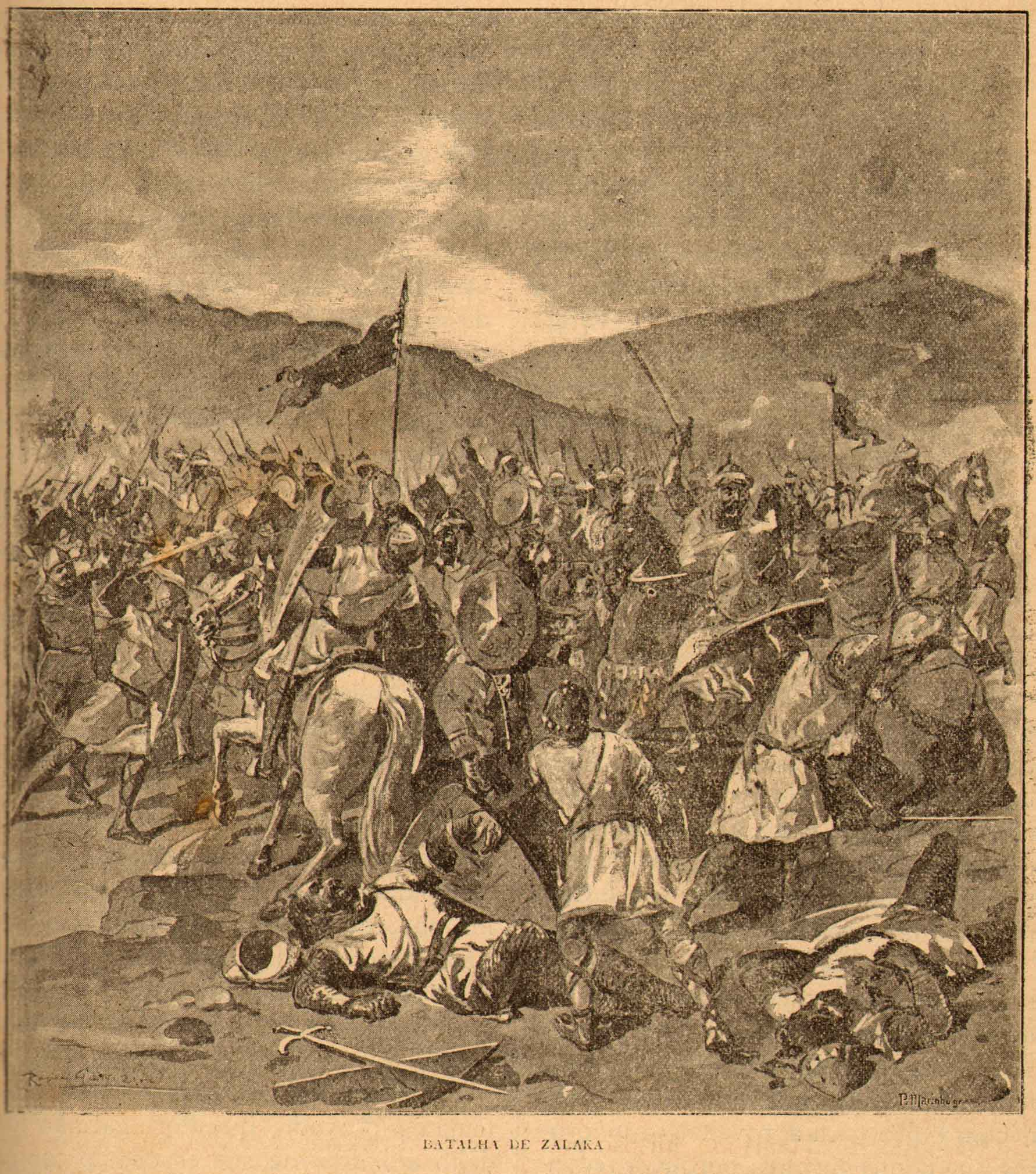
사그라하스 전투에서 사용된 검은색 깃발(1899년 알프레도 로크 가메이로가 그린 삽화)

무라비트 왕조는 자신들의 종교적인 성격과 더불어 아바스 칼리파국 사이의 연관성을 입증함으로써 얻은 정당성을 드러내기 위해 검은색 깃발을 사용했다. 몇몇 학자들은 이것이 '불경함과 이단과의 싸움'을 의미했으며, 예언자 무함마드가 말한 검은색 깃발을 상징하는 것으로도 여겨졌다. 대부분의 사료들은 이것이 수니파 이슬람의 최고 종교·세속 지도자인 아바스 칼리파들과 연관성이 있다고 주장한다.
저 멀리 떨어진 마그레브에서, 무라비트 아미르 알리 빈 유수프 빈 타쉬핀의 사절이 1104년 바그다드를 방문하여 아바스 칼리파에 대한 충성을 선언하고 공식적으로 검은색 깃발을 사용할 것을 밝혔다. 이리하여 그들은 '아미르 알 무슬리민 와 나시르 아미르 알 무미닌(Amīr al-muslimīn wa Nasir Amīr al-Mu'minīn)', 즉 '무슬림의 사령관이자 총사령관(칼리파)의 조력자'라는 칭호를 받았다— 역사학자 타예브 엘 히브리의 기록

따라서 무라비트 왕조는 평화 시기든 전쟁 시기든지 때를 가리지 않고 검은색 깃발을 포함하여 아바스 칼리파의 모든 상징물(al-aswad)을 채택했다. 예를 들어 람투나와 마수파는 머리에 감싸는 베일을 검은색만 사용했으며, 더 나아가 알안달루스에서 일어난 전투에서는 아예 검은색 현수막에 검은색 깃발을 사용하기까지 했다.
검은 깃발은 무라비트 왕조에 맞서는 무와히드파 반란에서도 사용되었다. 이와 반대로, 무와히드파는 검은색과 대비되는 백색 깃발을 사용하면서 그들에게 대항한다는 자신들의 의지를 드러냈다. 무라비트 왕조가 멸망하고 난 이후 나중에 일어난 반무와히드 반란인 마그레브의 바누 가니야와 알안달루스의 바누 후드 역시 검은색 깃발을 채택함으로써 그들의 소속을 확인했다.

## 문화

### 종교
무라비트 왕조는 엄격한 이슬람 전통을 강조하던 말리키 법학파에서 영감을 받음으로써 보수적인 이슬람 개혁 운동의 성격을 띠었다. 특히 모로코의 말리키 학자 아부 임란 알 파시의 이슬람에 대한 여러 저술과 조언은 야히야 이븐 이브라힘에게 영감을 주었고, 다시 그는 초기 무라비트 왕조의 정체성 형성에 영향을 미쳤다.
무라비트 왕조의 정복은 무슬림 스페인(알안달루스)의 완전한 재편을 가져왔다. 유수프 이븐 타슈핀 가문에 의해 지배되고, 거의 완전히 그의 부족인 람투나인들 만으로 채워져 있었던 무라비트조 엘리트들은 알안달루스에서 별개의 신분이 되어 지배권을 행사했다. 그들은 자신들의 언어로 말했고 자신들의 법만을 지켰으며, 자신들의 사회적 지위의 증표라 할 수 있었던 베일을 계속 착용했다. 무라비트인들 가운데 알안달루스에 정착하기 위해 온 사람은 그리 많지 않았다. 그러나 그렇게 정착하기 위해 온 사람들은 그들의 보살핌을 받는 피호인들과 아프리카 노예들과 함께 얼마 가지 않아 거만한 전제정을 실시한다는 평판을 얻게 되었다.
그러나 무라비트 왕조는 마그레브에서와 마찬가지로 현지 종교 엘리트층들의 지지와 협력 없이는 그 지역을 효과적으로 통치할 수 없다는 것을 잘 알고 있었으며, 그 종교 엘리트들은 말리키법에 대해 엄격한 해석을 지지하는 자신들의 입장이 무라비트 왕조에 의해 타이파 왕들의 도덕적인 해이로부터의 참신한 변화로 여겨지고 있다는 것을 알게 되었다. 그렇다면 무라비트 왕조의 승리는 코르도바 칼리파 체제가 붕괴되고 나서부터 타이파 왕들을 상대로 권력다툼을 해온 경건파, 즉 도시 엘리트층들의 승리로 여겨질 수도 있었다. 알안달루스의 도시들에서는 통치가 여러 평의회의 감독을 받게 되었는데, 이 평의회들은 무라비트 왕조와 알안달루스 종교 지도자들이 각각 반반으로 구성되었다. 민사 재판은 대체로 알안달루스 원주민들, 즉 카디의 수중에 있었고 군사 권력은 타슈핀의 혈족에 의해 장악되었다.
무라비트 왕조는 후대 무슬림 역사가들과 근대 학자들로부터 청교도적인 근본주의자들이라는 평판을 얻었는데, 특히 기독교도 혹은 유대인 신민들에 대한 태도에서 그랬다는 것이 학자들의 평가였다. 새 체제 아래에서 딤미들은 무거운 세금을 내야 했고, 협약에 따라 무슬림들과 구분되는 의복을 착용해야 했으며, 신중하고 겸손하게 처신하지 않으면 안 되었다. 최근까지 중세 스페인 역사 연구자들은 무라비트 왕조를 거의 예외 없이 '비관용적이고', '근본주의적이며', '청교도적'이라고 묘사해 왔으며, 타이파 시대의 활기찬 문화를 압살한 음침하고 반지성적인 속물들이라고도 기술해 왔다. 역사가들은 지금까지 베르베르인들을 비난하면서 무라비트 왕조와 문화 간의 관계를 무시 또는 경멸해온 후대 안달루스 문필가들의 반(反)베르베르적·반(反)무라비트적 편견을 곧이곧대로 수용해 왔다. 알모라비드파가 문화를 지원한 것은 분명하다. 그런데 그 지원이 대개 종교 관련 학문과 말리키법에 국한되었기 때문에 서구 학자들은 그들의 지적 업적을 인정하지 않았던 것이다.
그와 똑같은 엄격함이 무슬림 백성들에게도 적용되어 새 지배자들은 비(非)말리키 무슬림학파와 그 이전 2세기에 걸쳐 알 안달루스에서 유행하고 있던 비의적이고 신비주의적인 이슬람 사조에도 억압적인 태도를 견지했다. 그들은 이슬람의 통일이라는 이상에 집착해 있었고 자신들의 종교적·정치적 합법성을 분명히 할 필요가 있었기 때문에, 1098년 명목적이기는 하지만 바그다드에 있는 압바스 왕조의 지배자인 알 무스타지르(중앙아시아 출신 셀주크족 군벌들의 꼭두각시에 불과했다)의 신하를 자처하면서 그 대신에 서쪽에서 그를 대신해 지배하는 총독이라는 정식 직함을 부여받았다.
다만 무라비트 왕조가 적극적인 박해로 여겨질 만한 행동을 한 경우는 별로 없었다. 만약 어쩔 수 없이 그런 박해를 하게 되었을 때는 이슬람법을 근거로 자신들의 정책을 정당화하기 위해 노력했다. 요컨대, 비무슬림들에 대한 알모라비드파의 정책은 반(反)딤미적 적대감이 아니라 이슬람법을 곧이곧대로 지키려는 신념에서 나온 것이었으며, 그리고 그것은 말리키 파키들(fuqaha, '이슬람법 전문가들')의 막강한 권력에 의해 강요되었는데, 그 파키들은 당시 무라비트 체제의 이념적 요새가 되고 있었다.이제 더 이상 타이파 왕실의 자유방임적 이교의 방해를 받지도 않게 된 대표적인 여러 법률가들은 비타협적인 접근 방식을 고수하게 된 것이다. 알안달루스 지역과 마그레브의 여러 도시들에서 카디(법관)로 임명되기도 하고 공적 지원도 받고 있었던 보수적 법률가들은 자신들의 비타협적 법 해석을 대중에게 강요하려고 했다. 1058년 호라산에서 태어난 아부 하미드 무함마드 알 가잘리는 가장 혁신적이고 독창적이며 영향력 있는 이슬람 학자로서 철학에 대한 공격과 수피 신비주의에 대한 지지로 유명했다.
알안달루스인들 가운데 다수는 타이파 왕들의 부패한 모습에 환멸을 느꼈기 때문에 그냥 최후의 의지처로서 알모라비드파를 택한 것이었다. 그러므로 알모라비드파가 알 안달루스 침입을 정당화하기 위해 파트와를 구한 것은 자신들의 정복에 신성의 광채를 씌우려는 것이었다기보다는 자신들의 권위와 엄격한 이데올로기를 알 안달루스인들이 어떻게 생각하는지 알아보기 위함이었다. 특히 무라비트 왕조가 가진 매력의 많은 부분은 그들이 알안달루스인들을 기독교도들로부터 보호할 능력을 갖추고 있었다는 것이었다. 그러므로 1120~1130년대에 무라비트 왕조가 군사적으로 패한 뒤 여론이 악화되었을 때 대중의 인정에 기반을 두고 있었던 말리키 법률가들은 거기에 반응해야만 했으며, 그들 중 온건파 가운데 다수는 지지를 철회했다. 그러나 말리키 종교 엘리트들의 인기는 이미 그 전부터 하락하고 있었으며, 울라마와 일반 대중 모두 점차 수피주의를 비롯한 이슬람에 대한 신비주의적 접근 방식에 더 매력을 느끼고 있었다.
이 신비주의 신앙은 10세기 초부터 힘을 얻고 있었는데 그것은 비교주의(esotericism) 가운데 하나로서, 당시 유럽과 지중해 세계 전역의 기독교와 무슬림, 그리고 유대인 사회 모두를 휩쓸고 있던 천년왕국 사상을 토대로 하고 있었다. 무라비트 왕조 치하에서 소각 대상이었던 알 가잘리의 책은 무라비트의 몰락에 기여하는 대신에 무와히드의 지배를 가져오게 될 종교적·정치적 저항의 핵심을 이루게 될 알 안달루스 금욕주의자들의 지지를 받았다. 무라비트 왕조의 지배에 대항해 들고일어난 무슬림들은 이제 다른 대안이 없었기 때문에 기독교도 지배자들을 적극적으로 후원자와 동맹, 그리고 보호자로 받아들이려고 했다. 그들은 이제 자기들의 정치적 혹은 종교적 세계를 이슬람과 기독교의 충돌로 보기보다는 이슬람에 대한 상반된 비전 간의 충돌로 보는 경향이 있었다.
한편, 기독교도 제후들은 이 반(反)무라비트 감정의 존재를 잘 알고 있었으며, 그것을 어떻게든 자신들에게 유리하게 이용하려 했다. 1130년대에 아라곤의 알폰소 1세는 과거 사라고사 타이파 왕국이었던 영토를 정복한 뒤, 그 지역 무슬림 대중에게 계속해서 자신의 신민으로 남아 달라고 호소해 대체로 동의를 얻어냈다. 대신에 그들에게 인신과 재산의 보호, 그리고 종교적 자유와 계속해서 이슬람법 아래에서 살 권리를 보장하겠다고 약속했다. 이것은 사실상 그들을 기독교도들의 딤미로 만드는 것이었다. ...대부분의 보통 사람들, 특히 상인이나 수공업자, 농민 등은 조상 대대로 살아온 그 땅에 남아 알 무다잔(al-mudajjan)―'남은 사람들'이라는 뜻으로 칭해졌는데, 이들을 두고 스페인어로는 '무데하르(mudéjares)'라고 불렀다.

### 예술

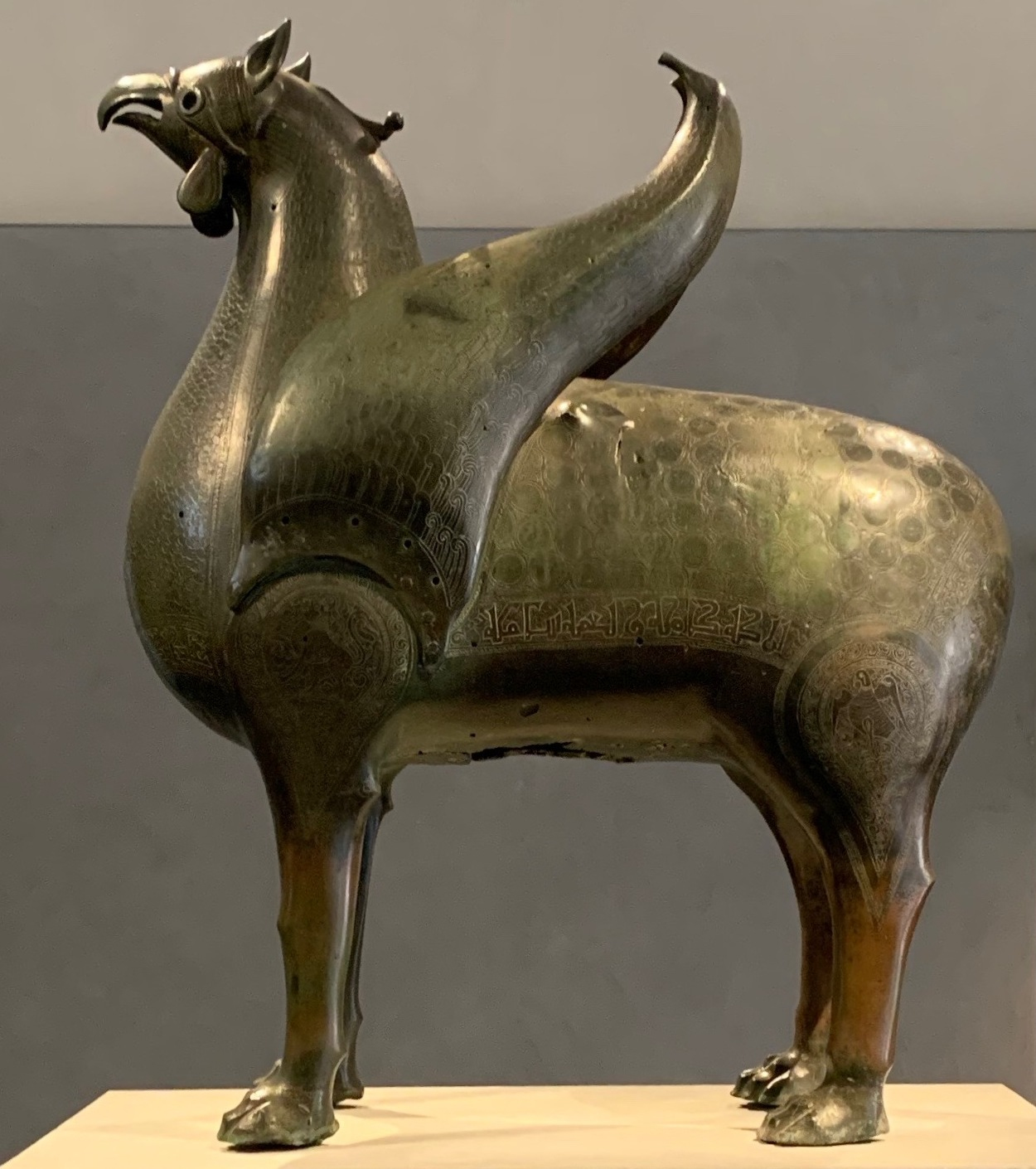
11세기 이베리아 반도에서 제작된 것으로 추정되는 피사의 그리핀 청동상.

케임브리지 대학교의 역사교수 아미라 베니슨은 무라비트 시대의 예술이 '여러 지역을 하나의 정치적 단위로서 통합하고 그 결과 광범위한 지역에서 알안달루스-마그레브 양식을 발전시킨 것'과 '예술의 후원자로서 산하자 통치자들의 취향에 영향을 받은 것'이라고 설명한다. 베니슨은 또한 로버트 힐렌브랜드가 전 세계의 이슬람 예술을 고려할 때 알안달루스와 마그레브의 예술을 국지적이고 주변적인 것으로 묘사한 점, 무라비트 왕조의 '금욕적'이고 '광신도적'인 열정을 단순히 '일시적인 것'이라고 치부한 점에 대해서 이의를 제기한다.
보수적인 말리키 이슬람 법학을 신봉했던 무라비트인들은 알안달루스 타이파 왕국의 퇴폐적인 이베리아 무슬림들을 그다지 좋아하지 않았다. 그러나, 왕조 후기에 발견된 알메리아 기념물과 같이 시간이 갈수록 무라비트인들은 알안달루스의 문화를 수용하였으며 이에 따라 그들의 태도 역시 바뀌었다.
무라비트 왕조의 대표적인 예술 작품으로는 코르도바에서 생산된 정교한 민바르, 알메리아의 대리석 조각상과 묘지, 말라가 및 세비야의 고급 직물과 고급 도자기 등이 있다.

#### 대리석 조각

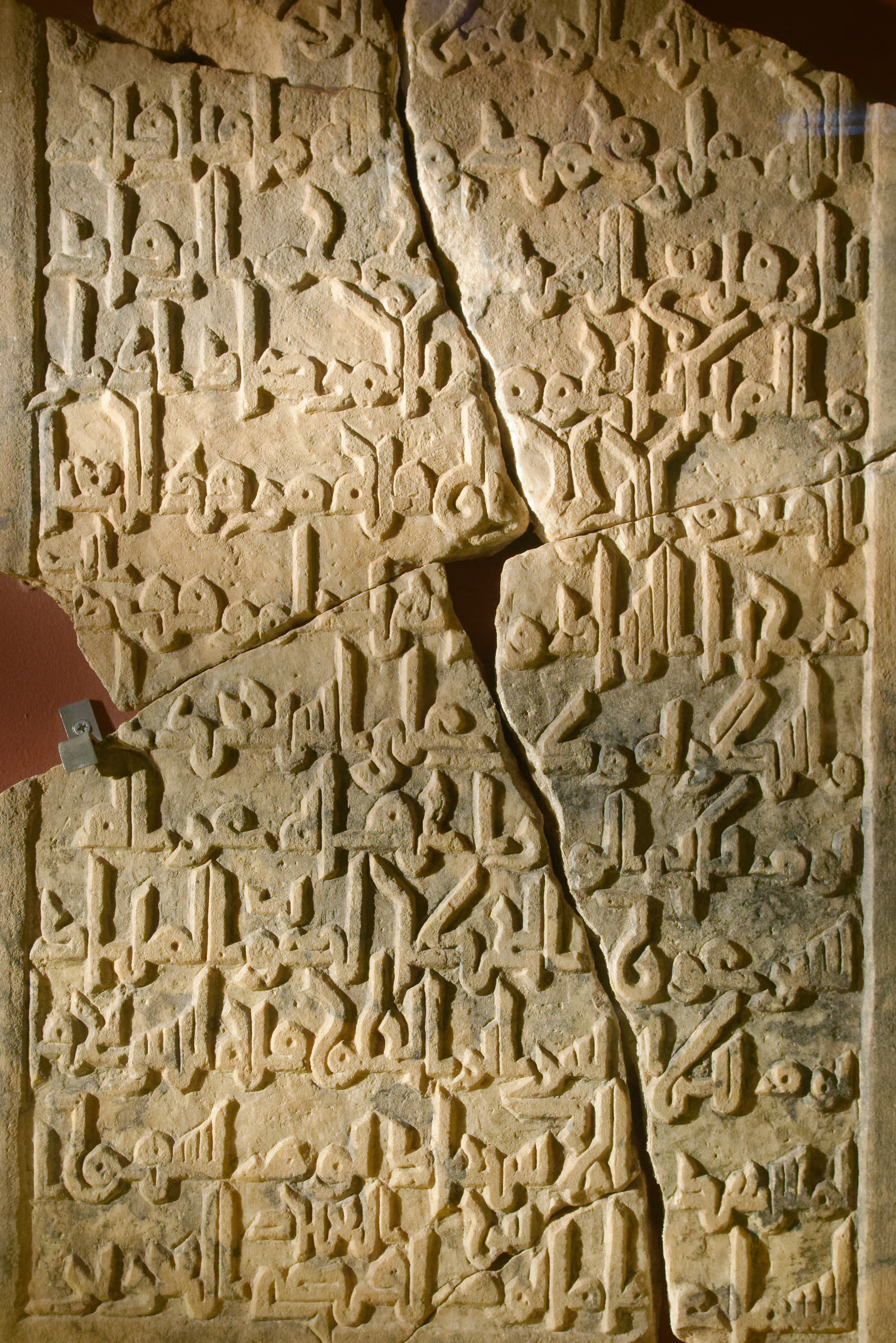
무라비트 왕조 치하의 알메리아에서 만들어진 것으로 추정되는, 말리의 가오사니에서 발견된 대리석 부조. 현재는 말리 국립 박물관이 소유하고 있다.

12세기 전반부터 제작된 많은 무라비트 대리석 부조들이 잘 보존된 채로 발견된 것은 이들의 예술적인 분야 중 하나를 잘 알아볼 수 있는 계기가 되었다. 무라비트 왕조 치하의 알안달루스 항구도시였던 알메리아에서 주로 대리석 관련 예술품들이 제작되었는데, 장인들은 현지의 마카엘에서 채굴한 대리석을 이용하여 이런 작품들을 만들었으며, 때로는 식물이나 기하학적인 문양 모티프로 장식되거나 쿠픽 캘리그라피를 새기기도 했다. 이러한 작품들은 무라비트 왕조가 코르도바 칼리파국 시기의 대리석 채굴지와 그 예술품 생산지를 여전히 사용하고 있었을 뿐만 아니라, 이전의 작품들을 뛰어넘는 여러 새로운 작품들을 의뢰했음을 보여준다. 대부분의 비문에는 성별을 가리지 않고 다양한 직업을 가졌던 이들에게 헌정하는 시나 문구가 새겨져 있는데, 아마도 이러한 종류의 예술품은 주로 묘비로서 사용되었을 것이며 그 값 역시 꽤나 저렴했을 것으로 추정된다. 이 비문들은 직사각형의 스텔레(또는 '마카브리아스mqabriyya') 형태를 취하고 있고 훨씬 후대인 사아디 왕조 시기의 마라케시 무덤에서 발견된 것과 유사한 양상을 보인다는 점에서 고고학적으로나 역사적으로나 의의가 있다. 이러한 작품들은 서아프리카와 서남유럽 전역의 많은 지역에서 발견되었는데, 이것은 대리석을 취급하는 산업과 무역이 광범위한 지역에 퍼져있었다는 증거이다. 일례로 알안달루스에서 발견된 가장 화려한 묘비 중 일부는 저 멀리 아프리카 사헬 지대의 가오사니에서 발견되기도 했다.

#### 직물
무와히드파의 창시자인 이븐 투마르트가 무라비트 통치자 알리 이븐 유수프를 두고 "마라케시에 있는 자신의 웅장한 모스크에서 고급스러운 비단 망토를 걸치고 앉아 있다"고 비판한 기록이 있는데, 이를 보아 무라비트 왕조에서는 직물 역시 꽤나 중요하게 사용되었던 듯 하다.

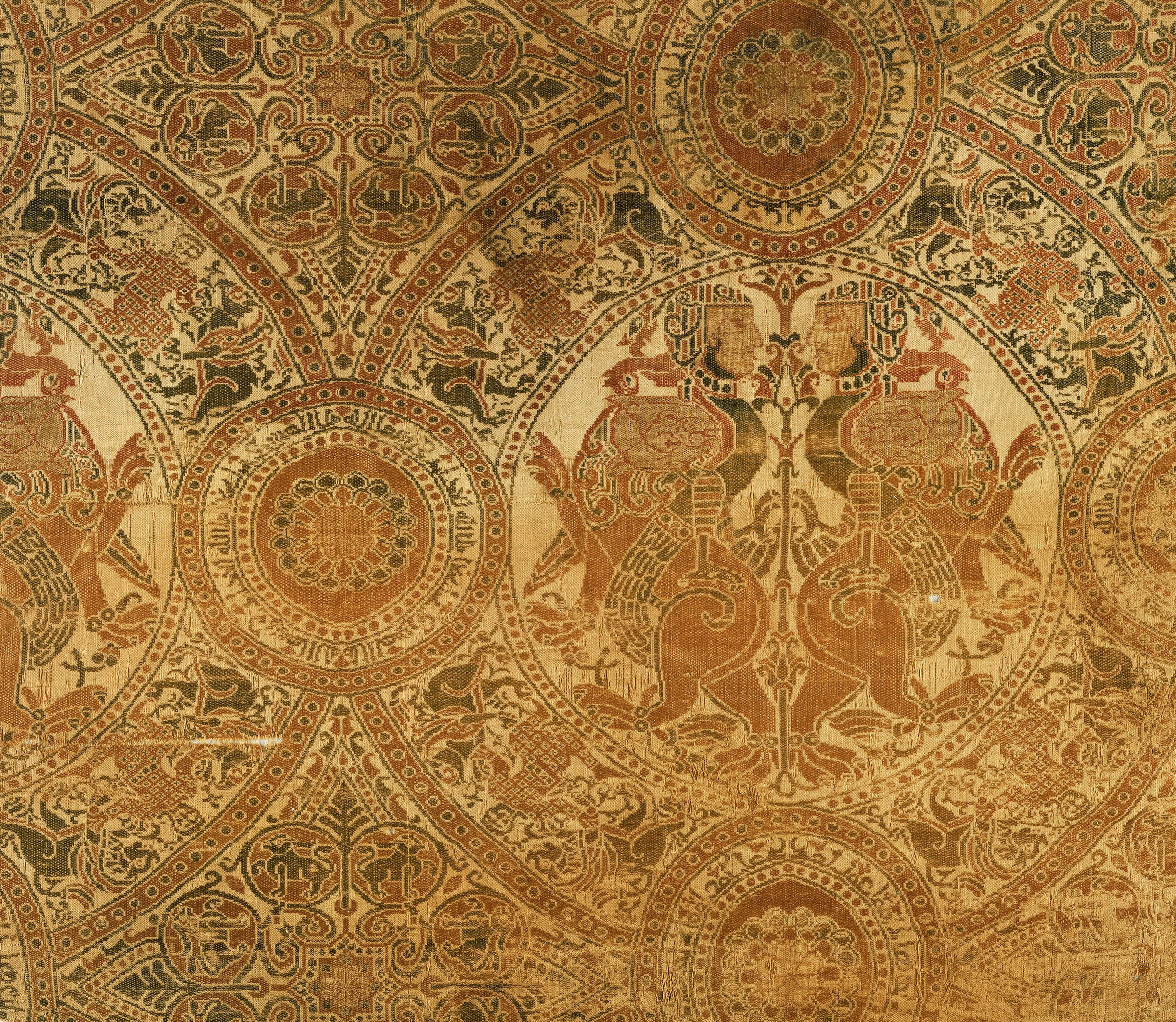
12세기 초엽에 건설된 산 페드로 데 오스마 성당의 수의 조각 중 하나. 여기에는 그리핀을 타고 있는 남성과 그것을 둘러싸고 있는 사자, 그리고 하피 한 쌍이 그러져 있다.

현존하는 무라비트 시대의 직물 작품들 중 상당수는 기독교도들에 의해 재사용된 것이다. 유명한 것은 레온 산 이시도로 대성당의 성유물함(reliquary), 툴루즈 생세르닌 대성당의 제의, 퀸타나오르투뇨(부르고스 인근) 산 후안 데 오르테가 성당의 제의, 산 페드로 데 오스마 성당의 수의, 그리고 피레네 동부의 투아르에 있는 교회에서 발견된 조각 등이 있는데,  이들 가운데 일부는 아랍어로 쓰여진 쿠픽 문자라든가, 아니면 '히스패닉-쿠픽'으로 정의된 새롭고 독특한 비문 스타일을 보여주고 있는 것이 특징이지만, 때로는 장식용 무늬만 등장하는 것들도 있다. 비단과 금실로 수놓아진 산 후안 데 오르테가 성당의 제의는 12세기 전반의 알안달루스 예술을 대표하는 것 중 하나이다. 한편 산 페드로 데 오스마 성당의 수의에는 "이것은 바그다드에서 만들어졌다"는 문구가 있어 한동안은 다른 이슬람 세계에서 수입된 걸로 여겨졌으나, 최근 학자들에 따르면 이 직물은 알메리아와 같은 현지 생산지에서 만들어졌지만 동부 수입품을 모방하기 위해 그렇게 적었을 가능성이 있으며 심지어 잠재적인 판매자에게 그 가치를 과장하기 위해서 의도적으로 위조했을 가능성이 다분하다고까지 한다. 12세기의 사가이자 시장 조사관이었던 말라가의 알 사카티(Al-Saqati)는 이러한 허위 사실을 만드는 관행을 엄히 단속하기 위해 고안된 규정이 있다고 기록했다. 이러한 직물들은 오늘날 '바그다드 그룹'으로 알려져 있는데, 그 시기는 알리 이븐 유수프의 통치 전반기나 12세기 전반으로 거슬러 올라가며 일관된 양식과 풍부한 예술적 장식 등이 특징이다. 이것 외에도 산 페드로 데 오스마의 수의는 원형 문양 내부에 있는 두 마리의 사자와 하피, 그리고 그리핀을 타고 있는 남성들의 모습이 반복해서 나타난다. 생세르닌 대성당의 제의 역시 마찬가지로 다양한 그림으로 장식되어 있는데, 이 경우에는 한 쌍의 공작새가 계속되어 나타나면서 각 쌍을 구별해주는 식물 줄기가 보이며, 그 밑에는 작은 쿠픽 문자들이 수평 방향으로 새겨져 있다.

#### 서예 및 제본

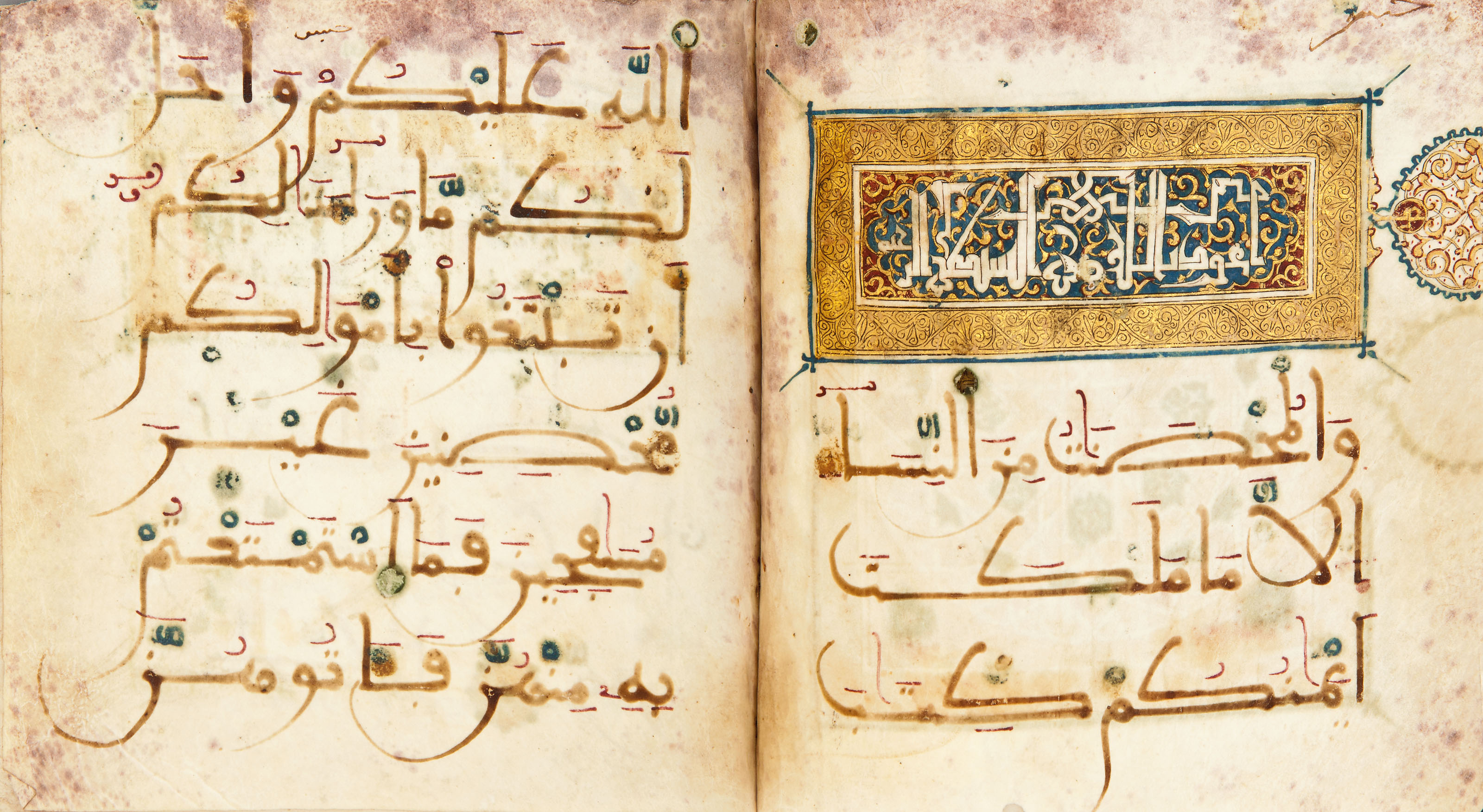
꽃무늬 쿠픽 문자와 마그레비 스타일로 장식된 무라비트 왕조 시대의 「쿠란」 필사본

서부식, 또는 마그레브식 쿠픽은 표준(동부식) 쿠픽 스타일에서 한차례 발전한 형태로서, 문자의 낮은 시작 부분이나 각도가 꺾이는 부분이 직사각형에서 긴 반원형으로 변형되어 더욱 예술적으로 보이는 것이 특징이다. 이것은 10세기 즈음의 필사본에서 발견되기 시작했지만, 무라비트 왕조 시대에 더욱 발전하여 공식적인 서예 방식으로 사용되기도 했다.
마침내, 마그레브식 쿠픽은 12세기 초에 절정에 달하여 쿠픽에서 유래한 아랍어의 유일한 필기체인 "마그레비"라는 독특한 서예를 탄생시켰다. 이 스타일은 무라비트 시대 이후로 「쿠란」과 다른 종교적 작품들에서 일반적으로 사용되었지만, 건축에는 자주 사용되진 않았다. 또한 마그레비는 알안달루스 지역으로 넘어가서 안달루시 스타일로 다시금 변형되기도 했다.
서부 이슬람 세계, 즉 마그레브와 알안달루스에서 발견된 가장 오래된 쿠란 장식은 제1차 타이파 시대가 끝나고 알안달루스를 무라비트 왕조가 지배하기 시작한 1090년 즈음에 만들어진 것으로 추정된다.:304 이 장식들은 예술 발전의 초기 단계에 있으며, 후기 장식들과 비교하면 정교함 등의 측면에서는 뒤떨어지지만 그들에서는 발견할 수 없는 독특한 측면들이 여럿 있다. 내부 텍스트는 검은 잉크로 작성하고 기타 구성들은 빨간색 또는 파란색으로 작성한 것, 글자 장식을 금색 및 검은색으로 채운 것, 장식된 액자와 배경 안에 금색 글자로 제목을 적은 것 등은 후기 장식들의 표준이 되어 널리 사용되었다.:304 또한 빨간색 또는 파란색 배경에 금색 식물 장식을 추가한 것과 금색 무늬 또는 금색 쿠픽 문자로 채워진 격자 문양 등 비교적 단순한 디자인들도 있었다. 1120년, 그러니까 알리 이븐 유수프의 통치 기간 중에 제작된 '샤히' 필사본에선 이러한 경향이 잘 드러난다. 금색 배경과 기하학적인 무늬가 그려진 보석 장식, 풍부한 권두 삽화는 이 책의 가장 화려하고 대단한 특징이라고 할 수 있다. 1143년에 코르도바에서 제작된, 이와 유사한 「쿠란」필사본에는 금으로 채운 기하학적 문양으로 장식된 겉표지와 삽화, 그리고 그 가운데에 화려한 무늬로 둘러싸여 있는 원이 그려져 있다.:304

#### 도자기
무라비트 왕조의 알안달루스 정복으로 이 지역에서의 도자기 생산이 잠시 중단되었지만, 12세기 즈음에 다시 재개되었을 뿐만 아니라 이전보다 더 융성했다. 이탈리아의 피사에는 약 2,000개의 마그레브-알안달루스 도자기 그릇(바치니)이 있는데, 11세기 초부터 15세기까지 수많은 무라비트 도자기가 수입되어 교회의 장식품으로 사용되었다. 무라비트 왕조는 쿠에르다 세카 기법을 사용한 다양한 도자기를 제작했는데, 그중에서도 가장 고급품은 재벌(마지막 굽기) 전에 금속 광택을 띠는 유약을 겉에 발라 만든 광택기였다. 이러한 기법은 이라크에서 유래했으며 파티마 왕조 시기에 번성했던 것이었다.

#### 민바르

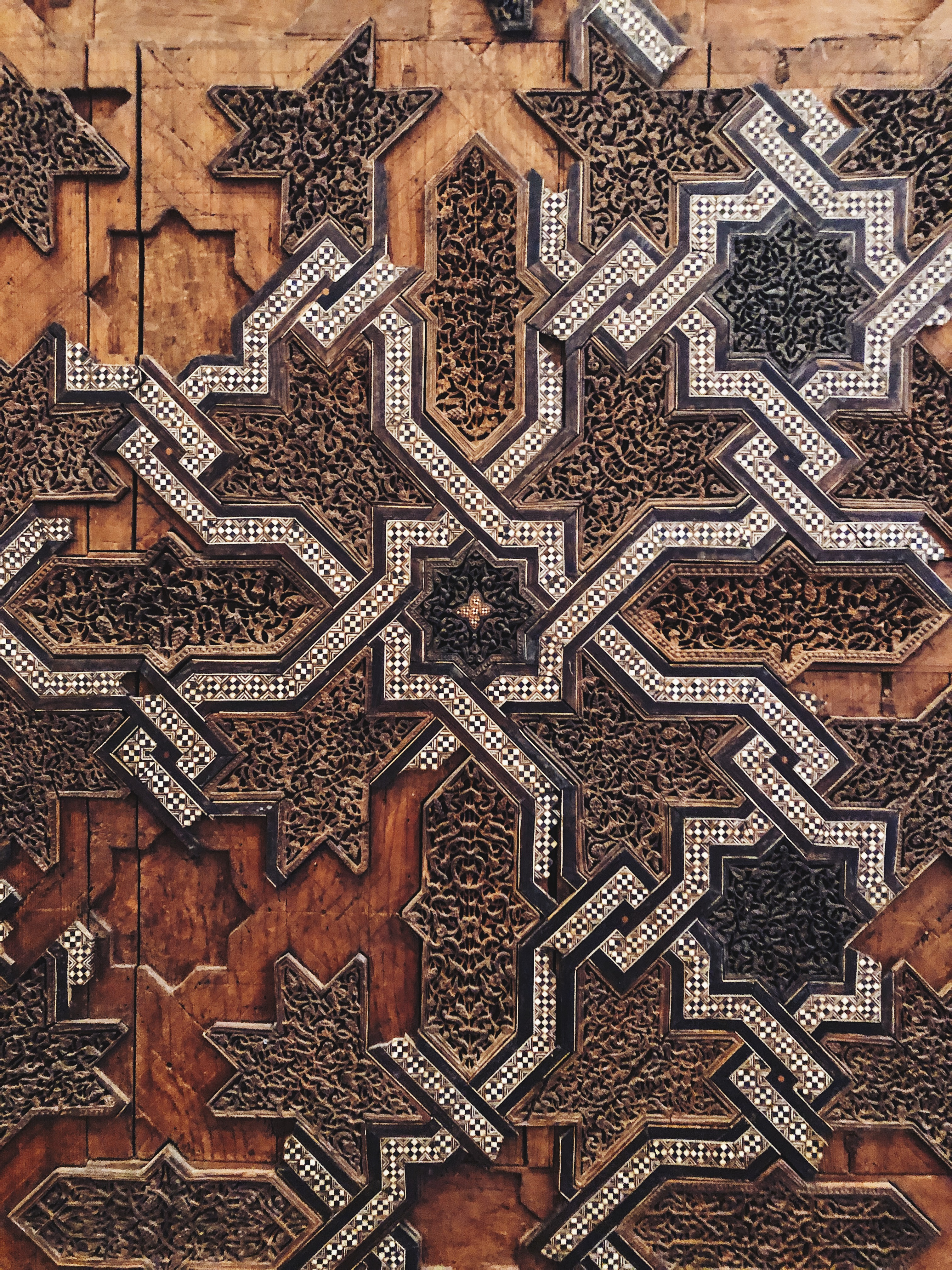
알리 이븐 유수프가 1137년 마라케시 대모스크를 준공할 때 의뢰하여 제작된 무라비트 민바르의 아름다운 문양.

1137년에 제작된 마라케시 대모스크의 민바르나 알 카라위인 대학교에 보관되어 있는 1144년경의 민바르와 같이 무라비트 왕조 시기에 만들어진 민바르는 그들 제국의 이슬람 순수성을 입증함과 더불어 우마이야 제국의 역할을 계승했다는 것을 밝힘으로써, 자신들이 알안달루스를 지배할 수 있도록 정당성을 부여하는 데에 사용되었다. 두 민바르 모두 기하학적인 구성, 상감 소재, 화려한 아라베스크 부조로 묘사되어 있는 마케트리(marquetry) 및 목재 장식품이다.

### 건축
무라비트 시대는 이후의 무와히드 시대와 함께 모로코 및 무어 건축의 형성 단계 중 하나로 여겨지며, 이후 몇 세기 동안 이 지역에서 융성할 건축 양식의 많은 형태와 모티브를 확립하고 다듬는 등의 업적을 세웠다. 마누엘 카사마르 페레즈는 무라비트 왕조가 코르도바 칼리파국 시대에 발전한, 무겁고 정교한 과시용 알안달루스 장식 대신에 비율의 균형을 중시하는 다른 장식들을 우선시했다고 말한다..
무라비트 왕조가 부상하기 전에 서부 이슬람 세계에서 예술 생산의 중심지는 카이로완과 코르도바였는데, 두 도시는 모두 이 지역에서 번성한 제국들의 옛 수도였을 뿐만 아니라 영감의 원천이기도 했다. 무라비트 왕조는 마라케시에 수많은 건축물들을 건설함으로써 그곳을 건축 후원의 주요 중심지로서 탈바꿈시켰고 코르도바 대모스크나 사라고사 알자페리아 궁전 내부의 복잡한 아치 구조와 같이 알안달루스의 건축 양식을 받아들였으며, 무카르나스("종유석" 또는 "벌집")와 같이 동부 이슬람 세계의 새로운 장식 기법을 도입하기도 했다.

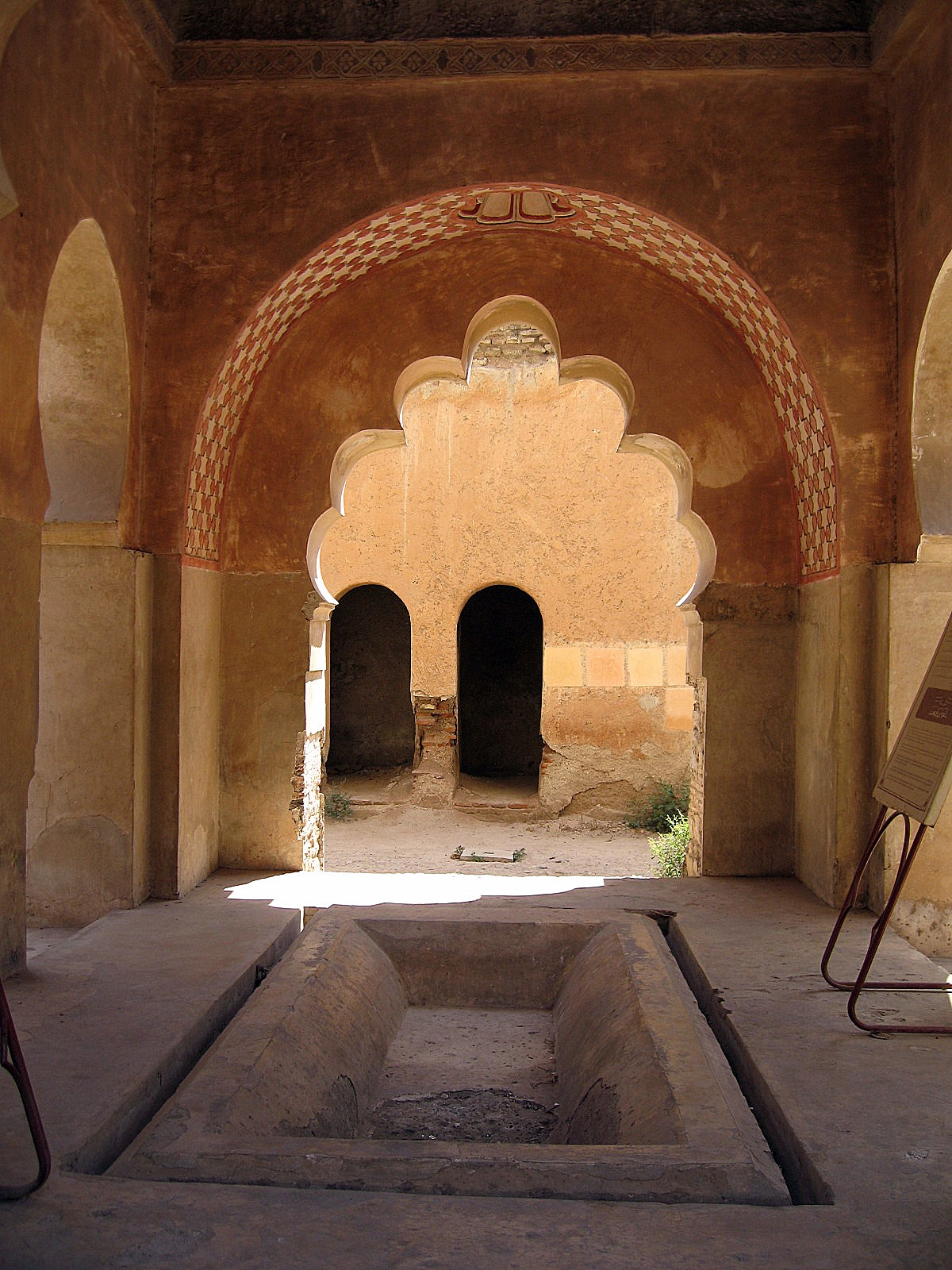
무라비트 왕조는 마라케시의 무라비트 쿠바에서 볼 수 있듯이, 아치가 더욱 화려하게 보이도록 하기 위해서 장식을 켜켜히 쌓는 기법을 사용했다.

사그라하스 전투에서 승리하면서 알안달루스를 장악한 무라비트 왕조는 이베리아 반도 내의 무슬림, 기독교도, 유대인 장인들을 본토인 북아프리카로 보내어 건축물 제작에 참여시켰다. 알제 대모스크(1097), 틀렘센 대모스크(1136)나  알 카라위인 대학 (1135년에 증축) 등은 무라비트 건축의 대표적인 예이다. 특히 무라비트 쿠바는 마라케시에 남아 있는 몇 안되는 무라비트 기념물 중 하나로, 조각된 스투코 장식과 복잡한 아치구조, 화려하게 꾸며진 내부 돔이 어우러져 감탄을 자아낸다.:114 증축된 알 카라위인 모스크의 중앙에 가보면, 서부 이슬람 세계에서 무카르나스가 사용된 본격적인 사례가 눈에 띄인다. 저 멀리 이라크에서 최초의 단순한 무카르나스가 등장한 지 불과 수십년도 지나지 않아서, 무라비트 왕조의 건축가들은 이를 받아들였을 뿐만 아니라 하나의 예술작품으로서 그것의 미적 감각을 끌어올렸던 것이다. 오늘날의 건축 역사가들은 이러한 무카르나스의 복잡성과 예술성을 두고 놀랍다고 하며 칭찬을 아끼지 않는다.:64 한편 무라비트 건축의 또 다른 특징으로는 늑재 돔(ribbed dome)이 있는데, 그 시작은 10세기경 세워진 코르도바 대모스크인 것으로 보인다. 돔은 엄격하게 장식되어 있으며, 12개의 별 문양을 그리는 여러 개의 교차된 아치로 구성되어 있다. 또한 부분적으로는 뚫려 있는 공간들도 있는데, 이로 인해 볕이 좋은 날에 안에서 보면 바깥에서 빛이 들어와서 아치 사이의 공간을 채우고 조각된 아라베스크 장식들을 선명하게 해 줌으로써 건축물을 더욱 아름답게 한다.:116–118
무라비트 왕조는 장식용이나 종교적인 기념물 외에도 여러 요새들을 건설했지만, 이들 대부분은 무와히드 칼리파국 및 후대의 왕조들에 의해 철거되었다. 다만 그 중 몇몇은 계속 사용되거나 오히려 증축되기도 했다. 새로운 수도인 마라케시에는 처음엔 성벽이 없었고 대신 '크사르 엘 하지르(Ksar el-Hajjar, 돌의 요새)'로 알려진 방어 요새가 있었는데, 도시의 설립자인 아부 바크르 이븐 우마르는 도시의 기틀을 잡고 초기 정착지를 건설하는 과정에서 새롭게 성벽을 건설했다. 이후 1126년경에 알리 이븐 유수프가 무와히드 세력에 대응하고자 도시 주변에 판축 공법을 사용하여 토벽을 쌓았다. 이 성벽은 수세기 동안 무너지고, 복원되고, 때로는 부분적으로 확장되기도 했으며 오늘날에는 마라케시 메디나(구시가지)의 방어벽으로서 계속 사용되고 있다. 메디나 정문을 포함하여 많은 성문도 이때 같이 만들어졌다. 특히 서쪽 성문 중 하나인 '밥 두칼라'는 본래의 무라비트 건축기법을 가장 잘 보존하고 있는 건축물로 알려져 있다. 고전적인 '구부러진 관문' 형태로서, 중세 마그레브와 알안달루스에 걸쳐 다양한 변형이 발견되기도 한다.:116 한편 마라케시 남동부의 타스기무트 요새나 페스 북동부의 아마르그 고고학 유적지 또한 무라비트 왕조가 건설한 요새들의 또다른 예이다. 이들은 대개 돌무더기나 흙으로 건설되었는데, 옛 함마드 왕조의 요새와 유사성을 보여줄 뿐만 아니라 위기 시에 신속하게 건설할 수 있는 요새의 필요성을 잘 드러내기도 한다.:219–220 틀렘센의 성벽 또한 마찬가지로 무라비트 왕조가 건설한 것이다.:220
알리 이븐 유수프의 치세에 무라비트 건축은 정점에 달한 모습을 보였다. 그는 자신의 통치 기간 동안 '크사르 엘 하자르' 남쪽(쿠투비야 모스크 자리)에 대궁전과 왕실 저택을 새로 건설했다.  이 궁전은 나중에 버려진 이후 무와히드 왕조의 카스바로 대체되었지만, 20세기에 새롭게 일부 유적들이 발굴되어 아직까지 연구 중이다. 이 유적지는 모로코에서 최초의 리야드식 정원(정원을 4등분하여 꾸미는 양식)을 건축한 사례로 알려져 있기도 하다.:404
1960년, 치차우아 인근에서 발굴된 다른 유적지에서는 무라비트 시대, 또는 그보다 이전에 건설된 복합 단지 또는 정착지가 발견되었는데, 내부에는 수많은 주택, 급수 시스템, 그리고 두 개의 하맘(목욕탕)과 모스크가 있었다. 이 유적지에서 발견된 많은 조각들은 오늘날 라바트 고고학 박물관에 보관되어 있는데, 초서체 아랍어 및 쿠픽 문자, 팔메트, 그리고 아칸투스 잎과 같은 식물 모티브가 특징인 스투코였다.

무와히드 건축물
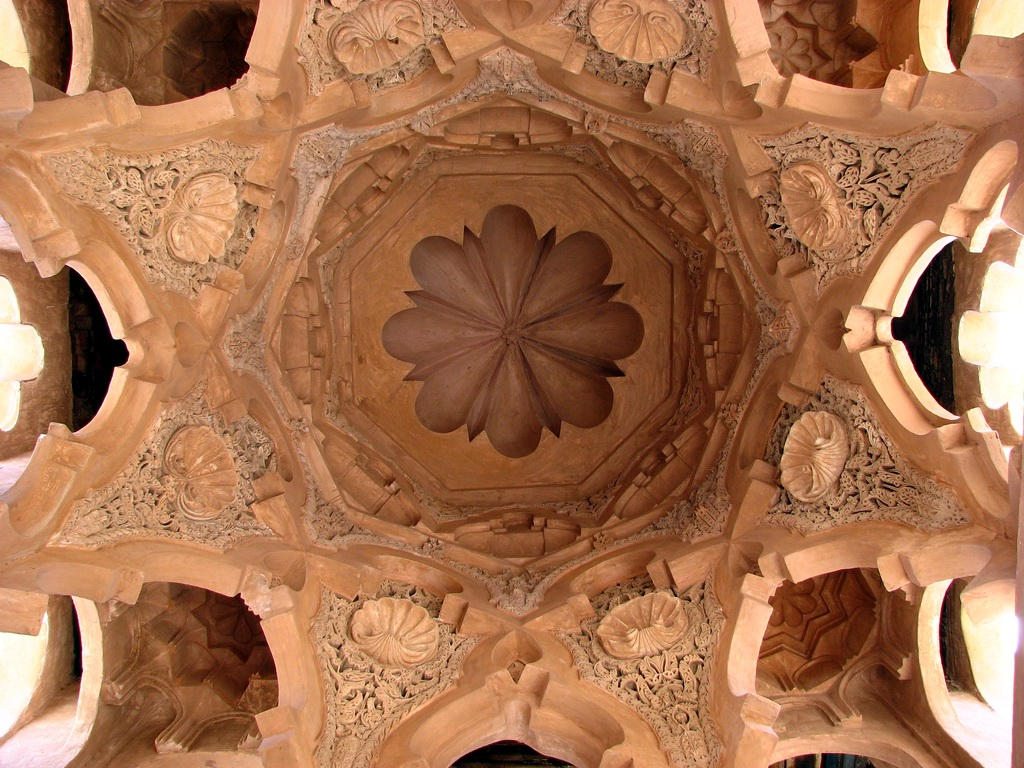
마라케시의 무라비트 쿠바(Almoravid Qubba).
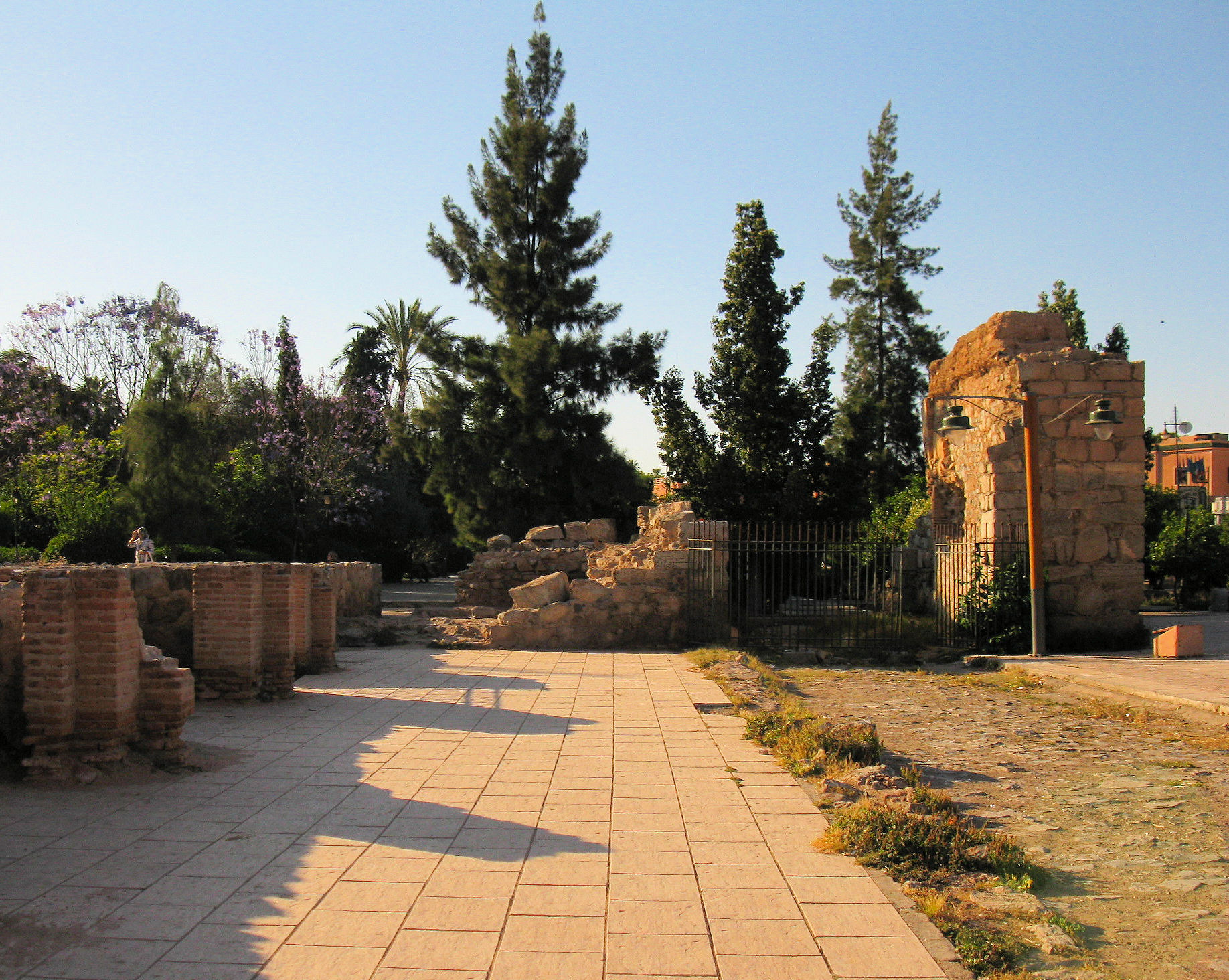
카라케시의 밥 알리 유적(오른쪽)과 크사르 엘 하지르(왼쪽).
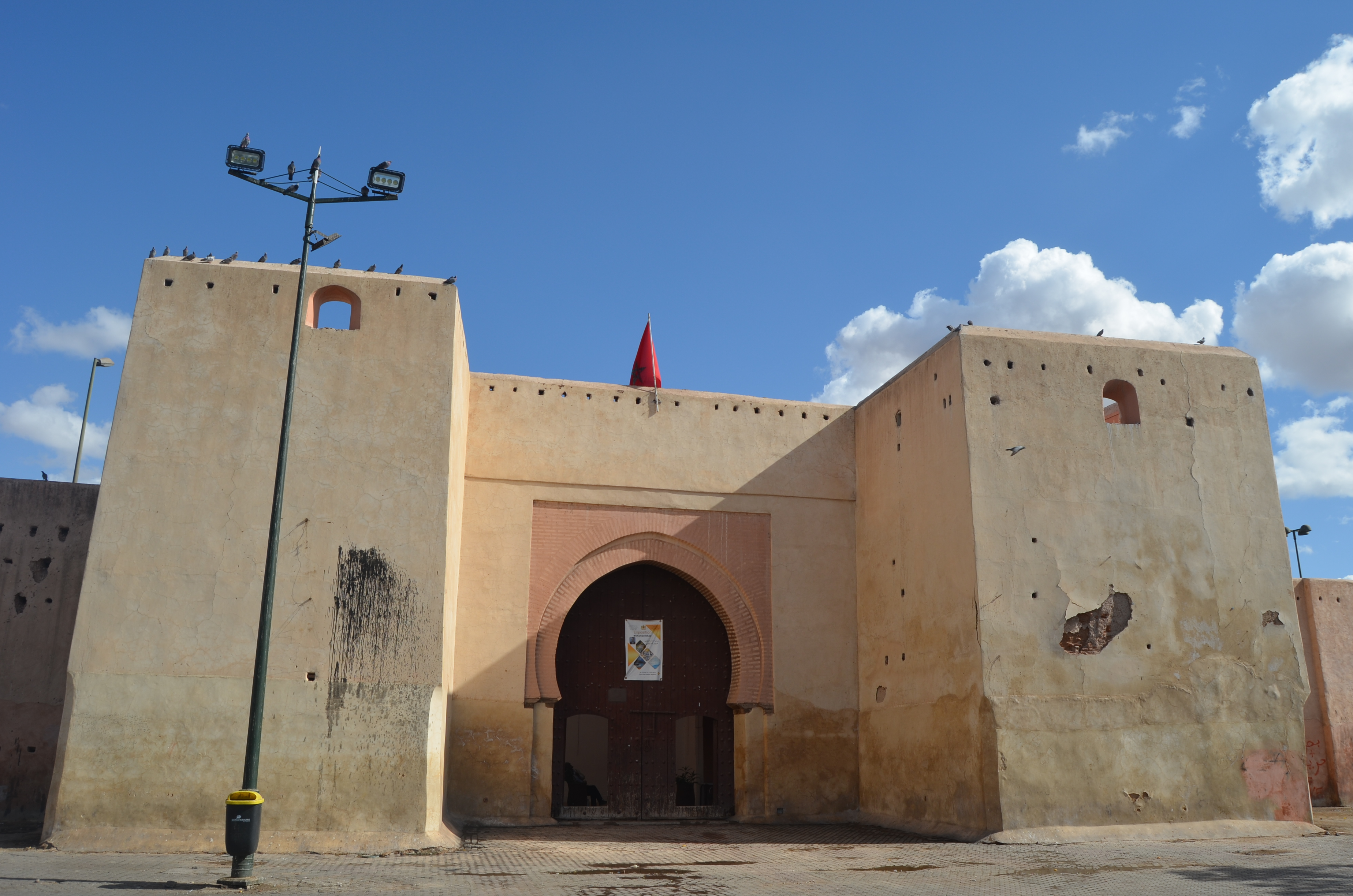
마라케시의 본래 관문 중 하나인 밥 두칼라. 1126년경에 건설된 것이다.
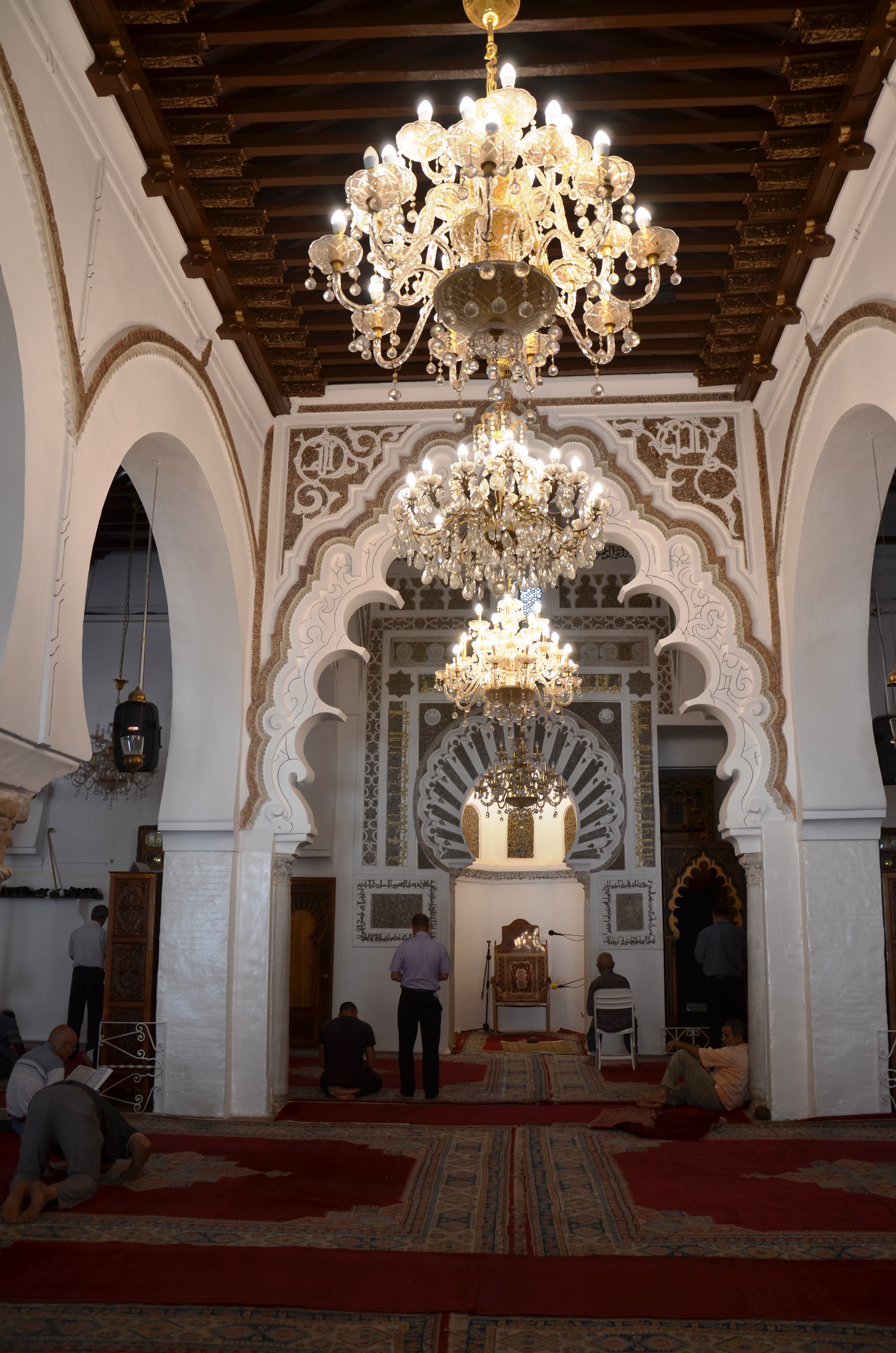
틀렘센 대모스크의 내부 모습.
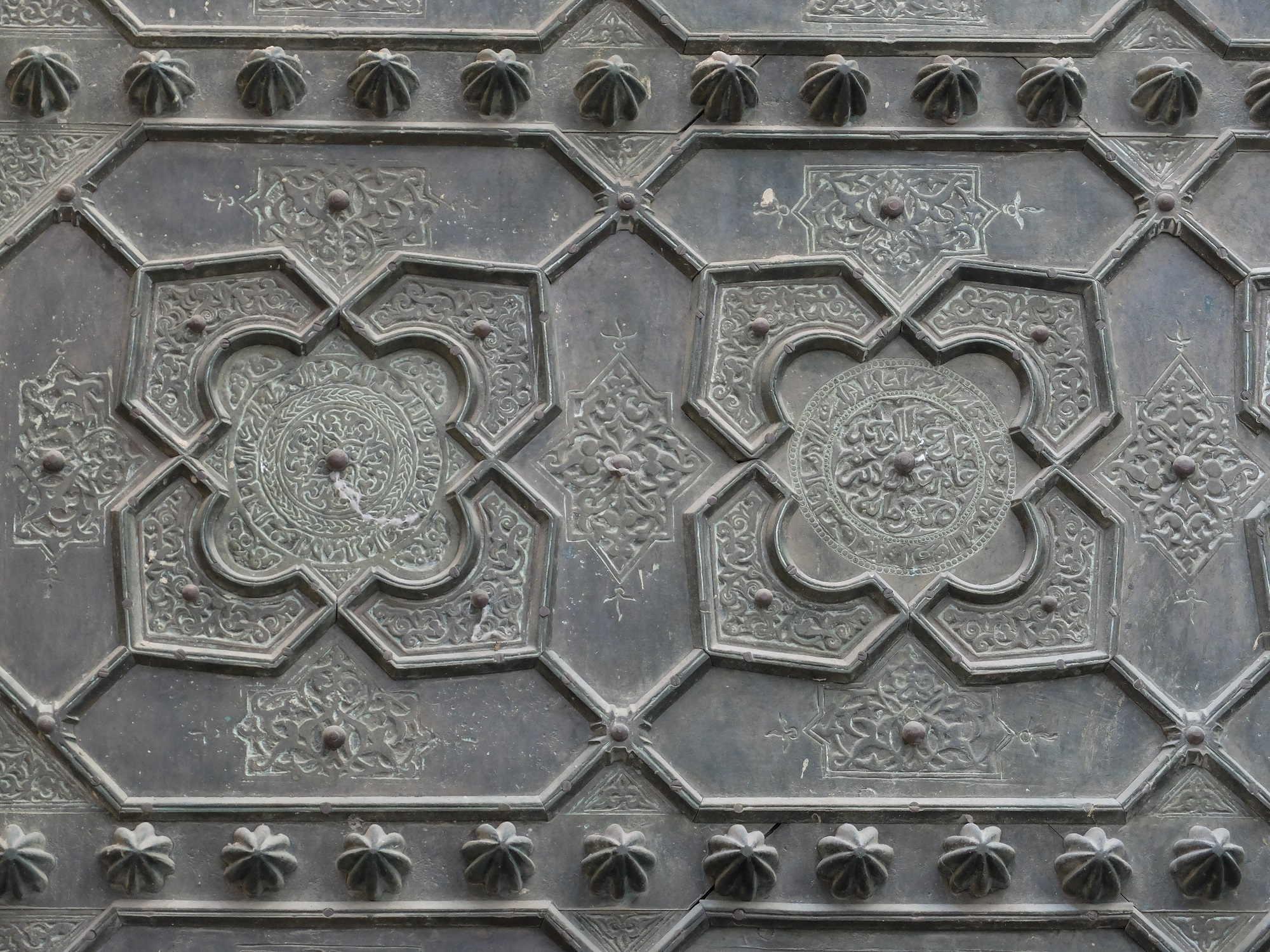
알 카라이윈의 관문인 밥 알 그나즈(Bab al-Gna'iz)에 새겨진 무라비트 청동 비문.

### 문학

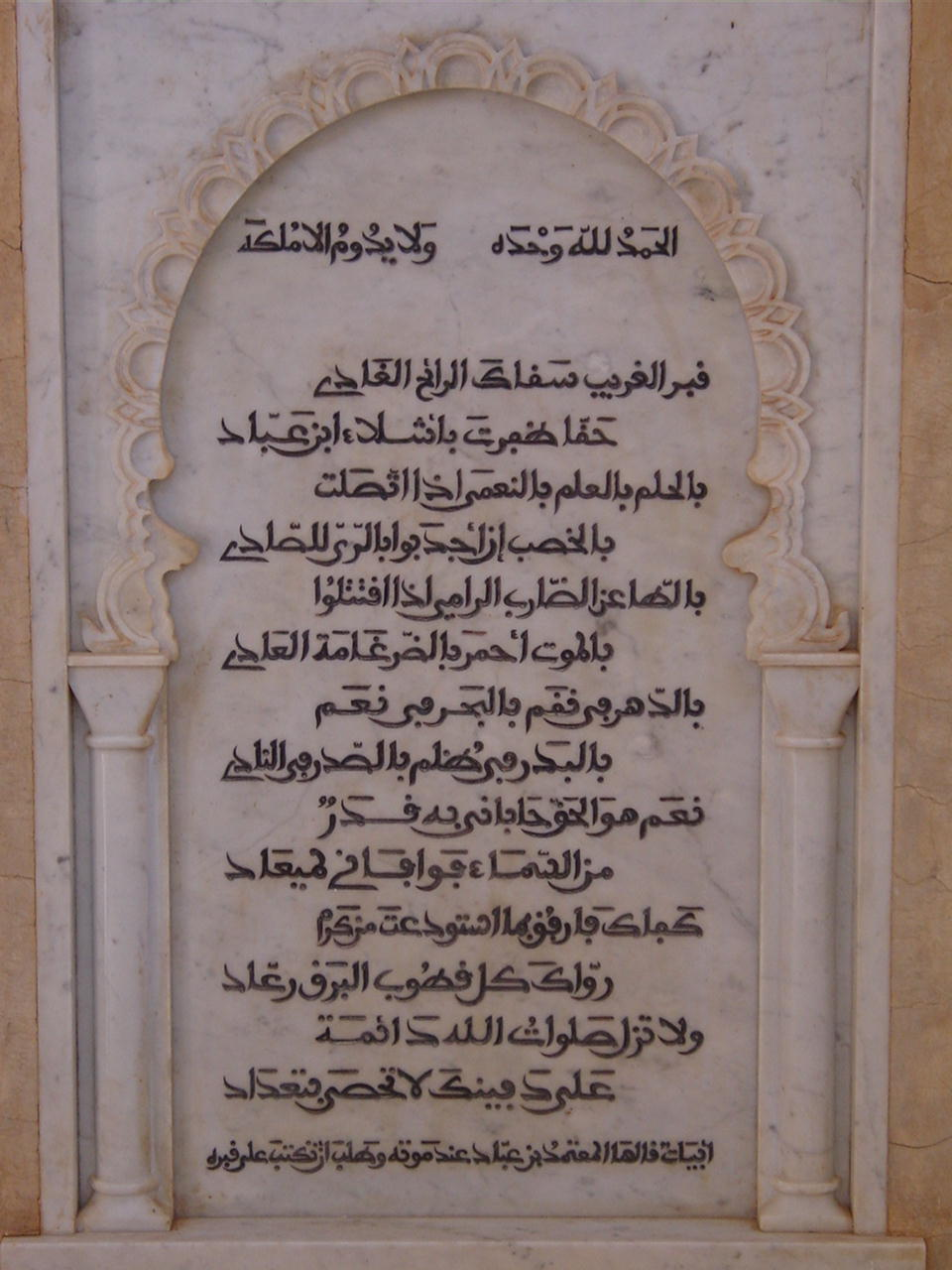
1095년 아그마트에 매장된 시인 알 무타미드 이븐 아바드의 묘지 비문.

모로코의 역사학자 무함마드 알 바누니(محمد المنوني)는 11세기의 유수프 이븐 타쉬핀 통치 아래 페스에 104개의 제지 공장이 있었다고 기록했다.
모로코 문학은 무라비트 왕조 시기에 번성했다. 무라비트 왕조 치하에서 이루어진 모로코와 알안달루스의 정치적 통일은 유수프 이븐 타쉬핀이 세비야의 전 타이파 통치자였던 알 무타미드 이븐 아바드를 모로코 본토로 망명시킨 것을 시작으로 두 대륙 간의 문화적인 교류를 가속화시켰다.
역사학자 이븐 하이얀, 알 바크리, 이븐 바삼, 알 파스 이븐 카칸 등은 모두 무라비트 시대에 살았던 인물들이다.

## 군주 목록

### 가계도
|                            |                            |                            |                            |                            |                            |                          |                          |                          |                          |                          |                          |                         |                         |                         |                         |                         |                         |  |  |             |             |             |             |             |             |          |          |          |          |          |          |          |          |                          |                          |                          |                          |                          |                          |        |        |                    |                    |                               |                               |                               |                               |                               |                               | 투르구트 이븐 와르타신 알 람투니 |          |          |          |  |  |                                     |                                     |                                     |                                     |                                     |                                     |      |      |      |      |      |      |      |      |      |      |      |      |  |  |                    |                    |                    |                    |                    |                    |          |          |          |          |          |          |          |          |        |        |        |        |          |          |          |          |          |          |             |             |             |             |             |             |  |  |  |  |  |  |  |  |  |  |  |  |  |  |  |  |  |  |  |  |  |  |  |  |  |  |  |  |  |  |  |  |  |  |  |  |  |  |  |  |  |  |  |  |  |  |  |  |
|                            |                            |                            |                            |                            |                            |                          |                          |                          |                          |                          |                          |                         |                         |                         |                         |                         |                         |  |  |             |             |             |             |             |             |          |          |          |          |          |          |          |          |                          |                          |                          |                          |                          |                          |        |        |                    |                    |                               |                               |                               |                               |                               |                               |                                  |          |          |          |  |  |                                     |                                     |                                     |                                     |                                     |                                     |      |      |      |      |      |      |      |      |      |      |      |      |  |  |                    |                    |                    |                    |                    |                    |          |          |          |          |          |          |          |          |        |        |        |        |          |          |          |          |          |          |             |             |             |             |             |             |  |  |  |  |  |  |  |  |  |  |  |  |  |  |  |  |  |  |  |  |  |  |  |  |  |  |  |  |  |  |  |  |  |  |  |  |  |  |  |  |  |  |  |  |  |  |  |  |
|                            |                            |                            |                            |                            |                            |                          |                          |                          |                          |                          |                          |                         |                         |                         |                         |                         |                         |  |  |             |             |             |             |             |             |          |          |          |          |          |          |          |          |                          |                          |                          |                          |                          |                          |        |        |                    |                    |                               |                               |                               |                               |                               |                               |                                  |          |          |          |  |  |                                     |                                     |                                     |                                     |                                     |                                     |      |      |      |      |      |      |      |      |      |      |      |      |  |  |                    |                    |                    |                    |                    |                    |          |          |          |          |          |          |          |          |        |        |        |        |          |          |          |          |          |          |             |             |             |             |             |             |  |  |  |  |  |  |  |  |  |  |  |  |  |  |  |  |  |  |  |  |  |  |  |  |  |  |  |  |  |  |  |  |  |  |  |  |  |  |  |  |  |  |  |  |  |  |  |  |
|                            |                            |                            |                            |                            |                            |                          |                          |                          |                          |                          |                          |                         |                         |                         |                         |                         |                         |  |  |             |             |             |             |             |             |          |          |          |          |          |          |          |          | 이브라힘 (가명) 탈라가긴 | 이브라힘 (가명) 탈라가긴 | 이브라힘 (가명) 탈라가긴 | 이브라힘 (가명) 탈라가긴 | 이브라힘 (가명) 탈라가긴 | 이브라힘 (가명) 탈라가긴 |        |        |                    |                    |                               |                               |                               |                               |                               |                               |                                  |          |          |          |  |  |                                     |                                     |                                     |                                     |                                     |                                     |      |      |      |      |      |      |      |      |      |      |      |      |  |  |                    |                    |                    |                    | 무함마드           | 무함마드           | 무함마드 | 무함마드 | 무함마드 | 무함마드 |          |          |          |          |        |        |        |        | 하미드   | 하미드   | 하미드   | 하미드   | 하미드   | 하미드   |             |             |             |             |             |             |  |  |  |  |  |  |  |  |  |  |  |  |  |  |  |  |  |  |  |  |  |  |  |  |  |  |  |  |  |  |  |  |  |  |  |  |  |  |  |  |  |  |  |  |  |  |  |  |
|                            |                            |                            |                            |                            |                            |                          |                          |                          |                          |                          |                          |                         |                         |                         |                         |                         |                         |  |  |             |             |             |             |             |             |          |          |          |          |          |          |          |          | 이브라힘 (가명) 탈라가긴 | 이브라힘 (가명) 탈라가긴 | 이브라힘 (가명) 탈라가긴 | 이브라힘 (가명) 탈라가긴 | 이브라힘 (가명) 탈라가긴 | 이브라힘 (가명) 탈라가긴 |        |        |                    |                    |                               |                               |                               |                               |                               |                               |                                  |          |          |          |  |  |                                     |                                     |                                     |                                     |                                     |                                     |      |      |      |      |      |      |      |      |      |      |      |      |  |  |                    |                    |                    |                    | 무함마드           | 무함마드           | 무함마드 | 무함마드 | 무함마드 | 무함마드 |          |          |          |          |        |        |        |        | 하미드   | 하미드   | 하미드   | 하미드   | 하미드   | 하미드   |             |             |             |             |             |             |  |  |  |  |  |  |  |  |  |  |  |  |  |  |  |  |  |  |  |  |  |  |  |  |  |  |  |  |  |  |  |  |  |  |  |  |  |  |  |  |  |  |  |  |  |  |  |  |
|                            |                            |                            |                            |                            |                            |                          |                          |                          |                          |                          |                          |                         |                         |                         |                         |                         |                         |  |  |             |             |             |             |             |             |          |          |          |          |          |          |          |          |                          |                          |                          |                          |                          |                          |        |        |                    |                    |                               |                               |                               |                               |                               |                               |                                  |          |          |          |  |  |                                     |                                     |                                     |                                     |                                     |                                     |      |      |      |      |      |      |      |      |      |      |      |      |  |  |                    |                    |                    |                    |                    |                    |          |          |          |          |          |          |          |          |        |        |        |        |          |          |          |          |          |          |             |             |             |             |             |             |  |  |  |  |  |  |  |  |  |  |  |  |  |  |  |  |  |  |  |  |  |  |  |  |  |  |  |  |  |  |  |  |  |  |  |  |  |  |  |  |  |  |  |  |  |  |  |  |
|                            |                            |                            |                            |                            |                            |                          |                          |                          |                          |                          |                          |                         |                         |                         |                         |                         |                         |  |  |             |             | 타쉬핀      | 타쉬핀      | 타쉬핀      | 타쉬핀      | 타쉬핀   | 타쉬핀   |          |          |          |          |          |          | 알리                     | 알리                     | 알리                     | 알리                     | 알리                     | 알리                     |        |        |                    |                    |                               |                               |                               |                               | 우마르                        | 우마르                        | 우마르                           | 우마르   | 우마르   | 우마르   |  |  |                                     |                                     |                                     |                                     |                                     |                                     |      |      |      |      |      |      |      |      |      |      |      |      |  |  |                    |                    |                    |                    | 알 하지            | 알 하지            | 알 하지  | 알 하지  | 알 하지  | 알 하지  |          |          |          |          |        |        |        |        | 틸란칸   | 틸란칸   | 틸란칸   | 틸란칸   | 틸란칸   | 틸란칸   |             |             |             |             |             |             |  |  |  |  |  |  |  |  |  |  |  |  |  |  |  |  |  |  |  |  |  |  |  |  |  |  |  |  |  |  |  |  |  |  |  |  |  |  |  |  |  |  |  |  |  |  |  |  |
|                            |                            |                            |                            |                            |                            |                          |                          |                          |                          |                          |                          |                         |                         |                         |                         |                         |                         |  |  |             |             | 타쉬핀      | 타쉬핀      | 타쉬핀      | 타쉬핀      | 타쉬핀   | 타쉬핀   |          |          |          |          |          |          | 알리                     | 알리                     | 알리                     | 알리                     | 알리                     | 알리                     |        |        |                    |                    |                               |                               |                               |                               | 우마르                        | 우마르                        | 우마르                           | 우마르   | 우마르   | 우마르   |  |  |                                     |                                     |                                     |                                     |                                     |                                     |      |      |      |      |      |      |      |      |      |      |      |      |  |  |                    |                    |                    |                    | 알 하지            | 알 하지            | 알 하지  | 알 하지  | 알 하지  | 알 하지  |          |          |          |          |        |        |        |        | 틸란칸   | 틸란칸   | 틸란칸   | 틸란칸   | 틸란칸   | 틸란칸   |             |             |             |             |             |             |  |  |  |  |  |  |  |  |  |  |  |  |  |  |  |  |  |  |  |  |  |  |  |  |  |  |  |  |  |  |  |  |  |  |  |  |  |  |  |  |  |  |  |  |  |  |  |  |
|                            |                            |                            |                            |                            |                            |                          |                          |                          |                          |                          |                          |                         |                         |                         |                         |                         |                         |  |  |             |             |             |             |             |             |          |          |          |          |          |          |          |          |                          |                          |                          |                          |                          |                          |        |        |                    |                    |                               |                               |                               |                               |                               |                               |                                  |          |          |          |  |  |                                     |                                     |                                     |                                     |                                     |                                     |      |      |      |      |      |      |      |      |      |      |      |      |  |  |                    |                    |                    |                    |                    |                    |          |          |          |          |          |          |          |          |        |        |        |        |          |          |          |          |          |          |             |             |             |             |             |             |  |  |  |  |  |  |  |  |  |  |  |  |  |  |  |  |  |  |  |  |  |  |  |  |  |  |  |  |  |  |  |  |  |  |  |  |  |  |  |  |  |  |  |  |  |  |  |  |
|                            |                            |                            |                            |                            |                            | 유수프 이븐 타쉬핀 (3대) | 유수프 이븐 타쉬핀 (3대) | 유수프 이븐 타쉬핀 (3대) | 유수프 이븐 타쉬핀 (3대) | 유수프 이븐 타쉬핀 (3대) | 유수프 이븐 타쉬핀 (3대) |                         |                         |                         |                         |                         |                         |  |  |             |             | 이브라힘    | 이브라힘    | 이브라힘    | 이브라힘    | 이브라힘 | 이브라힘 |          |          |          |          |          |          | 아부 바크르 이븐 타쉬핀  | 아부 바크르 이븐 타쉬핀  | 아부 바크르 이븐 타쉬핀  | 아부 바크르 이븐 타쉬핀  | 아부 바크르 이븐 타쉬핀  | 아부 바크르 이븐 타쉬핀  |        |        |                    |                    | 아부 바크르 이븐 우마르 (2대) | 아부 바크르 이븐 우마르 (2대) | 아부 바크르 이븐 우마르 (2대) | 아부 바크르 이븐 우마르 (2대) | 아부 바크르 이븐 우마르 (2대) | 아부 바크르 이븐 우마르 (2대) |                                  |          |          |          |  |  | 야히야 이븐 우마르 알 람투니 (초대) | 야히야 이븐 우마르 알 람투니 (초대) | 야히야 이븐 우마르 알 람투니 (초대) | 야히야 이븐 우마르 알 람투니 (초대) | 야히야 이븐 우마르 알 람투니 (초대) | 야히야 이븐 우마르 알 람투니 (초대) |      |      |      |      |      |      |      |      |      |      |      |      |  |  | 알리               | 알리               | 알리               | 알리               | 알리               | 알리               |          |          | 무함마드 | 무함마드 | 무함마드 | 무함마드 | 무함마드 | 무함마드 |        |        |        |        | 마즈달리 | 마즈달리 | 마즈달리 | 마즈달리 | 마즈달리 | 마즈달리 |             |             |             |             |             |             |  |  |  |  |  |  |  |  |  |  |  |  |  |  |  |  |  |  |  |  |  |  |  |  |  |  |  |  |  |  |  |  |  |  |  |  |  |  |  |  |  |  |  |  |  |  |  |  |
|                            |                            |                            |                            |                            |                            | 유수프 이븐 타쉬핀 (3대) | 유수프 이븐 타쉬핀 (3대) | 유수프 이븐 타쉬핀 (3대) | 유수프 이븐 타쉬핀 (3대) | 유수프 이븐 타쉬핀 (3대) | 유수프 이븐 타쉬핀 (3대) |                         |                         |                         |                         |                         |                         |  |  |             |             | 이브라힘    | 이브라힘    | 이브라힘    | 이브라힘    | 이브라힘 | 이브라힘 |          |          |          |          |          |          | 아부 바크르 이븐 타쉬핀  | 아부 바크르 이븐 타쉬핀  | 아부 바크르 이븐 타쉬핀  | 아부 바크르 이븐 타쉬핀  | 아부 바크르 이븐 타쉬핀  | 아부 바크르 이븐 타쉬핀  |        |        |                    |                    | 아부 바크르 이븐 우마르 (2대) | 아부 바크르 이븐 우마르 (2대) | 아부 바크르 이븐 우마르 (2대) | 아부 바크르 이븐 우마르 (2대) | 아부 바크르 이븐 우마르 (2대) | 아부 바크르 이븐 우마르 (2대) |                                  |          |          |          |  |  | 야히야 이븐 우마르 알 람투니 (초대) | 야히야 이븐 우마르 알 람투니 (초대) | 야히야 이븐 우마르 알 람투니 (초대) | 야히야 이븐 우마르 알 람투니 (초대) | 야히야 이븐 우마르 알 람투니 (초대) | 야히야 이븐 우마르 알 람투니 (초대) |      |      |      |      |      |      |      |      |      |      |      |      |  |  | 알리               | 알리               | 알리               | 알리               | 알리               | 알리               |          |          | 무함마드 | 무함마드 | 무함마드 | 무함마드 | 무함마드 | 무함마드 |        |        |        |        | 마즈달리 | 마즈달리 | 마즈달리 | 마즈달리 | 마즈달리 | 마즈달리 |             |             |             |             |             |             |  |  |  |  |  |  |  |  |  |  |  |  |  |  |  |  |  |  |  |  |  |  |  |  |  |  |  |  |  |  |  |  |  |  |  |  |  |  |  |  |  |  |  |  |  |  |  |  |
|                            |                            |                            |                            |                            |                            |                          |                          |                          |                          |                          |                          |                         |                         |                         |                         |                         |                         |  |  |             |             |             |             |             |             |          |          |          |          |          |          |          |          |                          |                          |                          |                          |                          |                          |        |        |                    |                    |                               |                               |                               |                               |                               |                               |                                  |          |          |          |  |  |                                     |                                     |                                     |                                     |                                     |                                     |      |      |      |      |      |      |      |      |      |      |      |      |  |  |                    |                    |                    |                    |                    |                    |          |          |          |          |          |          |          |          |        |        |        |        |          |          |          |          |          |          |             |             |             |             |             |             |  |  |  |  |  |  |  |  |  |  |  |  |  |  |  |  |  |  |  |  |  |  |  |  |  |  |  |  |  |  |  |  |  |  |  |  |  |  |  |  |  |  |  |  |  |  |  |  |
| 알리 이븐 유수프 (4대)     | 알리 이븐 유수프 (4대)     | 알리 이븐 유수프 (4대)     | 알리 이븐 유수프 (4대)     | 알리 이븐 유수프 (4대)     | 알리 이븐 유수프 (4대)     | 무함마드 이븐 아이샤     | 무함마드 이븐 아이샤     | 무함마드 이븐 아이샤     | 무함마드 이븐 아이샤     | 무함마드 이븐 아이샤     | 무함마드 이븐 아이샤     | 다우드 타민 이븐 아이샤 | 다우드 타민 이븐 아이샤 | 다우드 타민 이븐 아이샤 | 다우드 타민 이븐 아이샤 | 다우드 타민 이븐 아이샤 | 다우드 타민 이븐 아이샤 |  |  | 아부 바크르 | 아부 바크르 | 아부 바크르 | 아부 바크르 | 아부 바크르 | 아부 바크르 | 이브라힘 | 이브라힘 | 이브라힘 | 이브라힘 | 이브라힘 | 이브라힘 |          |          | 시르                     | 시르                     | 시르                     | 시르                     | 시르                     | 시르                     |        |        | 야히야 이븐 아이샤 | 야히야 이븐 아이샤 | 야히야 이븐 아이샤            | 야히야 이븐 아이샤            | 야히야 이븐 아이샤            | 야히야 이븐 아이샤            | 이브라힘                      | 이브라힘                      | 이브라힘                         | 이브라힘 | 이브라힘 | 이브라힘 |  |  | 무함마드                            | 무함마드                            | 무함마드                            | 무함마드                            | 무함마드                            | 무함마드                            | 알리 | 알리 | 알리 | 알리 | 알리 | 알리 | 이사 | 이사 | 이사 | 이사 | 이사 | 이사 |  |  | 아부 하프스 우마르 | 아부 하프스 우마르 | 아부 하프스 우마르 | 아부 하프스 우마르 | 아부 하프스 우마르 | 아부 하프스 우마르 |          |          |          |          |          |          | 야히야   | 야히야   | 야히야 | 야히야 | 야히야 | 야히야 | 무함마드 | 무함마드 | 무함마드 | 무함마드 | 무함마드 | 무함마드 | 아부 바크르 | 아부 바크르 | 아부 바크르 | 아부 바크르 | 아부 바크르 | 아부 바크르 |  |  |  |  |  |  |  |  |  |  |  |  |  |  |  |  |  |  |  |  |  |  |  |  |  |  |  |  |  |  |  |  |  |  |  |  |  |  |  |  |  |  |  |  |  |  |  |  |
| 알리 이븐 유수프 (4대)     | 알리 이븐 유수프 (4대)     | 알리 이븐 유수프 (4대)     | 알리 이븐 유수프 (4대)     | 알리 이븐 유수프 (4대)     | 알리 이븐 유수프 (4대)     | 무함마드 이븐 아이샤     | 무함마드 이븐 아이샤     | 무함마드 이븐 아이샤     | 무함마드 이븐 아이샤     | 무함마드 이븐 아이샤     | 무함마드 이븐 아이샤     | 다우드 타민 이븐 아이샤 | 다우드 타민 이븐 아이샤 | 다우드 타민 이븐 아이샤 | 다우드 타민 이븐 아이샤 | 다우드 타민 이븐 아이샤 | 다우드 타민 이븐 아이샤 |  |  | 아부 바크르 | 아부 바크르 | 아부 바크르 | 아부 바크르 | 아부 바크르 | 아부 바크르 | 이브라힘 | 이브라힘 | 이브라힘 | 이브라힘 | 이브라힘 | 이브라힘 |          |          | 시르                     | 시르                     | 시르                     | 시르                     | 시르                     | 시르                     |        |        | 야히야 이븐 아이샤 | 야히야 이븐 아이샤 | 야히야 이븐 아이샤            | 야히야 이븐 아이샤            | 야히야 이븐 아이샤            | 야히야 이븐 아이샤            | 이브라힘                      | 이브라힘                      | 이브라힘                         | 이브라힘 | 이브라힘 | 이브라힘 |  |  | 무함마드                            | 무함마드                            | 무함마드                            | 무함마드                            | 무함마드                            | 무함마드                            | 알리 | 알리 | 알리 | 알리 | 알리 | 알리 | 이사 | 이사 | 이사 | 이사 | 이사 | 이사 |  |  | 아부 하프스 우마르 | 아부 하프스 우마르 | 아부 하프스 우마르 | 아부 하프스 우마르 | 아부 하프스 우마르 | 아부 하프스 우마르 |          |          |          |          |          |          | 야히야   | 야히야   | 야히야 | 야히야 | 야히야 | 야히야 | 무함마드 | 무함마드 | 무함마드 | 무함마드 | 무함마드 | 무함마드 | 아부 바크르 | 아부 바크르 | 아부 바크르 | 아부 바크르 | 아부 바크르 | 아부 바크르 |  |  |  |  |  |  |  |  |  |  |  |  |  |  |  |  |  |  |  |  |  |  |  |  |  |  |  |  |  |  |  |  |  |  |  |  |  |  |  |  |  |  |  |  |  |  |  |  |
|                            |                            |                            |                            |                            |                            |                          |                          |                          |                          |                          |                          |                         |                         |                         |                         |                         |                         |  |  |             |             |             |             |             |             |          |          |          |          |          |          |          |          |                          |                          |                          |                          |                          |                          |        |        |                    |                    |                               |                               |                               |                               |                               |                               |                                  |          |          |          |  |  |                                     |                                     |                                     |                                     |                                     |                                     |      |      |      |      |      |      |      |      |      |      |      |      |  |  |                    |                    |                    |                    |                    |                    |          |          |          |          |          |          |          |          |        |        |        |        |          |          |          |          |          |          |             |             |             |             |             |             |  |  |  |  |  |  |  |  |  |  |  |  |  |  |  |  |  |  |  |  |  |  |  |  |  |  |  |  |  |  |  |  |  |  |  |  |  |  |  |  |  |  |  |  |  |  |  |  |
| 타쉬핀 이븐 알리 (5대)     | 타쉬핀 이븐 알리 (5대)     | 타쉬핀 이븐 알리 (5대)     | 타쉬핀 이븐 알리 (5대)     | 타쉬핀 이븐 알리 (5대)     | 타쉬핀 이븐 알리 (5대)     |                          |                          | 이샤크 이븐 알리 (말대)  | 이샤크 이븐 알리 (말대)  | 이샤크 이븐 알리 (말대)  | 이샤크 이븐 알리 (말대)  | 이샤크 이븐 알리 (말대) | 이샤크 이븐 알리 (말대) |                         |                         |                         |                         |  |  |             |             |             |             |             |             |          |          |          |          | 파티마   | 파티마   | 파티마   | 파티마   | 파티마                   | 파티마                   |                          |                          | 야히야                   | 야히야                   | 야히야 | 야히야 | 야히야             | 야히야             |                               |                               |                               |                               |                               |                               |                                  |          |          |          |  |  |                                     |                                     |                                     |                                     |                                     |                                     |      |      |      |      |      |      |      |      |      |      |      |      |  |  |                    |                    |                    |                    |                    |                    |          |          |          |          |          |          |          |          |        |        |        |        |          |          |          |          |          |          |             |             |             |             |             |             |  |  |  |  |  |  |  |  |  |  |  |  |  |  |  |  |  |  |  |  |  |  |  |  |  |  |  |  |  |  |  |  |  |  |  |  |  |  |  |  |  |  |  |  |  |  |  |  |
| 타쉬핀 이븐 알리 (5대)     | 타쉬핀 이븐 알리 (5대)     | 타쉬핀 이븐 알리 (5대)     | 타쉬핀 이븐 알리 (5대)     | 타쉬핀 이븐 알리 (5대)     | 타쉬핀 이븐 알리 (5대)     |                          |                          | 이샤크 이븐 알리 (말대)  | 이샤크 이븐 알리 (말대)  | 이샤크 이븐 알리 (말대)  | 이샤크 이븐 알리 (말대)  | 이샤크 이븐 알리 (말대) | 이샤크 이븐 알리 (말대) |                         |                         |                         |                         |  |  |             |             |             |             |             |             |          |          |          |          | 파티마   | 파티마   | 파티마   | 파티마   | 파티마                   | 파티마                   |                          |                          | 야히야                   | 야히야                   | 야히야 | 야히야 | 야히야             | 야히야             |                               |                               |                               |                               |                               |                               |                                  |          |          |          |  |  |                                     |                                     |                                     |                                     |                                     |                                     |      |      |      |      |      |      |      |      |      |      |      |      |  |  |                    |                    |                    |                    |                    |                    |          |          |          |          |          |          |          |          |        |        |        |        |          |          |          |          |          |          |             |             |             |             |             |             |  |  |  |  |  |  |  |  |  |  |  |  |  |  |  |  |  |  |  |  |  |  |  |  |  |  |  |  |  |  |  |  |  |  |  |  |  |  |  |  |  |  |  |  |  |  |  |  |
| 이브라힘 이븐 타쉬핀 (6대) | 이브라힘 이븐 타쉬핀 (6대) | 이브라힘 이븐 타쉬핀 (6대) | 이브라힘 이븐 타쉬핀 (6대) | 이브라힘 이븐 타쉬핀 (6대) | 이브라힘 이븐 타쉬핀 (6대) |                          |                          |                          |                          |                          |                          |                         |                         |                         |                         |                         |                         |  |  |             |             |             |             |             |             |          |          |          |          | 무함마드 | 무함마드 | 무함마드 | 무함마드 | 무함마드                 | 무함마드                 |                          |                          |                          |                          |        |        |                    |                    |                               |                               |                               |                               |                               |                               |                                  |          |          |          |  |  |                                     |                                     |                                     |                                     |                                     |                                     |      |      |      |      |      |      |      |      |      |      |      |      |  |  |                    |                    |                    |                    |                    |                    |          |          |          |          |          |          |          |          |        |        |        |        |          |          |          |          |          |          |             |             |             |             |             |             |  |  |  |  |  |  |  |  |  |  |  |  |  |  |  |  |  |  |  |  |  |  |  |  |  |  |  |  |  |  |  |  |  |  |  |  |  |  |  |  |  |  |  |  |  |  |  |  |

## 같이 보기
- 모로코의 역사
- 무와히드 칼리파국
- 알안달루스
- 레콩키스타
- 바누 가니야

### 설명주
1. ↑  "알 무라비툰(아랍어: المرابطون, Al-Murābiṭūn)의 단수형이다.
2. ↑  이 단어의 유래는 '묶다', '단결하다'를 뜻하는 아랍어 단어 '라바트'(아랍어: ربط) 또는 '진을 치다'를 뜻하는 아랍어 단어 '라아바트'(아랍어: رابط)이다.
3. ↑  그 이전에 제기된 또 다른 주장에 따르면, 이 명칭은 아달라흐 이븐 야신이 그의 생애 전반기에 공부를 하기 위해 찾아갔던 아글루 마을의 리바트(왁가그 이븐 잘루가 세운)와 관련이 있을 수도 있다고 한다. 그러나 13세기 모로코의 전기 작가 알 타딜리와 그 이전인 12세기의 학자 카디 아야드는 수스에 있던 왁가그 이븐 잘루의 리바트 '다르 알 무라비틴'이 아달라흐 이븐 야신으로 하여금 자신의 추종세력들의 이름을 짓는 데에 영감을 주었을 수 있다고 지적했다.[23][24][25]
4. ↑  이것은 베르베르인들이 얼굴 가리개, 또는 베일(리탐)을 쓰고 있어 아랍인들이 이렇게 이름붙인 것이다.[29]
5. ↑  알 바크리와 같은 후대의 연대기 작가들은 이븐 야신의 이러한 모습이 피상적이었다고 평가했다.
6. ↑  전투가 시작되면 투창병이 선봉에 나서 투창으로 적을 교란한 뒤, 장창병이 중앙에 서서 적과 교전하면 기병과 낙타병이 양 측면에서 적의 후방을 치는 전술을 주요하게 활용한 걸로 보인다.
7. ↑  몇몇 역사 사료들에 따르면 이때부터 무라비트 군대는 낙타 기병을 활용하기 시작했으며 그 수가 3만 명에 이르렀다고 되어 있지만, 이 수치는 과장일 수도 있다.[43]
8. ↑  당시 이곳에는 아가디르라는 오래된 정착지가 있었는데, 그는 아가디르 옆에 타크라르라는 새로운 도시를 세웠다. 그뒤 무와히드 칼리파국 시대에 아가디르와 타크라르가 합쳐져 오늘날의 틀렘센이 되었다.[79][80]
9. ↑  그들은 무라비트 왕조의 알안달루스 개입과 함께 자신들에게 닥치는 위협을 알고는 있었지만, 그래도 자신들이 할 수 있는 선택 중에서는 가장 최선이었다고 여겼던 듯 하다. 또한 타이파 왕들은 무라비트 왕조의 궁극적인 의도와 그들에게 도움을 청하는 것이 갖는 위험에 대해 어떤 환상을 품고 있지는 않았다. 알 무타미드는 정말 무라비트 왕조를 알안달루스로 불러와도 괜찮겠냐는 물음에 '돼지의 우리(알폰소)보다는 낙타의 목초지(이븐 타쉬핀)가 되는 것이 낫지 않은가'라고 답했다고 하는데, 이는 기독교도들의 봉신이 되는 것보다 또다른 무슬림 통치자에게 복종하는 것이 낫다는 것을 의미한다.[108][109] 알폰소 6세는 타이파 왕들이 무라비트 왕조에게 구원을 요청했다는 걸 눈치채고 매우 세련된 아랍어로 된 공문을 이븐 타쉬핀에게 보내 정식으로 한판 붙자며 일전을 청했고, 만약 응한다면 알안달루스에서든 마그레브에서든 그를 완파할 자신이 있다고 장담했다. 그러나 정작 유수프 이븐 타쉬핀은 이 도발에 대해 아무런 대꾸도 하지 않은 채로, 다만 그 공문을 가져온 사절에게 "앞으로 어떤 일이 벌어질지 곧 알게 될 것이다"라는 말만 했다고 한다.[110]
10. ↑  그가 왜 돌아갔는지에 대해 명확한 이유가 존재하지 않는데, 아마도 그의 장남이 사망했기 때문이거나, 아니면 북아프리카와 이질적인 스페인에 그다지 오래 머무르고 싶지 않았던 것 때문 일수도 있다.[111][112] 한편 이때 이븐 타쉬핀은 타이파 세력들의 실태를 보고 '큰 충격을 받았다'고 하는데, 그 충격의 정체는 4년 후 밝혀지게 된다.
11. ↑  이븐 타쉬핀은 자신의 기반을 좀 더 확실히 하기 위해 이 지지(파트와)를 동쪽 이슬람 세계의 권위자들에게 보내 인가를 받으려 했는데, 그 권위자들 중에는 아부 바크르 알 투르투시(Abu Bakr al-Turtushi, 그는 알 안달루스에서 도망쳐 온 사람이었다)와 위대한 철학자이며 신학자이기도 했던 아부 하미드 무함마드 알 가잘리(Abu Hamid Muhammad al-Ghazali)가 포함되어 있었다. 유수프는 그렇게 함으로써 자신을 '찬탈자' 혹은 '동료 무슬림들을 정복한 자'가 아니라 알안달루스의 무슬림들을 이교도의 지배로부터 구해 준 합법적인 해방자로 자리매김할 수 있었다. 무라비트 왕조의 정치적 견해는 단순하지만 호소력이 있었는데, '올바름의 확산, 불의의 시정, 그리고 불법 세금의 철폐'가 그것이었다. 이 구호는 알안달루스를 다시 위대하게 만들겠다는 포퓰리스트적 선언이었으며, 보수적인 울라마와 절망에 빠져 있던 대중 모두에게 호소력을 가졌다.[118][119][20]

### 인용주
1. ↑  Arnaud, Jean (2013). 《Introduction à la Mauritanie》 (프랑스어). Institut de recherches et d'études sur le monde arabe et musulman. ISBN 978-2-271-08123-0.
2. ↑  Nantet, Bernard (2013). 《Le Sahara: Histoire, guerres et conquêtes》 (프랑스어). Tallandier. ISBN 979-10-210-0172-5.
3. ↑  Gaudio, Attilio (1978). 《Le Dossier de la Mauritanie》 (프랑스어). Nouvelles Editions Latines. ISBN 978-2-7233-0035-3.
4. ↑  Daddah, Mokhtar Ould (2003). 《La Mauritanie contre vents et marées》 (프랑스어). Karthala Editions. ISBN 978-2-8111-3765-6.
5. ↑  Garcin, Jean-Claude; Balivet, Michel; Bianquis, Thierry (1995). 《États, sociétés et cultures du monde musulman médiéval : Xe–XVe siècle (1)》 (프랑스어). Presses universitaires de France (réédition numérique Feni XX). ISBN 978-2-13-067300-2.
6. ↑  Boudraa, Nabil; Krause, Joseph (2009). 《North African Mosaic: A Cultural Reappraisal of Ethnic and Religious Minorities》 (영어). Cambridge Scholars Publishing. 160쪽. ISBN 978-1-4438-0768-5. But, as was the rule throughout the history of al-Andalus, the Almoravid Berbers accepted Arab cultural patterns and Arabic as the language of administration and culture.
7. ↑  《Africana Bulletin》 (프랑스어). Wyd. Uniwersytetu Warszawskiego. 1964. 202쪽. En outre, bien que les Almoravides aient parlé le berbère, l'arabe restait la langue officielle. [Furthermore, although the Almoravids spoke Berber, Arabic remained the official language.]
8. 1 2 3 4 5  Norris, H.T.; Chalmeta, P. (1993). 〈al-Murābiṭūn〉.   Bosworth, C.E.; van Donzel, E.; Heinrichs, W.P.; Pellat, Ch. 《Encyclopaedia of Islam, Second Edition》 7. Brill. 583–591쪽.
9. 1 2 3 4  Messier, Ronald A. (2009). 〈Almoravids〉.   Fleet, Kate; Krämer, Gudrun; Matringe, Denis; Nawas, John; Rowson, Everett. 《Encyclopaedia of Islam, Three》. Brill. ISBN 978-9004181304. ISSN 1873-9830.
10. ↑  Sluglett, Peter; Currie, Andrew (2014). 《Atlas of Islamic History》. Routledge. 31쪽. ISBN 978-1-138-82128-6. The Almoravids were an alliance of Sanhaja Berbers from the Guddala, Lamtuna and Massufa tribes, which formed in the 1040s in the area that is now Mauritania and Western Sahara.
11. ↑  Meynier, Gilbert (2010). 《L'Algérie, coeur du Maghreb classique: de l'ouverture islamo-arabe au repli (698–1518)》 (프랑스어). La Découverte. ISBN 978-2-7071-5231-2.
12. ↑  Extract from Encyclopedia Universalis on Almoravids.
13. ↑  Bennison 2016, 43–46, 61쪽.
14. 1 2  Bennison 2016, 61쪽.
15. ↑  Gómez-Rivas, Camilo (2014). 《Law and the Islamization of Morocco under the Almoravids: The Fatwās of Ibn Rushd al-Jadd to the Far Maghrib》 (영어). Brill. 3쪽. ISBN 978-90-04-27984-1.
16. ↑  Kennedy, Hugh (2016). 《Caliphate: The History of an Idea》 (영어). Basic Books. ISBN 978-0-465-09438-7.
17. ↑  Abun-Nasr 1987, 87쪽.
18. ↑  Bennison 2016, 55–56쪽.
19. ↑  Bennison 2016, 58–61쪽.
20. 1 2 3 4  브라이언 캐틀러스 (2022.07.15). 《스페인의 역사 - 8세기부터 17세기까지의 신앙의 왕국들》. 11~540쪽.
21. ↑  Nehemia Levtzion, "Abd Allah b. Yasin and the Almoravids", in: John Ralph Willis, Studies in West African Islamic History,  p. 54.
22. ↑  P. F. de Moraes Farias, "The Almoravids: Some Questions Concerning the Character of the Movement", Bulletin de l'IFAN, series B, 29: 3–4 (794–878), 1967.
23. ↑  Ibn al-Zayyat (1220). 《التشوف إلى معرفة رجال التصوف》 [Looking to know the men of Sufism]. 89쪽.
24. ↑  Qadi Ayyad. 《ترتيب المدارك وتنوير المسالك لمعرفة أعلام مذهب مالك.》 [Biographies of Eminent Maliki Scholars]. 839–840쪽.
25. ↑  Messier 2010.
26. ↑  Ibn Abi Zar's account is translated in N. Levtzion and J. F. P. Hopkins, eds (2000), Corpus of Early Arabic Sources for West African History, University of Ghana, pp. 239ff. For tentative identification of the ribat, see Moraes Farias (1967).
27. ↑  de la Roncière, Charles (1925). 《La découverte de l'Afrique au Moyen Age, cartographes et explorateurs》 (프랑스어). Cairo: Sociéte royale de géographie d'Égypte.
28. ↑  Cortesão, Jaime (1975). 《Os Descobrimentos portugueses》 (포르투갈어) 2. Livros Horizonte. 339쪽.
29. 1 2 3  Julien, Charles André (1970). 《History of North Africa: Tunisia, Algeria, Morocco: From the Arab Conquest to 1830》 (영어). Praeger. 77쪽. ISBN 978-0-7100-6614-5.
30. 1 2  Baadj, Amar S. (2015). 《Saladin, the Almohads and the Banū Ghāniya: The Contest for North Africa (12th and 13th centuries)》 (영어). Brill. 13쪽. ISBN 978-90-04-29857-6.
31. ↑  Africa, Unesco International Scientific Committee for the Drafting of a General History of (1992). 《Africa from the Seventh to the Eleventh Century》 (영어). J. Currey. 176–181쪽. ISBN 978-0-85255-093-9.
32. ↑  Willis, John Ralph (2012). 《Studies in West African Islamic History: Volume 1: The Cultivators of Islam, Volume 2: The Evolution of Islamic Institutions & Volume 3: The Growth of Arabic Literature》 (영어). Routledge. 88–90쪽. ISBN 978-1-136-25160-3.
33. ↑  Abun-Nasr, Jamil M. (1971). 《A history of the Maghrib》. Internet Archive. Cambridge [Eng.] University Press. 92쪽. ISBN 978-0-521-07981-5.
34. ↑  Brill, E. J. (1993). 《E.J. Brill's First Encyclopaedia of Islam: 1913–1936. A–Bābā Beg》 (영어). Brill. 318쪽. ISBN 978-90-04-09787-2.
35. ↑  Lewicki 1992, 308–309 or pp. 160–161 in 1988 edition쪽.
36. 1 2  Levtzion, Nehemia (1976). 〈The early states of the Western Sudan to 1500〉.   Ajayi, A.J. 《History of West Africa》 2.판. New York: Columbia University Press. ISBN 978-0-231-04103-4. 2023년 9월 20일에 확인함.
37. ↑  M. Brett and E. Fentress (1996), The Berbers, Oxford: Blackwell, p. 100. Revealingly, the 36th surah begins the salutation "You are one of messengers" and the imperative duty to set people "on the straight path". Ibn Yasin's choice of name was probably not a coincidence.
38. 1 2  Shillington, Kevin (2005). 《History of Africa》. New York: Palgrave Macmillan. 88쪽. ISBN 978-0-333-59957-0.
39. ↑  Bennison 2016, 28쪽.
40. ↑  Bennison 2016, 336쪽.
41. ↑  Bennison 2016, 30쪽.
42. ↑  Bennison 2016, 30, 336쪽.
43. 1 2  Messier 2010, 14–15쪽.
44. ↑  Messier 2010, 16–17쪽.
45. 1 2 3  Bennison 2016, 31쪽.
46. 1 2  Messier 2010, 17쪽: "The Bani Gudala chose this moment to break away from the Sanhaja confederation. This open revolt of the Bani Gudala is linked with their rejection of Ibn Yasin; but it could also have something to do with their desire to seek their own fortune, now, along the salt routes to Awlil on the coast of the Atlantic. Regardless, it forced the Almoravids to split their forces. Ibn Yasin went north with a small detachment of Almoravid warriors. He added to his army as he went, recruiting tribesmen from the Bani Sarta and the Bani Tarja. He joined his forces to those of Abu Bakr Ibn Umar, Yahya's brother, who was already in the region of the Draa to the southwest of Sijilmasa. Yahya Ibn Umar, meanwhile, remained with part of the army in the Adrar, in the heartland of the Bani Lamtuna. He established his base at a place called Jabal Lamtuna. These mountains were surrounded by some 20,000 date palms. There was abundant water and pasturage. Most importantly, the place was easily defensible. He held up in a fortress called Azuggi, which his brother Yannu had built."
47. 1 2 3  Norris, H.T.; Chalmeta, P. (1993). 〈al-Murābiṭūn〉.   Bosworth, C.E.; van Donzel, E.; Heinrichs, W.P.; Pellat, Ch. 《Encyclopaedia of Islam》 7 2판. Brill. 583–591쪽. The foundation of the town of Azūgi (vars. Azuggī, Azuḳḳī, Azukkī) as the southern capital of the Almoravids. It lies 10 km NW of Atar. According to al-Bakrī, it was a fortress, surrounded by 20,000 palms, and it had been founded by Yānnū b. ʿUmar al-Ḥād̲j̲d̲j̲, a brother of Yaḥyā b. ʿUmar. It seems likely that Azūgi became the seat of the Ḳāḍī Muḥammad b. al-Ḥasan al-Murādī al-Ḥaḍramī (to cite both the Ḳāḍī ʿlyāḍ and Ibn Bas̲h̲kuwāl), who died there in 489/1095–96 (assuming Azūgi to be Azkid or Azkd). The town was for long regarded as the “capital of the Almoravids”, well after the fall of the dynasty in Spain and even after its fall in the Balearic Islands. It receives a mention by al-Idrīsī, al-Zuhrī and other Arab geographers.
48. 1 2  Levtzion, Nehemia (2019). 〈'Abd Allah b. Yasin and the Almoravids〉.   Willis, John Ralph. 《Studies in West African Islamic History: The Cultivators of Islam》 (영어). Routledge. 99–100쪽. ISBN 978-1-315-29732-3. After the confrontation with Ibn Tashfin, Abu Bakr b. ‘Umar returned to the desert, where he led the southern wing of the Almoravids in the jihad against the Sudanis. The base for his operations seems to have been the town of Azukki (Azugi, Arkar.) It is first mentioned as the fortress in Jabal Lamtuna (Adrar), where Yahya b. 'Umar was besieged and killed by the Juddala. Azukki, according to al-Bakri, was built by Yannu b. ‘Umar, the brother of Yahya and Abu Bakr. Al-Idrisi mentions Azukki as an important Saharan town on the route from Sijilmasa to the Sudan, and adds that this was its Berber name, whereas Sudanis called it Kukadam (written as Quqadam).
49. ↑  Ould Cheikh, Abdel Wedoud; Saison, Bernard (1987년 1월 1일). “Vie(s) Et Mort(s) De Al-Imām Al-Hadrāmi: Autour de la postérité saharienne du mouvement almoravide (11e–17e s.)”. 《Arabica》 (영어) 34 (1): 48–79. doi:10.1163/157005887X00342. ISSN 1570-0585. Au milieu du Ve siecle H/XIe siecle ap. J.C., l'écrivain andalou al-Bakri fait état de l'existence à «Arki» d'une «forteresse...au milieu de 20 000 palmiers...édifiée par Yannu Ibn 'Umar al-Ḥāğ, frère de Yaḥya Ibn 'Umar... ». Cette brève mention est vraisemblablement a l'origine du qualificatif d'«almoravide» qu'en l'absence de toute investigation proprement archéologique, les historiens modernes ont généralement attribué aux ruines apparentes du tell archéologique d'Azūgi; nous y reviendrons. Au siecle suivant, al-Idrisi (1154) localise la «première des stations du Sahara...au pays des Massūfa et des Lamṭa» ; étape sur un itinéraire transsaharien joignant Siğilmāsa a Silla, Takrūr ou Gāna, Azūki, ou Kukdam en «langue gināwiyya des Sudan», abrite une population prospère. Pour brève et à nos yeux trop imprécise qu'elle soit, l'évocation d'al-Idrisi est néanmoins la plus étoffée de celles qui nous sont parvenues des auteurs «médiévaux» de langue arabe. Aucun écrivain contemporain d'al-Idrisi, ou postérieur, qu'il s'agisse d'al-Zuhri (ap. 1133), d'Ibn Sa'id et surtout d'Ibn Haldun—qui n'en prononce même pas le nom dans son récit pourtant complet de l'histoire du mouvement almoravide—ne nous fournit en effet d'élément nouveau sur Azūgi. À la fin du XVe siècle, au moment où apparaissent les navigateurs portugais sur les côtes sahariennes, al-Qalqašandi et al-Himyari ne mentionnent plus «Azūqi» ou «Azīfi» que comme un toponyme parmi d'autres au Bilād al-Sudān... Les sources écrites arabes des XIe–XVe siècles ne livrent donc sur Azūgi que de brèves notices, infiniment moins détaillées et prolixes que celles dont font l'objet, pour la même période et chez ces mêmes auteurs, certaines grandes cités toutes proches, telles Awdagust, Gāna, Kawkaw, Niani, Walāta, etc... Faut-il voir dans cette discrétion un témoignage «a silentio» sur l'affaiblissement matériel d'une agglomération—une «ville» au sens où l'entendent habituellement les auteurs cités?—dont al-Idrisi affirme effectivement qu'elle n'est point une grande ville»?
50. ↑  Gaudio, Attilio (1978). 《Le Dossier de la Mauritanie》 (프랑스어). Nouvelles Editions Latines. ISBN 978-2-7233-0035-3. L'historien El Bekri, dans sa Description de l'Afrique septentrionale, parle de l'ancienne fortresse d'Azougui, située dans une grande palmeraie de l'Adrar mauritanien, comme ayant été la véritable capital des sultans almoravides, avant leur épopée maroco-espagnole. Elle ne dut connaître qu'une splendeur éphémère, car depuis la fin du XIIe siècle son nom disparaît des chroniques.
51. ↑  Vanacker, Christiane (1979). 〈La Mauritanie jusqu’au XXe siècle〉. 《Introduction à la Mauritanie》 (프랑스어). Institut de recherches et d’études sur les mondes arabes et musulmans, Éditions du CNRS. ISBN 978-2-271-08123-0. Il est souhaitable que les fouilles prévues à Azougui, première « capitale » fondée par les Almoravides (avant Marrakech) puissent être prochainement réalisées.
52. ↑  Sabatier, Diane Himpan; Himpan, Brigitte (2019). 《Nomads of Mauritania》 (영어). Vernon Press. 114쪽. ISBN 978-1-62273-582-2.
53. ↑  Shillington 2005, 90쪽
54. ↑  Messier 2010, 17–18쪽.
55. ↑  Messier 2010, 17–19쪽.
56. ↑  Bennison 2016, 32쪽.
57. ↑  Chisholm 1911, 717쪽.
58. ↑  Messier 2010, 37–38쪽.
59. 1 2 3 4  Abun-Nasr 1987, 81쪽.
60. ↑  Messier 2010, 39쪽.
61. ↑  Deverdun 1959, 61쪽.
62. 1 2  Bennison 2016, 34쪽.
63. ↑  Deverdun 1959, 59–63쪽; Messier 2010, 180쪽; Abun-Nasr 1987, 83쪽; Salmon 2018, 33쪽; Wilbaux 2001, 208쪽; Bennison 2016, 22, 34쪽; Lintz, Déléry & Tuil Leonetti 2014, 565쪽.
64. ↑  Bloom & Blair 2009, "Marrakesh"; Naylor 2009, 90쪽; Park & Boum 2006, 238쪽.
65. 1 2  Abun-Nasr 1987, 81–82쪽.
66. 1 2  Bennison 2016, 34–35쪽.
67. 1 2  Bennison 2016, 35쪽.
68. 1 2  Bennison 2016, 35–36쪽.
69. 1 2  Bennison 2016, 36쪽.
70. ↑  Messier 2010, 63쪽.
71. ↑  Messier 2010, 43–49쪽.
72. ↑  Bennison 2016, 39쪽.
73. 1 2  Le Tourneau, Roger; Terrasse, Henri (2012). 〈Fās〉.   Bearman, P.; Bianquis, Th.; Bosworth, C.E.; van Donzel, E.; Heinrichs, W.P. 《Encyclopaedia of Islam, Second Edition》. Brill.
74. ↑  Le Tourneau, Roger (1949). 《Fès avant le protectorat: étude économique et sociale d'une ville de l'occident musulman》. Casablanca: Société Marocaine de Librairie et d'Édition. 51쪽.
75. 1 2  Abun-Nasr 1987, 82쪽.
76. ↑  Bennison 2016, 39, 337쪽.
77. ↑  Rivet, Daniel (2012). 《Histoire du Maroc: de Moulay Idrîs à Mohammed VI》. Fayard. 110쪽.
78. 1 2  Messier 2010, 65–66쪽.
79. ↑  Bel, A.; Yalaoui, M. (1960–2007). 〈Tilimsān〉.   Bearman, P.; Bianquis, Th.; Bosworth, C.E.; van Donzel, E.; Heinrichs, W.P. 《Encyclopaedia of Islam》 2판. Brill. ISBN 978-9004161214.
80. ↑  Messier 2010, 66쪽.
81. 1 2  Idris, H.R. (1960–2007). 〈Ḥammādids〉.   Bearman, P.; Bianquis, Th.; Bosworth, C.E.; van Donzel, E.; Heinrichs, W.P. 《Encyclopaedia of Islam》 2판. Brill. ISBN 978-9004161214.
82. 1 2  Baadj, Amar S. (2015). 《Saladin, the Almohads and the Banū Ghāniya: The Contest for North Africa (12th and 13th centuries)》. Studies in the History and Society of the Maghrib. Brill. 50쪽. ISBN 978-90-04-29857-6.
83. ↑  Kennedy 1996, 160–161쪽.
84. 1 2 3  Kennedy 1996, 161쪽.
85. ↑  Albarrán, Javier (2018). 〈Al-Andalus〉.   Fitz, Francisco García; Monteiro, João Gouveia. 《War in the Iberian Peninsula, 700–1600》 (영어). Routledge. 12–13쪽. ISBN 978-1-351-77886-2.
86. ↑  Bennison 2016, 49쪽.
87. ↑  Bennison 2016, 49–50쪽.
88. 1 2  Bennison 2016, 50쪽.
89. ↑  Messier 2010, 86쪽: "Nor did Abu Bakr interfere with Yusuf's free hand in Morocco or Spain. The old amir ruled in the Sahara in the same way that tribal chiefs among the Sanhaja had done for generations, through a combination nation of tribal loyalties, religious appeal, and military strength. He had every intention to continue the religious revival in the vein of strict Malikite Islam. He brought to the desert a teacher from the city of Aghmat, the Imam al-Hadrami. The latter had studied Malikite law in both Qayrawan and Andalusia. Abu Bakr made him qadi, judge, in Azuggi. From there, Imam al-Hadrami went out to preach among the unbelievers."
90. 1 2  Bennison 2016, 2쪽: "The Arabic narrative, such as it is, posits that Abu Bakir b. 'Umar returned to the Almoravids' southern base or capital at Azuggi in modern Mauritania with a handful of Maliki jurists, including Abu Bakr Muhammad al-Muradi from Qayrawan, to orchestrate the Almoravid advance south against the Soninke kingdom of Ghana, which was successfully conquered around 1076–77 and subsequently collapsed. (...) The nature of the Almoravid encounter with Ghana—conquest or partnership—and the ethnic and religious origins of those involved is impossible to determine in the absence of new sources. However, the Almoravids clearly achieved control of the salt trade and the gold flow north, their primary economic objective, and Islam did take root among the population of Ghana, their religious objective. Abu Bakr maintained Almoravid control of the Sahara at least in the vicinity of Azuggi, and the expansion of the Sanhaja eastwards appears to have been led by the Almoravid Masufa, a group with strong marriage and maternal connections to the Lamtuna, who migrated into the vast zone between Sijilmasa and Waraqlan, led quite possibly by Abu Bakr's son, Yahya, known as al-Masufi due to his maternal lineage."
91. ↑  Norris, H. T. (1986). 《The Arab Conquest of the Western Sahara: Studies of the Historical Events, Religious Beliefs and Social Customs which Made the Remotest Sahara a Part of the Arab World》 (영어). Longman. 243쪽. ISBN 978-0-582-75643-4. Its present capital is Āṭār, though in the mediaeval period its principal towns were Azuqqi (Azougui), which, for a while, was the "capital" of the southern wing of the Almoravid movement, (...)
92. ↑  Norris, H.T. (1993). 〈Mūrītāniyā〉.   Bosworth, C.E.; van Donzel, E.; Heinrichs, W.P.; Pellat, Ch. 《Encyclopaedia of Islam, Second Edition》 (영어) 7. Brill. 583–591쪽. The movement of the 'men of the ribāṭ', the Almoravids [see al-murābiṭūn ], became established in the Río de Oro and in parts of Mauritania by missionaries who were adepts of the saint Wad̲j̲ād̲j̲ b. Zalw, who had previously established a ribāṭ at Aglū in the Sūs of Morocco, not far from present-day Tīznīt and Ifnī (see F. Meier, Almoraviden und Marabute , in WI, xxi, 80–163). However, the raids of the Saharans who joined the movement were primarily launched from within against Morocco itself, so that Mauritania never became its major centre. Only Azuggī, the capital of the southern wing, under Abū Bakr b. ʿUmar and his successors, was considered worthy of mention by such geographers as al-Idrīsī and Ibn Saʿīd al-Mag̲h̲ribī.
93. 1 2  Bennison 2016, 37쪽.
94. ↑  Ibn Khaldun in Levtzion and Hopkins, eds. and transl. Corpus, p. 333.
95. ↑  Nehemia Levtzion, Ancient Ghana and Mali (New York, 1973), pp. 51–52, 58–60.
96. 1 2  The Cambridge History of Africa, Volume 3: From c. 1050 to c.  1600
97. ↑  Masonen, Pekka; Fisher, Humphrey J. (1996). “Not quite Venus from the waves: The Almoravid conquest of Ghana in the modern historiography of Western Africa” (PDF). 《History in Africa》 23: 197–232. doi:10.2307/3171941. JSTOR 3171941. S2CID 162477947. 2022년 10월 9일에 원본 문서 (PDF)에서 보존된 문서.
98. ↑  Insoll 2003, 230쪽.
99. ↑  Lange 1996, 122–159쪽.
100. ↑  Lange, Dierk (1996). “The Almoravid expansion and the downfall of Ghana”. 《Der Islam》 73 (73): 122–159. doi:10.1515/islm.1996.73.2.313. S2CID 162370098..
101. 1 2  Burkhalter, Sheryl L. (1992). “Listening for Silences in Almoravid History: Another Reading of 'The Conquest That Never Was'”. 《History in Africa》 19: 103–131. doi:10.2307/3171996. JSTOR 3171996. S2CID 163154435.
102. ↑  Gómez-Rivas, Camilo (2014). 《Law and the Islamization of Morocco under the Almoravids: The Fatwās of Ibn Rushd al-Jadd to the Far Maghrib》 (영어). Brill. 13쪽. ISBN 978-90-04-27984-1.
103. ↑  P. Semonin (1964) "The Almoravid Movement in the Western Sudan: A review of the evidence" Transactions of the Historical Society of Ghana, v. 7: p. 58
104. ↑  Messier 2010, 209쪽.
105. ↑  Messier 2010, 86쪽.
106. ↑  Kennedy 1996, 145–153, 166–170쪽.
107. ↑  Bennison 2016, 41쪽.
108. 1 2 3 4  Kennedy 1996, 162쪽.
109. 1 2 3  Bennison 2016, 43쪽.
110. ↑  Hicham El Allaoui, Les échanges", 265쪽.
111. ↑  Kennedy 1996, 162–163쪽.
112. ↑  Bennison 2016, 43–44쪽.
113. ↑  Kennedy 1996, 163쪽.
114. ↑  Kennedy 1996, 163–164쪽.
115. 1 2 3 4 5 6 7  Kennedy 1996, 164쪽.
116. ↑  Bennison 2016, 45쪽.
117. ↑  Bennison 2016, 45, 47쪽.
118. ↑  Pascual de Gayangos, The History, vol. 2, 273쪽.
119. ↑  Hugh Kennedy, Muslim Spain and Portugal, 158쪽.
120. ↑  Messier 2010, 112쪽.
121. ↑  Kennedy 1996, 153, 165쪽.
122. 1 2  Bennison 2016, 46쪽.
123. 1 2 3 4 5 6 7  Kennedy 1996, 165쪽.
124. ↑  Messier 2010, 114–115쪽.
125. 1 2 3  Messier 2010, 115쪽.
126. 1 2 3  Messier 2010, 116쪽.
127. 1 2  Messier 2010, 116–117쪽.
128. 1 2 3 4  Messier 2010, 117–118쪽.
129. 1 2 3 4  Kennedy 1996, 166쪽.
130. ↑  Kennedy 1996, 171–172쪽.
131. 1 2 3  Bennison 2016, 54–55쪽.
132. ↑  Messier 2010, 121쪽.
133. ↑  North Africa, Islam and the Mediterranean World: From the Almoravids to the Algerian War (History & Society in the Islamic World), p. 59  By Julia Ann Clancy-Smith
134. 1 2 3 4  Kennedy 1996, 173쪽.
135. ↑  Bennison 2016, 57–58쪽.
136. 1 2  Messier 2010, 121–122쪽.
137. 1 2  Kennedy 1996, 172쪽.
138. ↑  Kennedy 1996, 172–173쪽.
139. 1 2 3 4 5  Bennison 2016, 56쪽.
140. ↑  Messier 2010, 135쪽.
141. 1 2 3 4 5 6 7  Kennedy 1996, 174쪽.
142. ↑  Messier 2010, 135–136쪽.
143. ↑  Kennedy 1996, 172, 174쪽.
144. ↑  Kennedy 1996, 179–180쪽.
145. 1 2 3  Kennedy 1996, 181쪽.
146. ↑  Kennedy 1996, 173, 181쪽.
147. ↑  Kennedy 1996, 180쪽.
148. 1 2 3  Bennison 2016, 57쪽.
149. 1 2  Kennedy 1996, 182쪽.
150. ↑  Kennedy 1996, 185쪽.
151. ↑  Kennedy 1996, 186쪽.
152. ↑  Kennedy 1996, 186–187쪽.
153. ↑  Kennedy 1996, 187쪽.
154. ↑  Bennison 2016, 58쪽.
155. ↑  Kennedy 1996, 183쪽.
156. ↑  Bennison 2016, 56, 59쪽.
157. ↑  Wilbaux 2001, 224쪽.
158. ↑  Kennedy 1996, 184쪽.
159. ↑  Kennedy 1996, 184, 187쪽.
160. 1 2 3  Chisholm 1911, 718쪽.
161. ↑  Bel, Alfred (1903). 《Les Benou Ghânya: derniers représentants de l'empire Almoravide et leur lutte contre l'empire Almohade》 (프랑스어). E. Leroux. 131쪽.
162. ↑  El-Hibri, Tayeb (2021년 4월 22일). 《The Abbasid Caliphate: A History》 (영어). Cambridge University Press. 218쪽. ISBN 978-1-107-18324-7.
163. ↑  Būtshīsh, Ibrāhīm al-Qādirī (1993). 《المغرب والأندلس في عصر المرابطين: المجتمع، الذهنيات، الأولياء》 [Morocco and Andalusia in the Almoravids era: society, mentalities, saints] (아랍어). دار الطليعة،. 80–81쪽.
164. ↑  《The Chronicle of Ibn Al-Athir for the Crusading Period from Al-Kamil Fi'l-Ta'rikh》 (영어). Ashgate Publishing, Ltd. 2010. 311쪽. ISBN 978-0-7546-6951-7.
165. ↑  Dollfus, Lucien (1894). 《Études sur le moyen âge espagnol》 (프랑스어). E. Leroux. 168쪽.
166. ↑  محمد, حسن، (1999). 《المدينة و البادية بإفريقية في العهد الحفصي》 [The city and the desert in Africa during the Hafsid era] (아랍어). جامعة تونس الأولى، كلية العلوم الانسانية و الاجتماعية،. 49쪽. ISBN 978-9973-922-48-9.
167. ↑  Boloix-Gallardo, Bárbara (2021). 《A Companion to Islamic Granada》 (영어). Brill. 120쪽. ISBN 978-90-04-42581-1.
168. ↑  “Almoravids | Berber confederation”. 《Encyclopedia Britannica》 (영어). 2020년 6월 8일에 확인함.
169. ↑  Pellat, Ch. (2004). 〈Abū ʿImrān al-Fāsī〉.   Bearman, P.; Bianquis, Th.; Bosworth, C.E.; van Donzel, E.; Heinrichs, W.P. 《Encyclopaedia of Islam》 XII 2판. Leiden, Netherlands: Brill Publishers. 27쪽. ISBN 9004139745.
170. 1 2 3 4  “The Art of the Almoravid and Almohad Periods (ca. 1062–1269)”. 《www.metmuseum.org》. 2022년 10월 11일에 확인함.
171. ↑  Balafrej, Lamia (2012). “Saracen or Pisan?”. 《Ars Orientalis》 42: 31–40. ISSN 0571-1371. JSTOR 43489762.
172. 1 2  Bennison 2016, 278쪽.
173. ↑  Bennison 2016, 277쪽.
174. 1 2  Bennison 2016, 300–305쪽.
175. ↑  Leube, Georg (2016년 4월 12일). “Sacred Topography: A Spatial Approach to the stelae of Gao-Saney”. 《Islamic Africa》 7 (1): 44–59. doi:10.1163/21540993-00701005. ISSN 0803-0685.
176. 1 2  Delgado, Jorge Lirola (2014). 〈Les stèles funéraires d'Almeria, marqueurs du commerce et de la circulation des objets en Méditerranée〉.   Lintz, Yannick; Déléry, Claire; Tuil Leonetti, Bulle. 《Maroc médiéval: Un empire de l'Afrique à l'Espagne》. Paris: Louvre éditions. ISBN 978-2350314907.
177. 1 2 3  Bennison 2016, 302쪽.
178. ↑  Salmon, Xavier (2021). 《Fès mérinide: Une capitale pour les arts, 1276–1465》. Lienart. 29–30쪽. ISBN 978-2359063356.
179. ↑  Bennison 2016, 303쪽.
180. 1 2 3 4 5 6  Partearroyo, Cristina (1992). 〈Almoravid and Almohad Textiles〉.   Dodds, Jerrilynn D. 《Al-Andalus: The Art of Islamic Spain》. New York: The Metropolitan Museum of Art. 105–113쪽. ISBN 0870996371.
181. 1 2 3  Lintz, Déléry & Tuil Leonetti 2014, 71–98쪽, Au coeur des trésors chrétiens.
182. ↑  Bloom & Blair 2009, Marrakesh.
183. ↑  Latham, J. D. (1978년 10월 1일). “The Interpretation of a Passage on Scales (Maw Āzin) in an Andalusian Hisba Manual”. 《Journal of Semitic Studies》 23 (2): 283–290. doi:10.1093/jss/23.2.283. ISSN 0022-4480.
184. 1 2 3 4  Khemir, Sabiha (1992). 〈The Arts of the Book〉.   Dodds, Jerrilynn D. 《Al-Andalus: The Art of Islamic Spain》. New York: The Metropolitan Museum of Art. ISBN 0870996371.
185. ↑  《معلمة المغرب: قاموس مرتب على حروف الهجاء يحيط بالمعارف المتعلقة بمختلف الجوانب التاريخية و الجغرافية و البشرية و الحضارية للمغرب الاقصى》. مطابع سلا،. 1989. 6740쪽.
186. 1 2  Lintz, Déléry & Tuil Leonetti 2014, 195–197쪽.
187. 1 2 3  Dodds, Jerrilynn D., 편집. (1992). 《Al-Andalus: The Art of Islamic Spain》. New York: The Metropolitan Museum of Art. ISBN 0870996371.
188. 1 2  Lintz, Déléry & Tuil Leonetti 2014, 224쪽.
189. ↑  Blair, Sheila S. (2006). 《Islamic Calligraphy》. Edinburgh University Press. 566–569쪽. ISBN 978-0748635405.
190. ↑  Lintz, Déléry & Tuil Leonetti 2014, 225쪽.
191. 1 2 3 4  Bennison 2016, 304쪽.
192. 1 2 3  Bloom, Jonathan; Toufiq, Ahmed; Carboni, Stefano; Soultanian, Jack; Wilmering, Antoine M.; Minor, Mark D.; Zawacki, Andrew; Hbibi, El Mostafa (1998). 《The Minbar from the Kutubiyya Mosque》. The Metropolitan Museum of Art, New York; Ediciones El Viso, S.A., Madrid; Ministère des Affaires Culturelles, Royaume du Maroc.
193. 1 2  Terrasse, Henri (1968). 《La Mosquée al-Qaraouiyin à Fès; avec une étude de Gaston Deverdun sur les inscriptions historiques de la mosquée》. Paris: Librairie C. Klincksieck.
194. ↑  “Qantara – the minbar of the al-Qarawīyīn Mosque”. 《www.qantara-med.org》. 2021년 2월 21일에 확인함.
195. 1 2 3 4  Marçais, Georges (1954). 《L'architecture musulmane d'Occident》. Paris: Arts et métiers graphiques.
196. 1 2  Salmon 2018.
197. ↑  Bennison 2016, 276쪽.
198. ↑  Basset, Henri; Terrasse, Henri (1932). 《Sanctuaires et forteresses almohades》. Paris: Larose.
199. ↑  Perez, Manuel Casamar (1992). 〈The Almoravids and Almohads: An introduction〉.   Dodds, Jerrilynn D. 《Al-Andalus: The Art of Islamic Spain》. New York: The Metropolitan Museum of Art. 75–83쪽. ISBN 0870996371.
200. ↑  Tabbaa, Yasser (2008). “Andalusian roots and Abbasid homage in the Qubbat al-Barudiyyin in Marrakesh”. 《Muqarnas》 25: 133–146. doi:10.1163/22118993_02501006.
201. ↑  Draper, Peter (2005). “Islam and the West: The Early Use of the Pointed Arch Revisited”. 《Architectural History》 48: 12. doi:10.1017/s0066622x00003701. ISSN 0066-622X. S2CID 194947480.
202. ↑  Parker, R. (1981). A Practical Guide to Islamic Monuments in Morocco. Charlottesville, Virginia: Baraka Press. p. 14
203. 1 2  Bloom, Jonathan M. (2020). 《Architecture of the Islamic West: North Africa and the Iberian Peninsula, 700–1800》. Yale University Press. ISBN 978-0300218701.
204. ↑  Tabbaa, Yasser (1985). “The Muqarnas Dome: Its Origin and Meaning”. 《Muqarnas》 3: 61–74. doi:10.1163/22118993-90000196. JSTOR 1523084.
205. ↑  Almagro, Antonio (2015). “The Great Mosque of Tlemcen and the Dome of its Maqsura”. 《Al-Qantara》 36 (1): 199–257. doi:10.3989/alqantara.2015.007. hdl:10261/122812.
206. 1 2  Deverdun 1959.
207. 1 2 3  Wilbaux 2001.
208. ↑  Allain, Charles; Deverdun, Gaston (1957). “Les portes anciennes de Marrakech”. 《Hespéris》 44: 85–126. 2021년 2월 28일에 원본 문서에서 보존된 문서. 2021년 3월 24일에 확인함.
209. ↑  Barrucand, Marianne; Bednorz, Achim (1992). 《Moorish architecture in Andalusia》. Taschen. ISBN 3822876348.
210. ↑  Bennison 2016, 299–300쪽.
211. ↑  Wilbaux 2001, 71쪽.
212. ↑  Lintz, Déléry & Tuil Leonetti 2014, 219–223쪽.
213. ↑  Sijelmassi, Mohamed (1987). 《ذخائر مخطوطات الخزانة الملكية بالمغرب: (Bibliothèque al-Hassania)》 (프랑스어). www.acr-edition.com. ISBN 978-2-86770-025-5.
214. ↑  “دعوة الحق – المعتمد بن عباد في المغرب”. 《habous.gov.ma》. 2020년 12월 19일에 원본 문서에서 보존된 문서. 2020년 2월 5일에 확인함.